# Liste von Söhnen und Töchtern der Stadt Buenos Aires
Dies ist – ohne Anspruch auf Vollständigkeit – eine Liste von Personen, die in Buenos Aires (Argentinien) geboren wurden und in der deutschsprachigen Wikipedia mit einem Artikel vertreten sind:

## 18. Jahrhundert

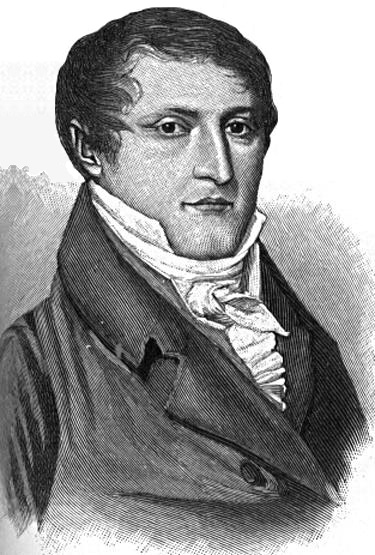
Manuel Belgrano
(1770–1820)

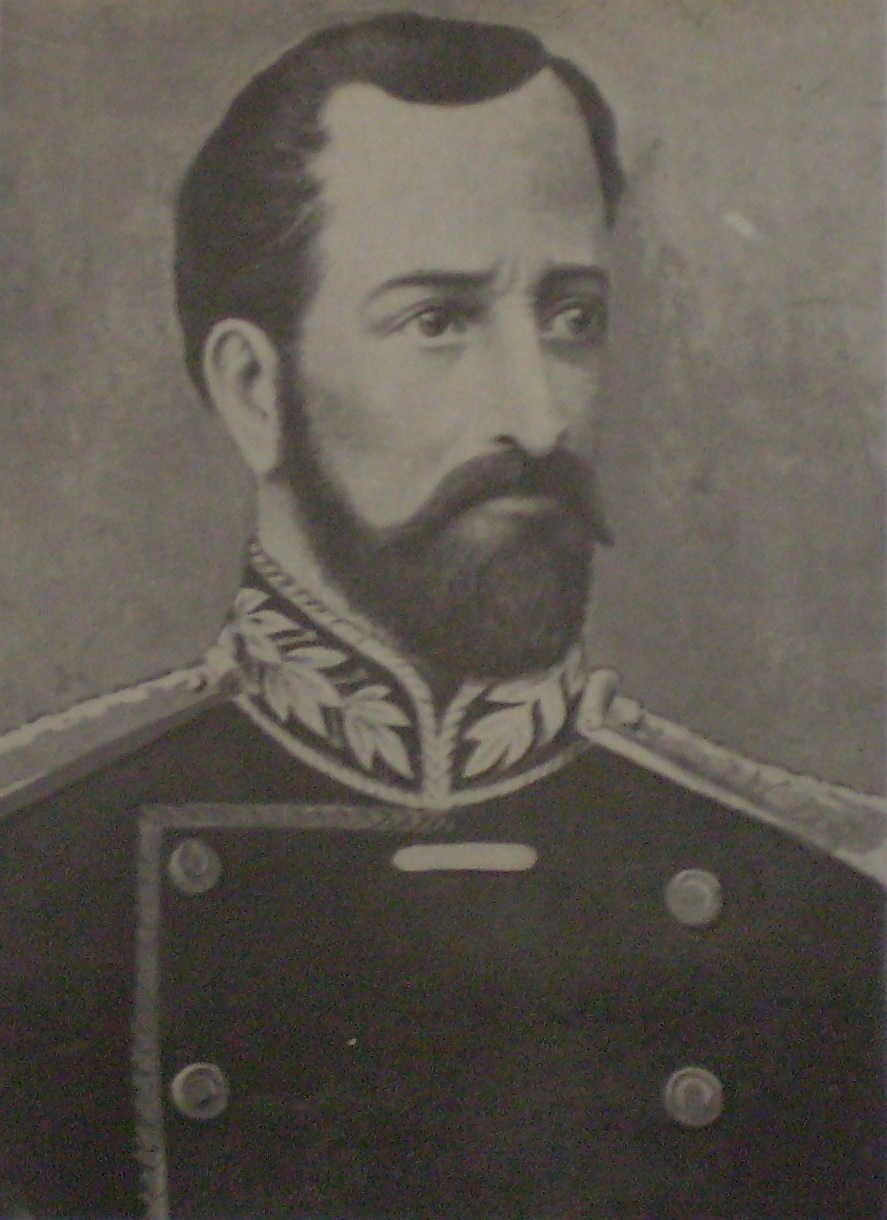
Ignacio Warnes
(1772–1816)

- Juan José Paso (1757–1833), Politiker
- Feliciano Antonio Chiclana (1761–1826), Politiker
- Juan José Castelli (1764–1812), Politiker
- Manuel Belgrano (1770–1820), Anwalt, Politiker und General
- Martín Rodríguez (1771–1845), Politiker und Soldat
- Ignacio Warnes (1772–1816), Oberst
- José Rondeau (1773–1844), Militär und Politiker
- Antonio González Balcarce (1774–1819/1820), Offizier und Politiker
- Manuel de Sarratea (1774–1849), Diplomat und Politiker
- Nicolás Rodríguez Peña (1775–1853), Politiker
- Juan Martín de Pueyrredón (1776–1850), Politiker und General
- Mariano Moreno (1778–1811), Rechtsanwalt und Politiker
- Juan Gregorio de Las Heras (1780–1866), Militärangehöriger, Unabhängigkeitskrieger
- Bernardino Rivadavia (1780–1845), Staatsmann und erster Präsident Argentiniens
- Lucas José Obes (1782–1838), uruguayischer Politiker argentinischer Herkunft
- Tomás de Anchorena (1783–1847), Politiker
- Vicente López y Planes (1785–1856), Schriftsteller und Präsident von Argentinien (1827)
- Felipe Arana (1786–1865), Jurist und Politiker
- Julián Álvarez (1788–1843), uruguayischer Politiker
- Manuel Blanco Encalada (1790–1876), chilenischer Offizier und Politiker
- Juan Manuel de Rosas (1793–1877), Diktator
- Juan Cruz Varela (1794–1839), Schriftsteller, Journalist und Politiker

## 19. Jahrhundert

### 1801–1850

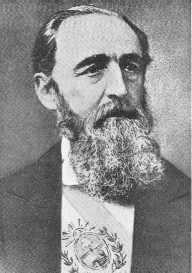
Luis Sáenz Peña
(1822–1907)

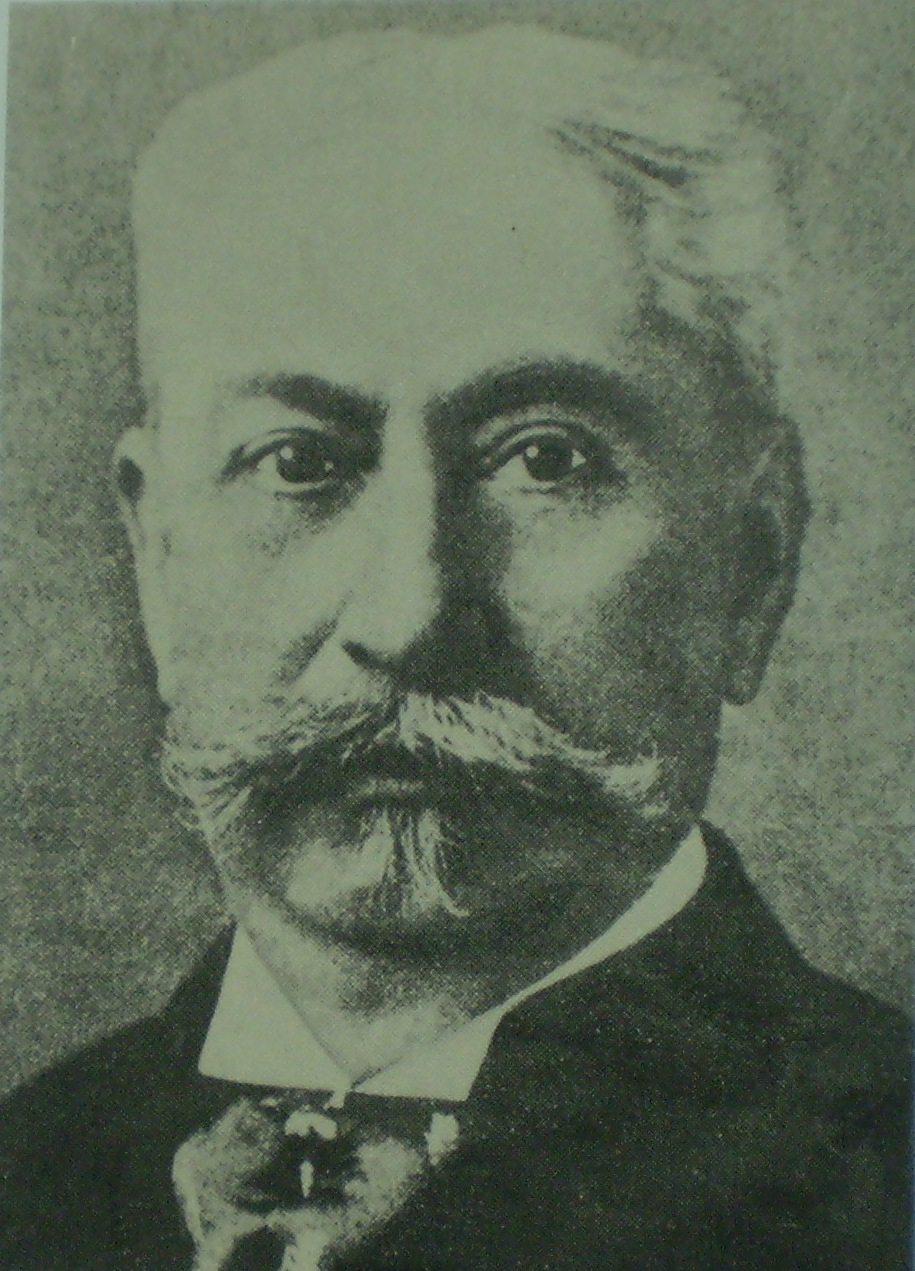
Vicente Gregorio Quesada
(1830–1913)

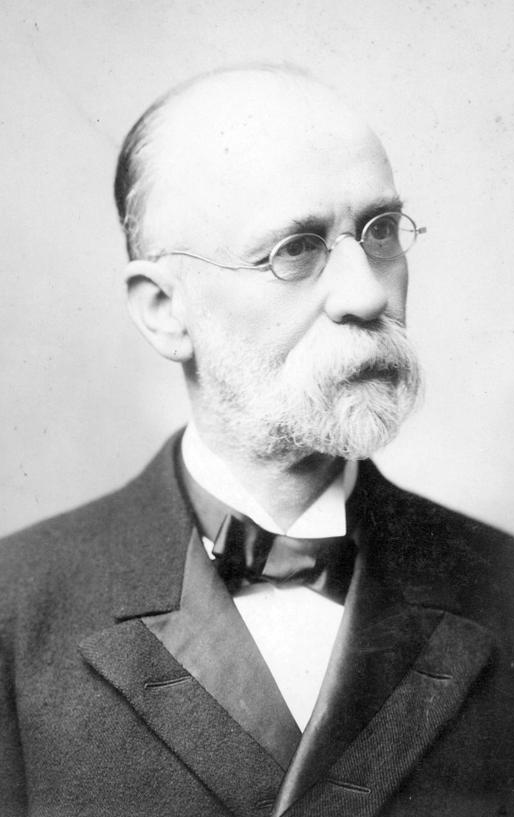
Ernesto Tornquist
(1842–1908)

- Valentín Alsina (1802–1869), Gouverneur und Staatsoberhaupt von Buenos Aires
- Esteban Echeverría (1805–1851), Dichter
- Ventura de la Vega (1807–1865), spanischer Schriftsteller
- Juan Pedro Esnaola (1808–1878), Komponist
- Fernando Fernández de Córdova (1809–1883), spanischer Ministerpräsident
- Vicente Fidel López (1815–1903), Rechtsanwalt, Politiker, Journalist und Historiker
- José Mármol (1817–1871), Schriftsteller, Politiker und Leiter der argentinischen Nationalbibliothek
- Luis Domínguez (1819–1898), Politiker, Diplomat und Schriftsteller
- Juana Paula Manso de Noronha (1819–1875), Schriftstellerin, Feministin, Komponistin, Pädagogin und Journalistin
- Bernardo de Irigoyen (1822–1906), Rechtsanwalt, Diplomat und Politiker
- Luis Sáenz Peña (1822–1907), Jurist, Politiker und von 1892 bis 1895 Präsident Argentiniens
- Carlos Calvo (1824–1906), Publizist und Historiker
- Adolfo Alsina (1829–1877), Politiker und Anwalt
- Vicente Gregorio Quesada (1830–1913), Diplomat
- Adolfo Bullrich (1833–1904), Unternehmer, Bürgermeister von Buenos Aires von 1898 bis 1902
- Claudio Federico Stegmann Pérez Millán (1833–1887), Politiker
- Duncan Stewart (1833–1923), Interimspräsident Uruguays vom 2. bis 21. März 1894
- Estanislao del Campo (1834–1880), Dichter und Journalist und Autor
- Eduarda Mansilla (1834–1892), Schriftstellerin
- Juan Chassaing (1839–1864), Schriftsteller
- Guillermo Cranwell (1841–1909), Politiker, Bürgermeister von Buenos Aires
- Francisco Seeber (1841–1913), Politiker, Bürgermeister von Buenos Aires und Unternehmer
- Amancio Alcorta (1842–1902), Politiker und Rechtswissenschaftler
- Ernesto Tornquist (1842–1908), Industrieller
- Leandro Nicéforo Alem (1843–1896), argentinischer Politiker
- Eugenio Cambaceres (1843–1888), Politiker und Schriftsteller
- Julio Argentino Roca (1843–1914), Präsident Argentiniens
- Mariano Antonio Espinosa (1844–1923), römisch-katholischer Erzbischof von Buenos Aires
- Francisco Bollini (1845–1921), Architekt, Bürgermeister von Buenos Aires
- Luis Jorge Fontana (1846–1920), Politiker, Militär, Naturforscher, Schriftsteller und Gründer der Stadt Formosa
- Carlos Enrique José Pellegrini Bevans (1846–1906), Präsident Argentiniens von 1890 bis 1892
- Pedro Narciso Arata (1848–1922), Chemiker
- José María Ramos Mejía (1849 oder 1852–1914), Historiker, Soziologe, Psychiater und Politiker
- Adolfo Saldías (1849–1914), Politiker
- Albert-Émile Artigue (1850–1927), argentinisch-französischer Maler, Lithograph, Plakatkünstler und Kunstpädagoge

### 1851–1880

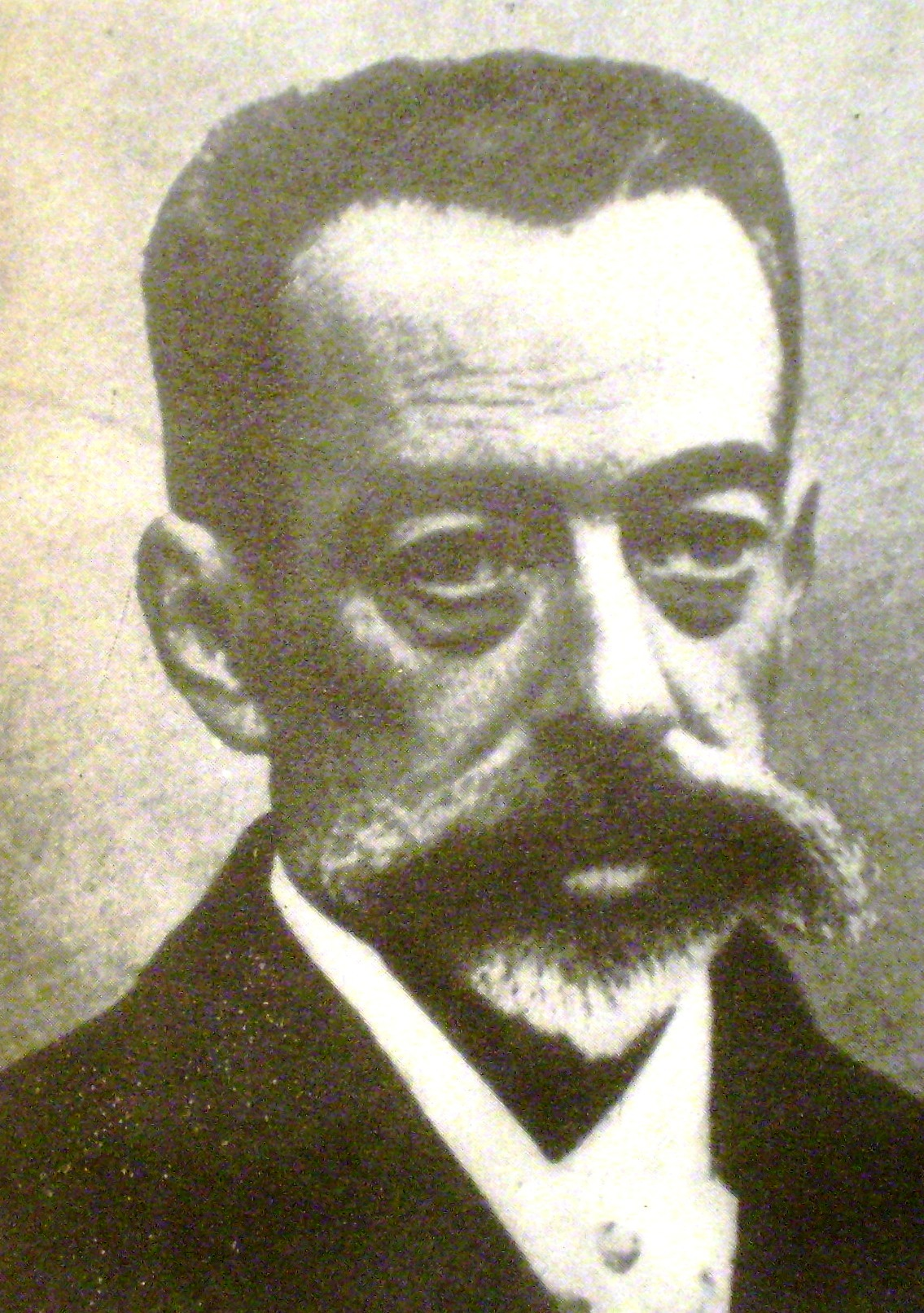
Rafael Obligado
(1851–1920)

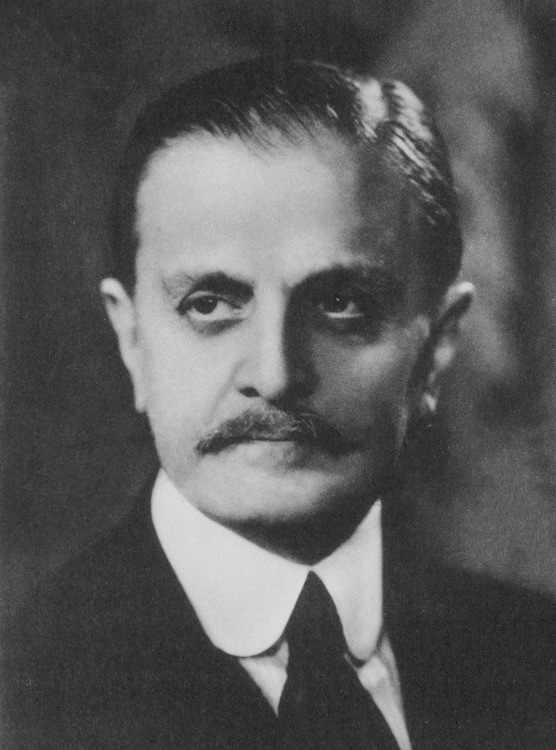
Carlos Saavedra Lamas
(1878–1959)

- Eduardo Gutiérrez (1851–1889), Schriftsteller
- Rafael Obligado (1851–1920), Schriftsteller
- Roque Sáenz Peña (1851–1914), Anwalt und Politiker, Präsident Argentiniens
- Eduardo Ladislao Holmberg (1852–1937), Biologe und Forschungsreisender
- Perito Moreno (1852–1919), Geograph, Anthropologe und Entdecker
- Rudolf Siegel (1852–1912), deutscher Vizeadmiral
- Hipólito Yrigoyen (1852–1933), Politiker, zweimaliger Präsident Argentiniens
- Gabino Ezeiza (1858–1916), Musiker, Komponist und Poet
- Ernesto Quesada (1858–1934), Soziologe, Jurist, Publizist, Historiker und Sprachwissenschaftler
- Eduardo Schiaffino (1858–1935), Maler
- Luis María Drago (1859–1921), Politiker und Richter am Ständigen Internationalen Gerichtshof
- Cecilia Grierson (1859–1934), Ärztin, Lehrerin und Philanthropin
- Manuel Posadas (1860–1916), Geiger und Musikpädagoge
- Ángel Villoldo (1861–1919), Tangokomponist und -dichter
- Anastasius Nordenholz (1862–1953), deutsch-argentinischer Privatgelehrter und Großgrundbesitzer
- Alberto Williams (1862–1952), Komponist
- Hermann Hirzel (1864–1939), Schweizer Apotheker und Maler
- Juan Bautista Justo (1865–1928), Arzt und Politiker
- Gregorio de Laferrère (1867–1913), Politiker und Schriftsteller
- Elvira Rawson (1867–1954), Sozialreformerin, Medizinerin und Frauenrechtlerin
- Luis Agote (1868–1954), Internist und Hämatologe
- Julián Aguirre (1868–1924), Komponist, Pianist und Musikpädagoge
- Tomás Alberto Le Breton (1868–1959), Jurist, Politiker und Diplomat
- Rosendo Mendizábal (1868–1913), Tangopianist und Komponist
- Alberto Barton (1870–1950), peruanischer Mediziner
- José Luis Cantilo (1871–1944), Politiker, Bürgermeister, Gouverneur, Mitglied der Unión Cívica Radical
- Manuel Gondra (1871–1927), paraguayischer Philologe, Literat, Politiker und Staatspräsident (1910–1911) und (1920–1921)
- Enrique Hermitte (1871–1955), Ingenieur, Geologe und Hochschullehrer
- Bartolomé Mitre (1871–1906), Staatsmann, militärischer Führer und Historiker
- Miguel Tornquist (1873–1908), Pianist und Komponist
- Alfredo Bevilacqua (1874–1942), Tangokomponist und -pianist
- Macedonio Fernández (1874–1952), Schriftsteller
- Carlos Posadas (1874–1918), Tangokomponist, Geiger, Pianist und Gitarrist
- José Luis Roncallo (1875–1954), Pianist, Bandleader und Tangokomponist
- Manuel Ugarte (1875–1951), Schriftsteller
- Francisco Camet (1876–1931), Fechter
- Constantino Gaito (1878–1945), Komponist
- Carlos Saavedra Lamas (1878–1959), Politiker, Präsident des Völkerbundes
- Adele von Finck (1879–1943), Malerin
- Nicolás C. Accame (1880–1963), Stratege und Botschafter

### 1881–1890

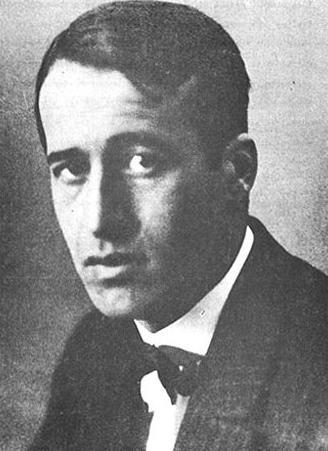
Ricardo Güiraldes
(1886–1927)

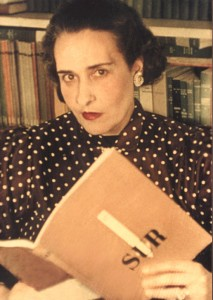
Victoria Ocampo
(1890–1979)

- José André (1881–1944), Komponist und Musikkritiker
- Carlos López Buchardo (1881–1948), Komponist, Pianist und Musikpädagoge
- Juan Félix Maglio (1881–1934), Bandoneonist, Bandleader und Tangokomponist
- Édouard Brisson (1882–1948), französischer Automobilrennfahrer
- Ernesto Drangosch (1882–1925), Komponist und Pianist
- Enrique Ruiz Guiñazú (1882–1967), Politiker und Diplomat
- Próspero López Buchardo (1883–1964), Cellist und Komponist
- Colin Campbell (1883–1972), argentinisch-chilenischer Fußballspieler
- Adrián C. Escobar (1883–1954), Politiker und Diplomat
- Luis Teisseire (1883–1960), Tangokomponist und -dichter, Flötist und Bandleader
- Josué Teófilo Wilkes (1883–1968), Komponist
- Felipe Boero (1884–1958), Opernkomponist
- Roberto Firpo (1884–1969), Tangomusiker
- Domingo Santa Cruz (1884–1931), Bandoneonist, Bandleader und Tangokomponist
- Floro Ugarte (1884–1975), Komponist
- Samuel Castriota (1885–1932), Tangopianist, Gitarrist, Bandleader und Komponist
- Juan de Dios Filiberto (1885–1964), Tangogitarrist, -pianist, Bandleader und Tangokomponist
- Juan Bautista Massa (1885–1938), Komponist
- Ernesto Ponzio (1885–1934), Tangokomponist und Geiger
- Genaro Espósito (1886–1944), Bandoneonist, Gitarrist, Pianist, Komponist und Bandleader
- Ricardo Güiraldes (1886–1927), Schriftsteller
- Christian Lahusen (1886–1975), deutscher Komponist
- Esteban Baglietto (1887–1942), Fußballspieler und Fußballfunktionär
- Edelmiro Julián Farrell (1887–1980), Militär und de facto Präsident von 1944 bis 1946
- Nicolás Fasolino (1887–1969), römisch-katholischer Erzbischof von Santa Fe
- Bernardo Alberto Houssay (1887–1971), Physiologe
- Wenceslao Paunero (1887–1937), Fechter
- Raulino Galvao (1888–19??), deutscher Hockeyspieler
- Vicente Greco (1888–1924), Bandoneonist, Bandleader und Tangokomponist
- José Ricardo (1888–1937), Tangogitarrist und -komponist
- Dorothea Ulmer-Stichel (1888–unbekannt), deutsche Malerin, Grafikerin und Schriftstellerin
- Peregrino Paulos (1889–1921), Geiger, Bandleader und Tangokomponist
- Arturo De Bassi (1890–1950), Pianist, Komponist und Bandleader
- Mauricio Galvao (1890–1945), deutscher Hockeyspieler
- José Martínez (1890–1939), Tangomusiker
- Victoria Ocampo Aguirre (1890–1979), Schriftstellerin, Übersetzerin und Kulturmanagerin
- Giulietta Martelli-Tamoni (1890–1975), italienische Krankenschwester des Italienischen Rotes Kreuz, Journalistin und Dichterin
- Benito Quinquela Martín (1890–1977), Maler
- Leopoldo Thompson (1890–1925), Kontrabassist, Gitarrist und Tangokomponist

### 1891–1900

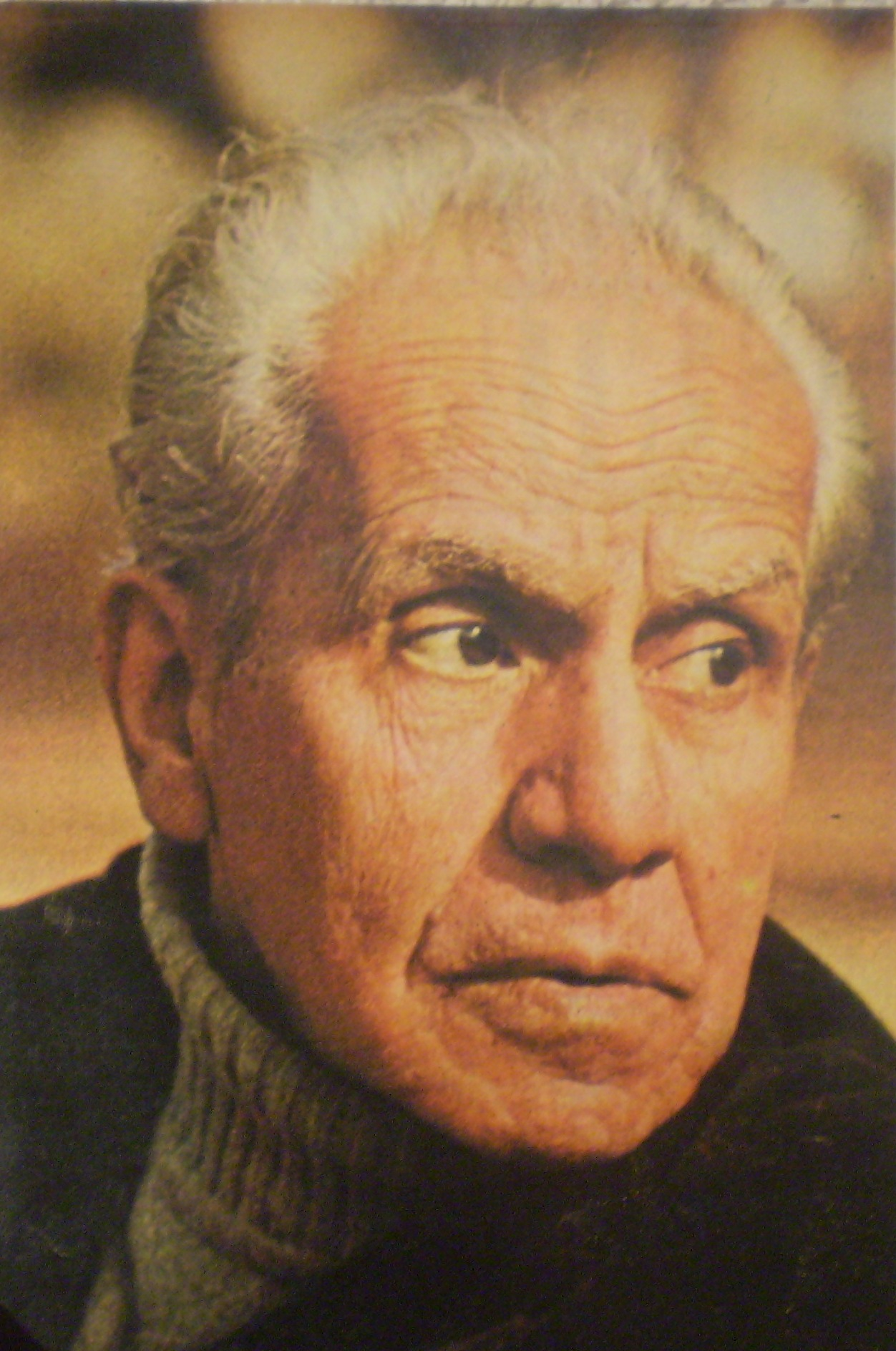
Juan Carlos Paz
(1897–1972)

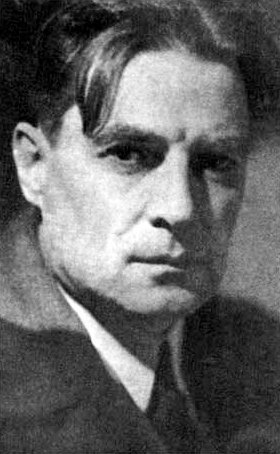
Roberto Arlt
(1900–1942)

- Jack Nelson (1891–1983), Polospieler
- Athos Palma (1891–1951), Komponist und Musikpädagoge
- Tito Roccatagliata (1891–1925), Tangogeiger und -komponist
- José Saldías (1891–1946), Schriftsteller und Journalist
- Eduardo Arolas (1892–1924), Tangokomponist, Bandoneonist und Bandleader
- Alberto Castellanos (1892–1959), Pianist, Bandleader und Tangokomponist
- Pedro Nazar (1892–1966), Fechter
- Ernesto Alemann (1893–1982), Journalist, Autor und Medienunternehmer
- Max Birabén (1893–1977), Zoologe
- Aquiles Badi (1894–1976), Maler und Zeichner
- Guillermo Barbieri (1894–1935), Tango-Gitarrist, Sänger und Komponist
- Enrique Delfino (1895–1967), Tangopianist und -komponist, Schauspieler und Humorist
- Carlos Vicente Geroni Flores (1895–1953), Geiger, Pianist, Bandleader und Tangokomponist
- Juan Miles (1895–1981), Polospieler
- Manuel Pizarro (1895–1982), Tangomusiker und -komponist
- Anselmo Aieta (1896–1964), Bandoneonist und Komponist
- Miguel Madero (1896–??), Steuermann im Rudern
- Rosita Quiroga (1896–1984), Tangosängerin, -dichterin und -komponistin
- Lino Enea Spilimbergo (1896–1964), Zeichner und Künstler
- Harry d’Abbadie d’Arrast (1897–1968), Filmregisseur
- Gerónimo Arnedo Álvarez (1897–1980), Politiker
- Agesilao Ferrazzano (1897–1980), Geiger, Bandleader und Tangokomponist
- Osvaldo Fresedo (1897–1984), Tangomusiker
- Luis Gianneo (1897–1968), Komponist
- Enrique Maciel (1897–1962), Tangogitarrist, Pianist, Bandleader und Komponist
- Juan Carlos Paz (1897–1972), Komponist
- Adolfo Pérez (1897–1977), Bandoneonist, Bandleader und Tangokomponist
- Honorio Siccardi (1897–1963), Komponist
- Terig Tucci (1897–1973), Komponist, Violinist, Pianist und Mandolinist
- Alfredo Bigatti (1898–1964), Bildhauer und Medailleur
- Francisco De Caro (1898–1976), Tangopianist und -komponist
- Roberto Emilio Goyeneche (1898–1925), Bandleader, Tangopianist und -komponist
- Juan Bautista Guido (1898–1945), Bandoneonist, Bandleader und Tangokomponist
- Francisco Lomuto (1898–1950), Bandleader, Tangopianist und -komponist
- Carlos Rusconi (1898–1969), Paläontologe, Paläokünstler und Museumsleiter
- Felix Weil (1898–1975), deutsch-argentinischer Marxist und Mäzen
- Jorge Luis Borges (1899–1986), Schriftsteller
- Cayetano Córdova Iturburu (1899–1977), Journalist, Kunstkritiker und Schriftsteller
- Julio De Caro (1899–1980), Tangomusiker
- Ramón Muttis (1899–1955), Fußballspieler
- Julio Alles (1900–??), Ruderer
- Roberto Arlt (1900–1942), Erzähler, Dramatiker, Dichter und Journalist
- Angel D’Agostino (1900–1991), Tangomusiker
- Juan D’Arienzo (1900–1976), Tangomusiker
- Paquita Bernardo (1900–1925), Tangokomponistin, Bandoneonistin und Bandleaderin
- Roberto Díaz (1900–1961), Tangosänger und -komponist
- Charles Druck (1900–1959), französischer Automobilrennfahrer
- Roberto Grau (1900–1944), Schachspieler
- Natalio Perinetti (1900–1985), Fußballspieler

## 20. Jahrhundert

### 1901–1910

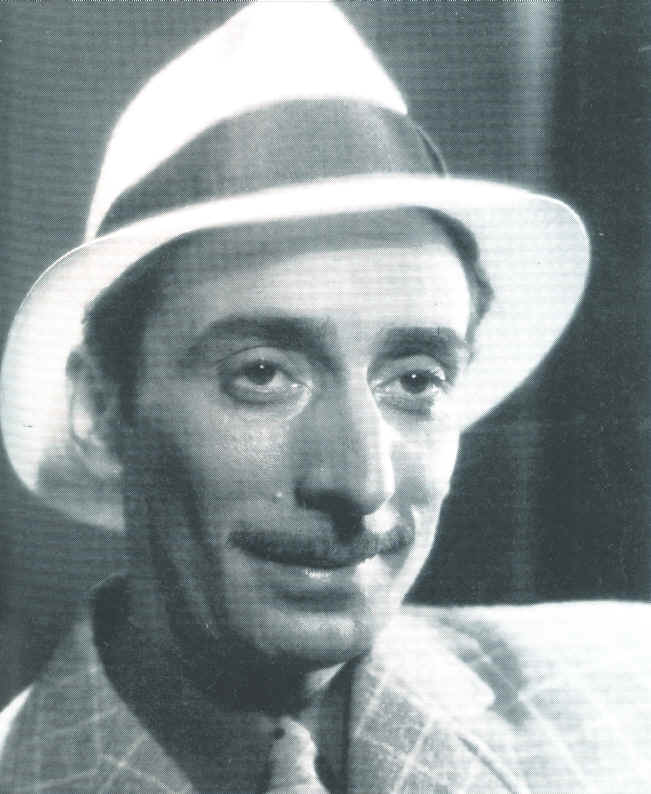
Enrique Santos Discépolo
(1901–1951)

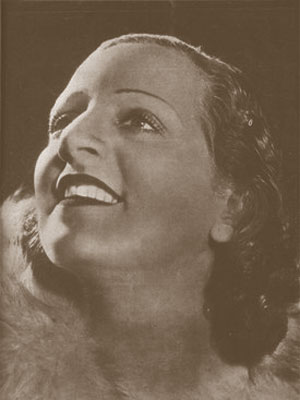
Ada Falcón
(1905–2002)

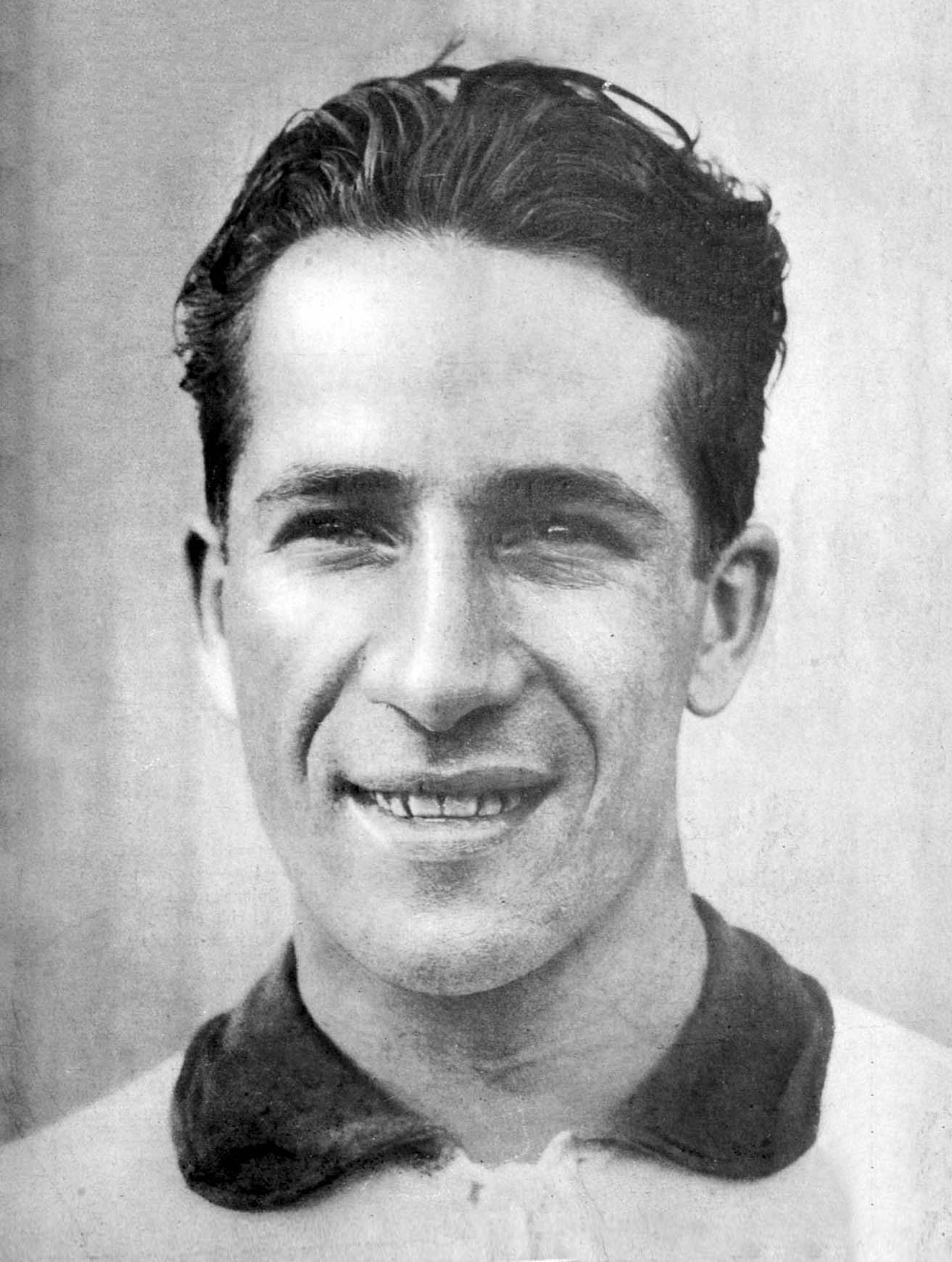
Guillermo Stábile
(1906–1966)

- Margarita Abella Caprile (1901–1960), Schriftstellerin
- Príncipe Azul (1901–1935), Tangosänger
- Norah Borges (1901–1998), Künstlerin und Kunstkritikerin
- Eugenio Gret (1901–?), Radrennfahrer
- Luis Monti (1901–1983), Fußballspieler
- Enrique Santos Discépolo (1901–1951), Musiker und Komponist
- Herbert von Stetten-Erb (1901–1970), deutscher Funktionär des Reichsarbeitsdienstes (RAD)
- Margarita Argúas (1902–1986), Juristin
- Francisco Borgonovo (1902–nach 1924), Ruderer
- Raquel Forner (1902–1988), Malerin
- Jorge M. Furt (1902–1971), Romanist, Hispanist, Schriftsteller und Privatgelehrter
- Pedro Laurenz (1902–1972), Tangomusiker
- Filandia Pizzul (1902–1984/1987), Architektin
- Rodolfo Sciammarella (1902–1973), Tangokomponist, -dichter und -pianist
- Juan Manuel Tato (1902–2004), Mediziner, Hochschullehrer und Autor
- Mario Enrique Cantù (1903–1961), Komponist und Musikkritiker
- Fernando Díaz (1903–1981), Tangosänger
- Adhelma Falcón (1903–2003), Tangosängerin
- Nerón Ferrazzano (1903–1977), Cellist, Kontrabassist und Tangokomponist
- Carlos Marcucci (1903–1957), Bandoneonist, Bandleader und Tangokomponist
- Silvina Ocampo Aguirre (1903–1993), Schriftstellerin und Übersetzerin
- Luis Petrucelli (1903–1941), Bandoneonist, Bandleader und Tangokomponist
- Sebastián Piana (1903–1994), Tangokomponist, Pianist und Musikpädagoge
- Carlos Viván (1903–1971), Schauspieler, Tangosänger, -dichter und -komponist
- Sofía Bozán (1904–1958), Tangosängerin und Schauspielerin
- Manuel Buzón (1904–1954), Tangopianist, Sänger, Bandleader und Komponist
- Tita Merello (1904–2002), Schauspielerin und Sängerin
- Colette Oltramare (1904–1980), Schweizer Architektin und Malerin
- Rodolfo Orlandini (1904–1990), Fußballspieler und -trainer
- Antonio Sureda (1904–1951), Bandoneonist und Tangokomponist
- Ángel Vargas (1904–1959), Tangosänger, -dichter und -komponist
- Hector Vasena (1904–1978), Automobilrennfahrer
- Liberto Corney (1905–1955), uruguayischer Boxer
- Joaquín Do Reyes (1905–1987), Bandoneonist, Bandleader und Tangokomponist
- Ada Falcón (1905–2002), Tango-Tänzerin, Sängerin und Filmschauspielerin
- Francisco Fiorentino (1905–1955), Tangosänger und Bandoneonist
- Norah Lange (1905–1972), Schriftstellerin
- Ricardo Malerba (1905–1974), Bandoneonist, Bandleader und Tangokomponist
- Julio Meinvielle (1905–1973), nationalistisch katholischer Priester und Schriftsteller
- Joaquín Mora (1905–1979), Tangopianist, Gitarrist, Bandleader und Komponist
- Osvaldo Pugliese (1905–1995), Musiker, der den Tango im 20. Jahrhundert erheblich geprägt und weiter entwickelt hat
- Ricardo Tanturi (1905–1973), Tangopianist, Bandleader und Komponist
- Elvino Vardaro (1905–1971), Tangogeiger, Bandleader und Komponist
- Rodolfo Biagi (1906–1969), Tangomusiker
- Luis Brighenti (1906–1984), Tangopianist, Komponist und Bandleader
- Dorita Davis (1906–1980), Tangosängerin und Schauspielerin
- Lucio Demare (1906–1974), Pianist, Tango- und Filmmusikkomponist
- Luis Duggan (1906–1987), Polospieler
- Elsa Piaggio (1906–1993), Pianistin und Musikpädagogin
- Guillermo Stábile (1906–1966), Fußballspieler und -trainer
- Miguel Caló (1907–1972), Tangomusiker
- Alfredo Devincenzi (1909–unb.), Fußballspieler
- Arnaldo D’Espósito (1907–1945), Komponist, Dirigent, Pianist und Musikpädagoge
- Leonor Fini (1907–1996), surrealistische Malerin
- Roberto Flores (1907–1981), Tangosänger und -komponist
- Federico Pedrocchi (1907–1945), Comicautor
- Manuel Tato (1907–1980), Theologe
- Juan Botasso (1908–1950). Fußballspieler
- Santiago Devin (1908–1950), Tangosänger
- Ernesto Famá (1908–1984), Tangosänger und -komponist
- José García (1908–2000), Geiger, Bandleader, Musikpädagoge und Tangokomponist
- Carlos Lafuente (1908–1989), Tangosänger, -komponist und -dichter
- Jorge Moreau (1908–1959), Schwimmer und Wasserballspieler
- Juan Polito (1908–1981), Tangopianist, Bandleader, Arrangeur und Komponist
- Washington Castro (1909–2004), Komponist, Dirigent und Cellist
- Alberto Chilvidini (1908–161), Fußballspieler
- Ernesto Belis (1909–unbekannt), Fußballspieler
- Attilio Demaría (1909–1990), Fußballspieler und -trainer
- Juan Pedevilla (1909–2005), Fußballspieler
- Alberto Arenas (1910–1988), Tangosänger
- Elsa Calcagno (1910–1978), Pianistin und Komponistin
- Ernesto Epstein (1910–1997), Pianist, Musikwissenschaftler und -pädagoge
- Helenio Herrera (1910–1997), Fußballtrainer
- Annemarie Jürgens (1910–1988), argentinisch-deutsche Schauspielerin und Sopranistin
- Raúl Kaplún (1910–1990), Geiger, Bandleader und Tangokomponist
- Manuel Mujica Láinez (1910–1984), Schriftsteller und Journalist
- Juanita Larrauri (1910–1990), Tangosängerin und Politikerin
- Arcadio López (1910–1972), Fußballspieler
- Rosita Montemar (1910–1976), Tangosängerin

### 1911–1920

#### 1911
- Hugo del Carril (1911–1989), Tangosänger, Filmschauspieler und -regisseur
- Noemí Violeta Cattoi (1911–1965), Wirbeltier-Paläontologin
- Gabriel Clausi (1911–2010), Bandoneonist, Bandleader, Tangokomponist und -dichter
- Marcos A. Freiberg (1911–1990), Zoologe
- Amanda Ledesma (1911–2000), Tangosängerin und Filmschauspielerin
- Roberto García Morillo (1911–2003), Komponist
- Miguel Nijensohn (1911–1983), Bandleader, Arrangeur, Tangopianist und -komponist
- Jorge Omar (1911–1998), Tangosänger
- Horacio Podestá (1911–1999), Ruderer
- Francisco Rúa (1911–1993), Fußballspieler
- José Tinelli (1911–1960), Tangopianist, Komponist
- Isabel Barletta (1911–2025), Altersrekordlerin und zeitweise älteste in Argentinien lebende Person

#### 1912
- Osvaldo Moreno (1912–1988), Tangosänger und Schauspieler
- Jorge Ortiz (1912–1989), Tangosänger
- Roberto Ray (1912–1960), Tangosänger
- Florindo Sassone (1912–1982), Tangogeiger, Bandleader und Tangokomponist

#### 1913
- Américo Belloto Varoni (1913–1965), Geiger und Dirigent
- Roberto Caló (1913–1985), argentinischer Tangopianist, Bandleader, Komponist, Sänger und Schauspieler
- Carlos Figari (1913–1994), Tangopianist, Bandleader und Tangokomponist
- Oscar Gálvez (1913–1989), Automobilrennfahrer
- Roberto Grela (1913–1992), Tangogitarrist und -komponist
- Antonio Maida (1913–1984), Tangosänger
- Amadeo Mandarino (1913–1996), Tangosänger
- Salvador Nocetti (1913–1986), argentinisch-chilenischer Fußballspieler und -trainer
- José Miguel Noguera (1913–1954), mexikanischer Fußballspieler
- Enrique Villegas (1913–1986), Jazzmusiker

#### 1914
- Hugo Baralis (1914–2002), Tangomusiker, Geiger, Arrangeur und Bandleader
- Aldo Campoamor (1914–1968), argentinischer Tangosänger
- Adolfo Bioy Casares (1914–1999), Schriftsteller
- Roberto Cavanagh (1914–2002), Polospieler
- Roberto Chanel (1914–1972), Tangosänger, -komponist und -dichter
- Orlando Goñi (1914–1945), Tangopianist und Bandleader
- Ángel E. Lasala (1914–2000), Komponist und Pianist
- Karl Lämmermann (1914–1934), deutscher Hitlerjugend-Führer und einer der Getöteten des sogenannten Röhm-Putsches
- Teodolino Mourín (1914–2008), Fußballspieler
- Eduardo Del Piano (1914–1987), Bandoneonist, Arrangeur und Bandleader
- Ricardo Ruiz (1914–1976), Tangosänger
- Aníbal Troilo (1914–1975), (1915–1999), Tangosänger

#### 1915

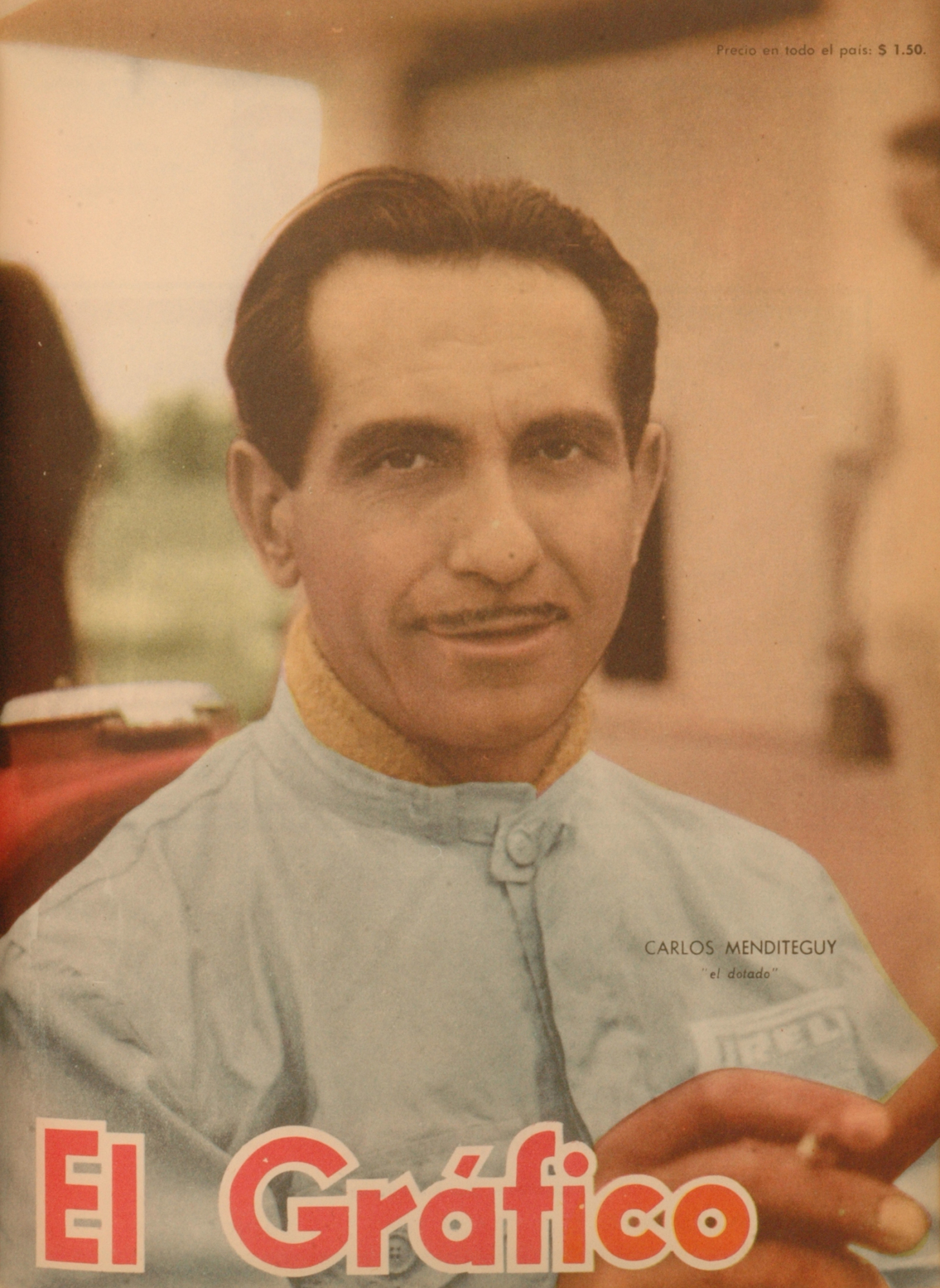
Carlos Menditéguy
(1915–1973)

- Carlos Acuña (1915–1999), Tangosänger
- Silvina Bullrich (1915–1990), Schriftstellerin
- Héctor Calegaris (1915–2008), Segler
- José Canet (1915–1984), Tangogitarrist, Bandleader, Komponist und Textdichter
- Jorge Argentino Fernández (1915–2002), Bandoneonist, Bandleader und Tangokomponist
- Raúl Alberto Lastiri (1915–1978), Interimspräsident 1973
- Alberto Mancione (1915–1998), Bandoneonist, Bandleader und Tangokomponist
- Carlos Menditéguy (1915–1973), Polospieler und Automobilrennfahrer

#### 1916
- Andrés Falgás (1916–1995), Tangosänger und -komponist
- Domingo Federico (1916–2000), Bandoneonist, Bandleader und Tangokomponist
- Alberto Ginastera (1916–1983), Komponist
- Maruja Pacheco Huergo (1916–1983), Pianistin, Komponistin, Sängerin, Schauspielerin und Dichterin
- Raúl Iriarte (1916–1982), Tangosänger
- Floreal Ruiz (1916–1978), Tangosänger
- Horacio Salgán (1916–2016), Orchesterleiter

#### 1917
- Mario Demarco (1917–1970), Bandoneonist, Bandleader, Tangokomponist und Arrangeur
- Silvia Eisenstein (1917–1986), Pianistin, Komponistin, Dirigentin und Musikpädagogin

#### 1918
- Enrique Alessio (1918–2000), Bandoneonist, Arrangeur und Komponist
- Carlos Almada (1918–1982), Tangosänger
- Emilio Balcarce (1918–2011), Tangokomponist, Arrangeur, Violinist, Bandoneonist und Bandleader
- Alberto Caracciolo (1918–1994), Bandoneonist, Bandleader, Tangokomponist und Arrangeur
- Ángel Domínguez (1918–1974), Bandoneonist, Bandleader, Arrangeur und Tangokomponist
- Dick Haymes (1918–1980), Sänger
- Alejandro Agustín Lanusse (1918–1996), Militär und Präsident (de facto) 1971–1973
- Mario Tosoni (1918–?), Fußballspieler

#### 1919

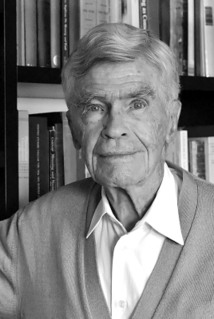
Mario Bunge
(1919–2020)

- Roberto Bonomi (1919–1992), Automobilrennfahrer
- Mario Bunge (1919–2020), Philosoph und Physiker
- Francisco Rotundo (1919–1997), Bandleader, Tangopianist und Komponist
- Ismael Spitalnik (1919–1999), Bandoneonist, Bandleader, Arrangeur und Tangokomponist

#### 1920
- Doug Duke (1920–1973), Jazzmusiker
- León Ferrari (1920–2013), Künstler
- Jorge Maciel (1920–1975), Tangosänger
- Héctor Mauré (1920–1976), Tangosänger und -komponist
- Carmen Del Moral (1920–1991), Sängerin und Schauspielerin
- Mario Pomar (1920–1987), Tangosänger
- Elías Randal (1920–2005), Tangosänger und -komponist

### 1921–1930

#### 1921
- Roberto Reinaldo Cáceres González (1921–2019), katholischer Geistlicher, Bischof von Melo in Uruguay
- Hugo Caminos (1921–2019), Hochschullehrer für Völkerrecht und Richter am internationalen Seegerichtshof
- José Coccellato (1921–?), Fußballspieler
- María Rosa Gallo (1921–2004), Film-, Theater- und Kinoschauspielerin
- Pascual Mamone (1921–2012), Bandoneonist, Arrangeur, Bandleader und Tangokomponist
- Juan José Paz (1921–1970), Tangopianist, Bandleader, Arrangeur und Tangokomponist

#### 1922

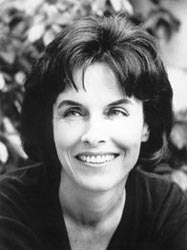
María Luisa Bemberg
(1922–1995)

- Roberto Aballay (1922–1982), Fußballspieler
- Roberto Alemann (1922–2020), Politiker, Rechtsanwalt und Autor
- María Luisa Bemberg (1922–1995), Regisseurin und Drehbuchautorin
- Sergio de Castro (1922–2012), argentinisch-französischer Maler
- Julio Cozzi (1922–2011), Fußballspieler
- Miguel Eslava (1922–1992), römisch-katholischer Geistlicher, Bischof von Río Gallegos
- Armando Laborde (1922–1996), Tangosänger, -komponist und -dichter
- Oscar Larroca (1922–1976), Tangosänger
- Tomás Maldonado (1922–2018), Maler, Gestalter, Design-Theoretiker, Philosoph und Hochschullehrer
- Roberto Rufino (1922–1999), Tangosänger, -komponist und -dichter

#### 1923
- Rodolfo Almeida (1923–2006), argentinisch-chilenischer Fußballspieler
- Roberto Caamaño (1923–1993), Komponist, Pianist und Musikpädagoge
- Horacio Deval (1923–2004), Tangosänger
- Roberto Guerrero (1923–2011), Radrennfahrer
- Alberto Madero (1923–2011), Ruderer
- Jorge María Mejía (1923–2014), Kardinal der römisch-katholischen Kirche
- Adolfo Schwelm-Cruz (1923–2012), Automobilrennfahrer
- Eduardo Estéban Tejeda (* 1923), Komponist
- Orlando Verri (1923–1999), Tangosänger

#### 1924

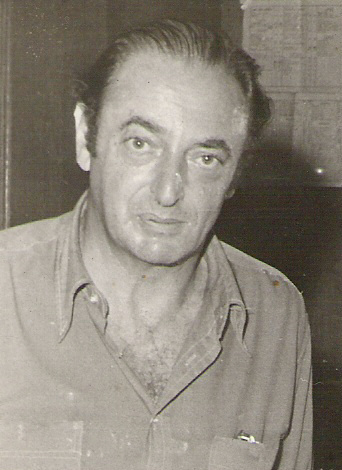
Humberto Costantini
(1924–1987)

- Pablo Birger (1924–1966), Automobilrennfahrer
- William G. Bowdler (1924–2016), US-amerikanischer Diplomat
- Mario Bustos (1924–1980), Tangosänger
- Jorge Caldara (1924–1967), Bandoneonist, Bandleader und Tangokomponist
- Jorge Casal (1924–1996), Tangosänger und Schauspieler
- Humberto Costantini (1924–1987), Schriftsteller
- Oscar Ferrari (1924–2008), Tangosänger und Autor
- Michael Pearson (* 1924), britischer Journalist und Schriftsteller
- Guillermo Suárez Mason (1924–2005), General
- Jorge Vidal (1924–2010), Tangosänger und -komponist
- Roberto Eduardo Viola (1924–1994), Militär und Führer des Militärregimes, De-facto-Präsident 1981

#### 1925
- Alejandro Barletta (1925–2008), Komponist und Bandoneonvirtuose
- Arnaldo Clemente Canale (1925–1990), römisch-katholischer Weihbischof in Buenos Aires
- Rosario Granados (1925–1997), mexikanische Schauspielerin
- Osvaldo Manzi (1925–1976), Tangopianist und -komponist, Bandleader und Arrangeur
- Bruno Pesaola (1925–2015), argentinisch-italienischer Fußballspieler und -trainer
- Néstor Rossi (1925–2007), Fußballspieler
- Pía Sebastiani (1925–2015), Pianistin, Musikpädagogin und Komponistin
- Rafael Squirru (1925–2016), Dichter, Redner, Kunstkritiker und Essayist

#### 1926

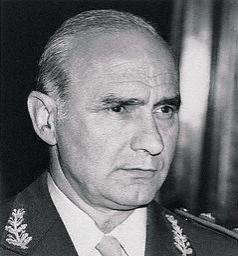
Alfredo Saint Jean
(1926–1987)

- Rodolfo Arizaga (1926–1985), Komponist
- Alfredo Di Stéfano (1926–2014), Fußballspieler
- Juan Rodolfo Laise (1926–2019), Ordensgeistlicher und römisch-katholischer Bischof von San Luis
- Augusto Larreta (1926–2019), Schauspieler, Theaterproduzent und -regisseur, Künstler, Musiker und Priester
- Alfredo Saint Jean (1926–1987), Militär und Übergangspräsident 1982
- Atilio Stampone (1926–2022), Tangopianist und -komponist

#### 1927
- Juan Ernesto Alemann (1927–2024), Wirtschaftswissenschaftler und Journalist
- Óscar Almirón (1927–2009), Ruderer
- Emilio Bozzalla (* 1927), Fußballspieler
- Rodolfo Caccavo (1927–1958), Radrennfahrer
- Félix Díaz (1927–2004), Fußballspieler
- Jorge Dragone (1927–2020), Bandleader, Tangopianist und -komponist
- Leopoldo Federico (1927–2014), Bandoneonist und Tangokomponist
- Conrado Eggers Lan (1927–1996), Philosoph und Philosophiehistoriker
- Virginia Luque (1927–2014), Tangosängerin und Schauspielerin
- Federico Pizarro (1927–2003), Fußballspieler und -trainer
- Alba Solís (1927–2016), Tangosängerin und Schauspielerin

#### 1928
- Osvaldo Berlingieri (1928–2015), Tangopianist und -komponist
- Ángel Díaz (1928–1998), Tangosänger
- Óscar Coll (1928–2001/2002), Fußballspieler
- Hugo Duval (1928–2003), Tangosänger
- Griselda Gambaro (* 1928), Dramatikerin und Schriftstellerin
- Angélica Gorodischer (1928–2022), Schriftstellerin
- Juan Kahnert (1928–2021), Kugelstoßer
- Antonio Pacenza (1928–1999), Boxer
- Agustín Pérez Pardella (1928–2004), Schriftsteller
- Luis de Ridder (1928–2004), Skirennläufer
- Alejandro de Tomaso (1928–2003), Automobilrennfahrer, Gründer und Präsident des Sportwagenherstellers De Tomaso Modena S.p.A.
- Jorge Zorreguieta (1928–2017), Politiker und der Vater der niederländischen Königin Máxima

#### 1929

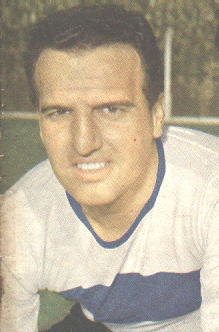
Eliseo Prado
(1929–2016)

- Carlos Argentino (1929–1991), Sänger
- Alfredo Dalton (1929–1998), Tangosänger
- Horacio Garcia Rossi (1929–2012), Künstler
- Norbert Gastell (1929–2015), deutscher Schauspieler und Synchronsprecher
- Eduardo Lagos (1929–2009), Pianist, Komponist und Musikkritiker
- Justo Oscar Laguna (1929–2011), römisch-katholischer Geistlicher, Bischof von Morón
- Eduardo Mirás (1929–2022), römisch-katholischer Geistlicher, Erzbischof von Rosario
- Eliseo Prado (1929–2016), Fußballspieler
- Roberto Florio (1929–1993), Tangosänger

#### 1930

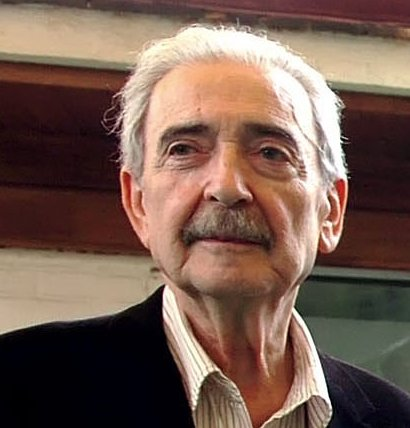
Juan Gelman
(1930–2014)

- Alba Arnova (1930–2018), italienische Ballerina und Filmschauspielerin
- Ricardo Aronovich (* 1930), Kameramann
- Emilio Bianchi di Cárcano (1930–2021), römisch-katholischer Geistlicher, Bischof von Azul
- Juan Gelman (1930–2014), Dichter, Journalist und Übersetzer
- Carmelo Juan Giaquinta (1930–2011), römisch-katholischer Bischof
- Jorge Ángel Livraga-Rizzi (1930–1991), Schriftsteller, Historiker und Philosoph
- Antonio Requeni (* 1930), Journalist und Schriftsteller
- Alejandro Rey (1930–1987), argentinisch-amerikanischer Schauspieler und Fernsehregisseur
- Sara Rietti (1930–2017), Chemikerin, politische Aktivistin und Hochschullehrerin
- Oscar Rossi (1930–2012), Fußballspieler
- Luis Stazo (1930–2016), Tangomusiker, Arrangeur, Komponist
- Marta Traba (1930–1983), Schriftstellerin und Kunsthistorikerin
- Jorge de la Vega (1930–1971), Maler

### 1931–1940

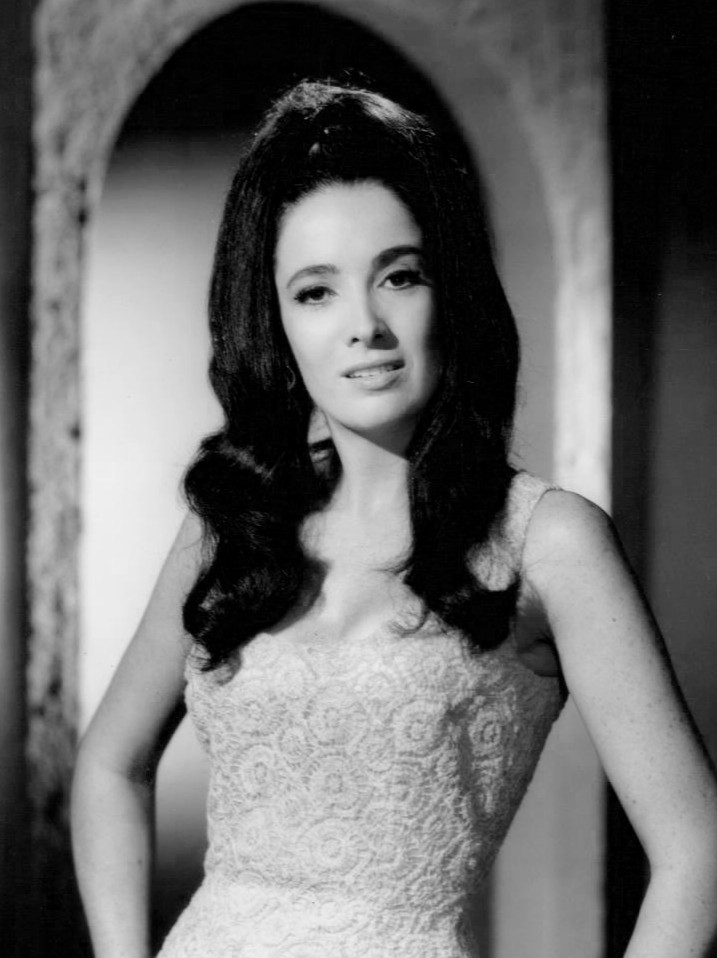
Linda Cristal
(1931–2020)

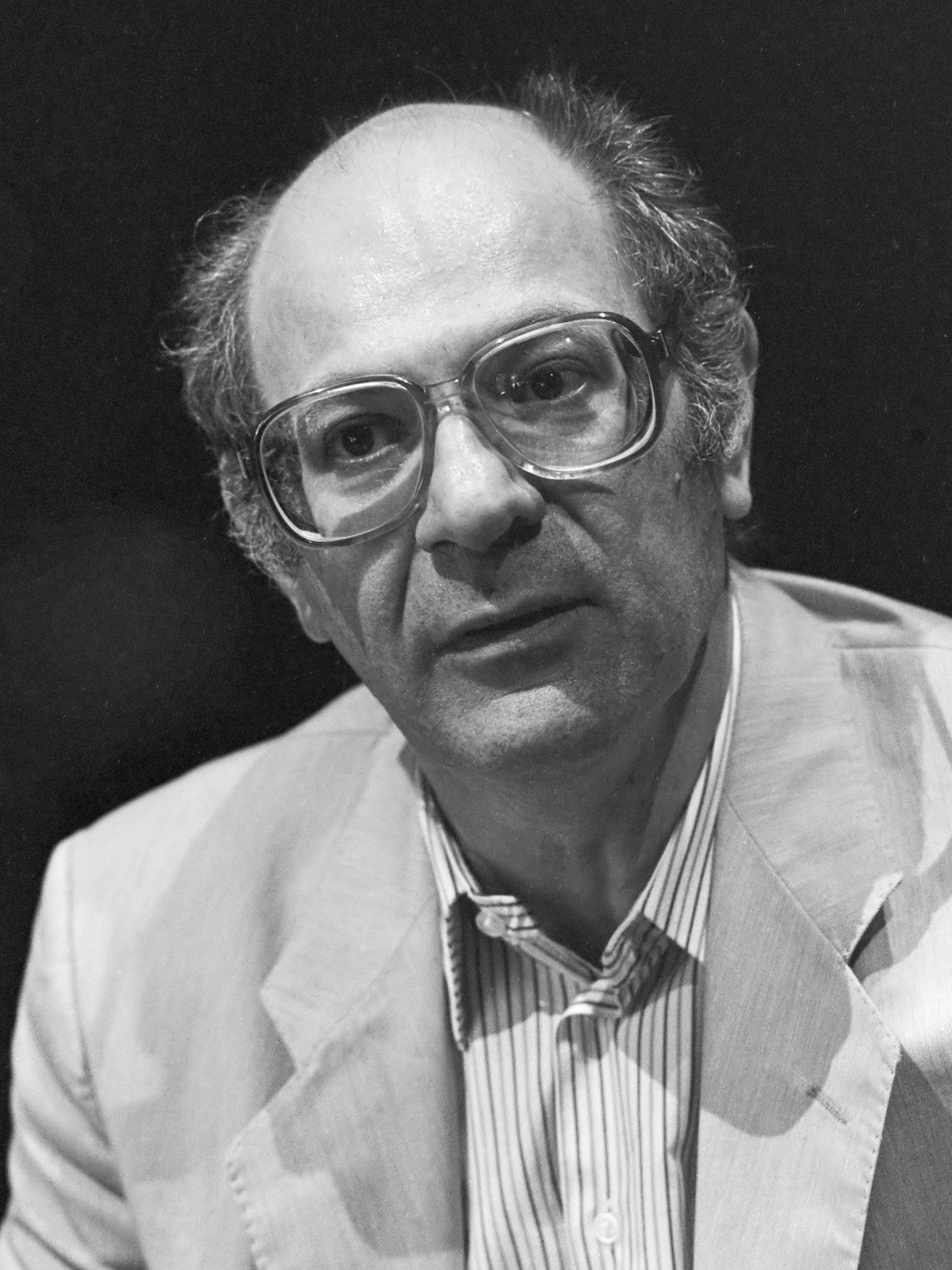
Mauricio Kagel
(1931–2008)

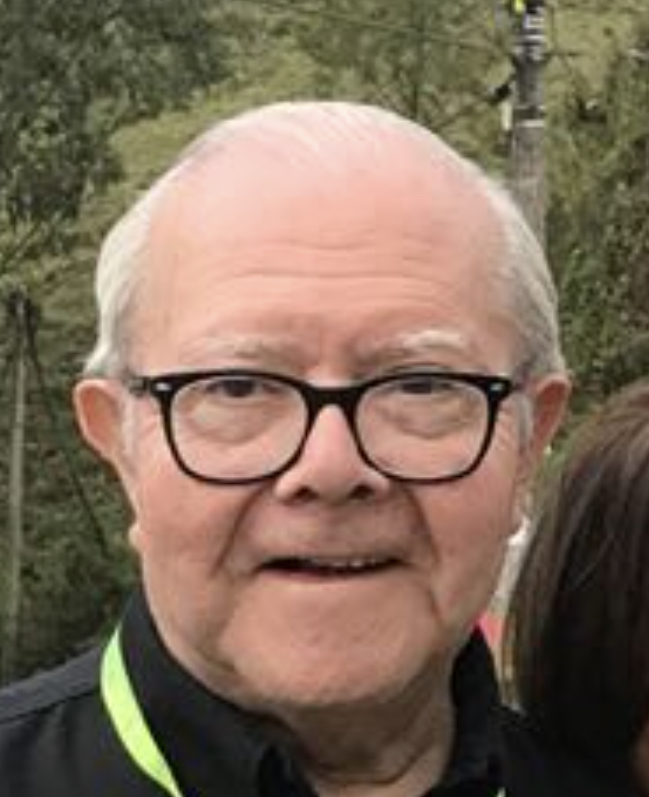
Juan Carlos Scannone
(1931–2019)

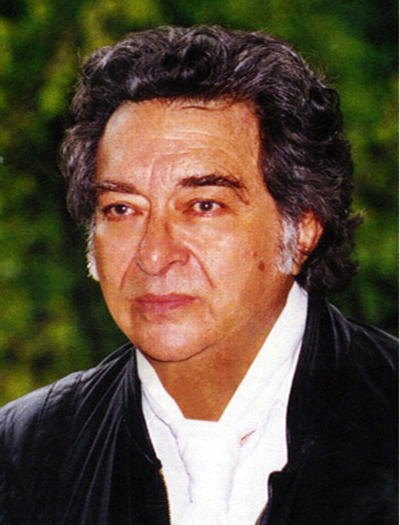
Carlos Païta
(1932–2015)

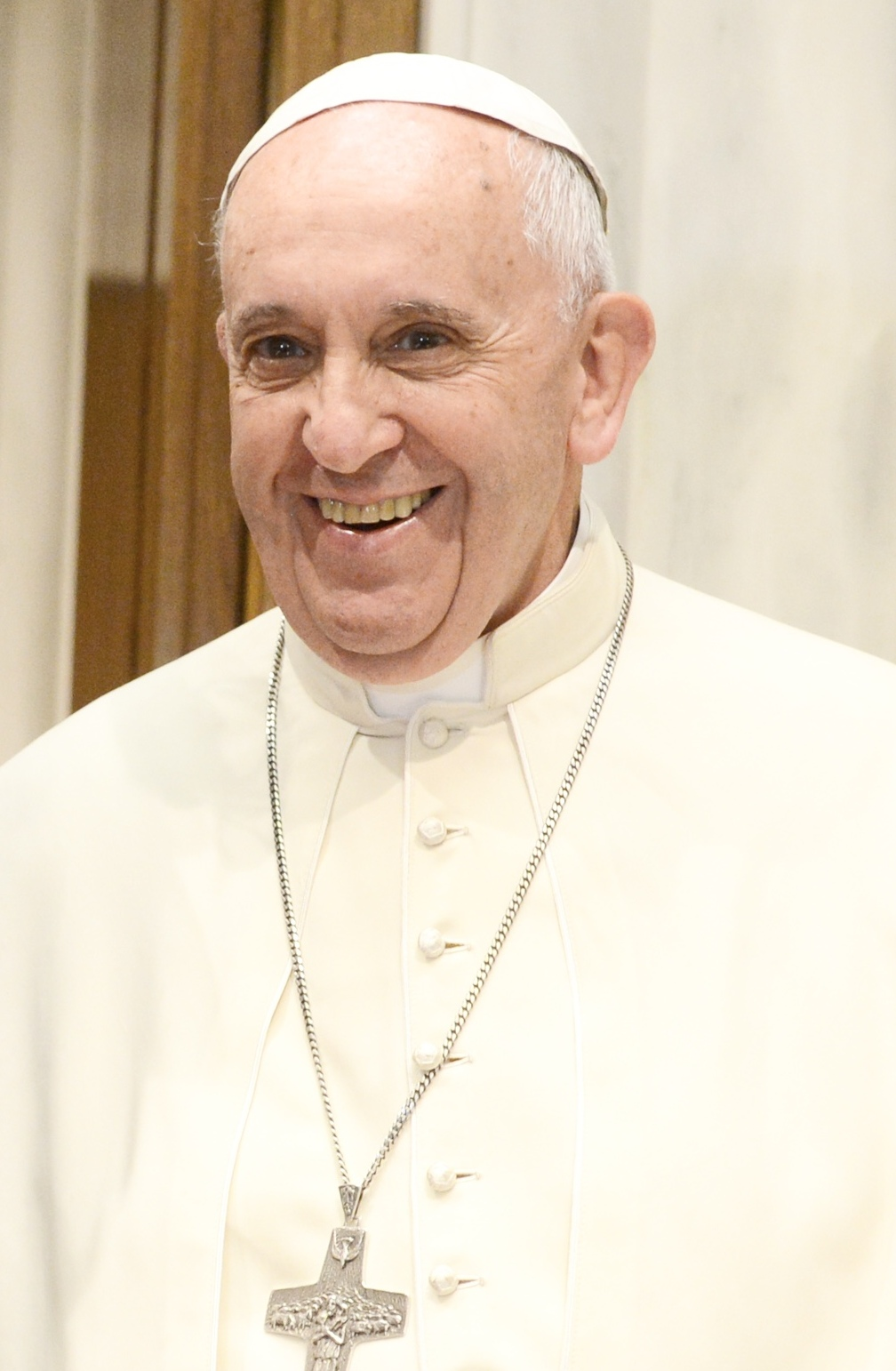
Papst Franziskus
(1936–2025)

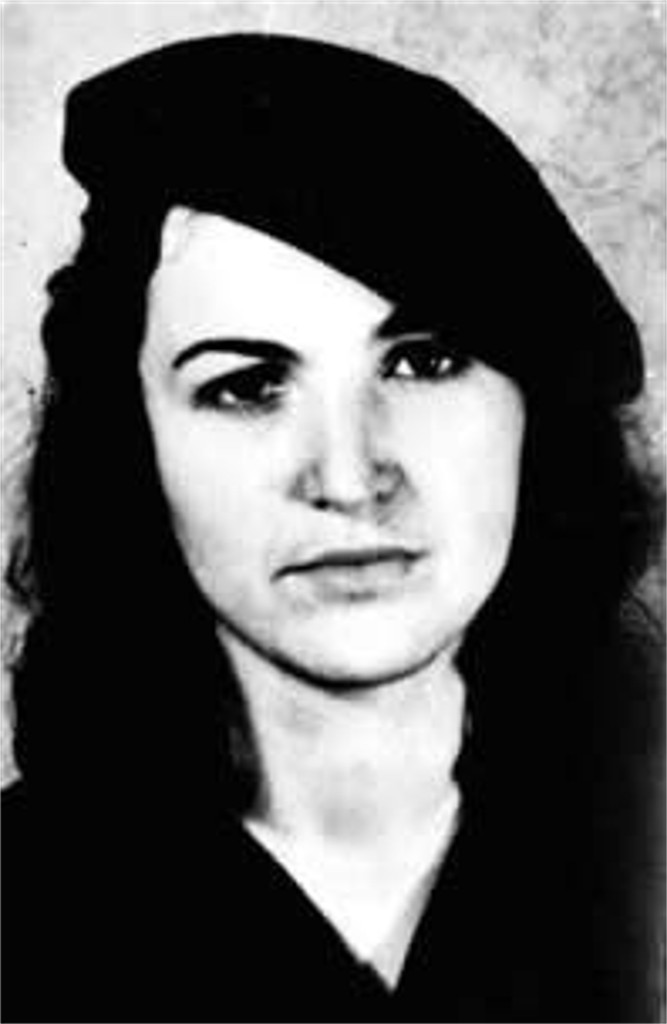
Tamara Bunke
(1937–1967)

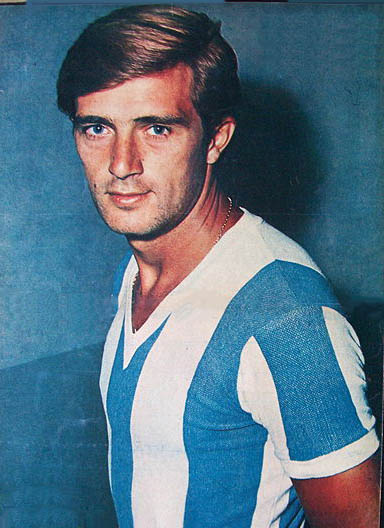
Silvio Marzolini
(1940–2020)

#### 1931
- Linda Cristal (1931–2020), Schauspielerin
- Reneé Roxana Darín (1931–2018), Filmschauspielerin und Drehbuchautorin
- Carlos Diernhammer (1931–2000), deutscher Jazz- und Unterhaltungsmusiker
- Mauricio Kagel (1931–2008), argentinisch-deutscher Komponist, Dirigent, Librettist und Regisseur
- Nelly Kaplan (1931–2020), argentinisch-französische Filmregisseurin und Schriftstellerin
- Óscar Ledesma (1931–2004), Fußballspieler
- Adolfo Pérez Esquivel (* 1931), Bildhauer, Architekt und Bürgerrechtler
- Osvaldo Requena (1931–2010), Tangopianist, Bandleader, Arrangeur und Komponist
- Héctor De Rosas (1931–2015), Tangosänger
- Juan Carlos Scannone (1931–2019), Jesuit, Philosoph und Theologe
- Antonio Tauriello (1931–2011), Komponist, Dirigent und Pianist

#### 1932
- Antonio Juan Baseotto (1932–2025), römisch-katholischer Militärbischof
- Horacio Casares (1932–2009), Tangosänger
- Guillermo Mordillo (1932–2019), humoristischer Zeichner
- Carlos Païta (1932–2015), Dirigent
- Roberto Poljak (1932–2019), Biophysiker und Immunologe
- Alfredo Del Río (1932–1978), Tangosänger
- Humberto Rosa (1932–2017), argentinisch-italienischer Fußballspieler und -trainer
- Lalo Schifrin (1932–2025), Pianist, Komponist, Arrangeur und Dirigent
- Jorge Valdez (1932–2002), Tangosänger

#### 1933
- Horacio Ernesto Benites Astoul (1933–2016), katholischer Geistlicher, Weihbischof in Buenos Aires
- Amanda Guerreño (* 1933), Komponistin
- Geoffrey Horne (* 1933), US-amerikanischer Schauspieler und -lehrer
- Carlos Alberto Peronace (1933–1990), Komponist im Schach
- Alicia Steimberg (1933–2012), Schriftstellerin und Übersetzerin
- Mariana Weissmann (* 1933), Physikerin und Hochschullehrerin

#### 1934
- Horacio Accavallo (1934–2022), Boxer
- Rodolfo Alchourrón (1934–1999), Gitarrist und Komponist
- Roberto Cossa (1934–2024), Schriftsteller, Dramaturg und Journalist
- Alberto Rodríguez Larreta (1934–1977), Automobilrennfahrer
- Daniel Lomuto (1934–1994), Bandoneonist, Bandleader, Arrangeur und Tangokomponist
- Néstor Real (1934–2000), Tangosänger
- Waldo de los Ríos (1934–1977), Pianist, Orchesterleiter, Arrangeur und Komponist
- Ricardo Trigilli (1934–2010), Fußballspieler
- Carlos Alberto Vázquez (1934–2020), Radrennfahrer
- Luis Héctor Villalba (* 1934), römisch-katholischer Erzbischof und Kardinal

#### 1935
- Carlos D’Alessio (1935–1992), Komponist für Theater- und Filmmusik
- Abelardo Castillo (1935–2017), Journalist und Schriftsteller
- Carlos D’Alessio (1935–1992), Komponist
- Ana Lucía Frega (* 1935), Musikpädagogin
- Ernesto Laclau (1935–2014), politischer Theoretiker
- Jorge Luis Lona (1935–2022), römisch-katholischer Geistlicher und Bischof von San Luis
- Mario Luna (1935–2004), Tangosänger
- Susana Rinaldi (* 1935), Schauspielerin und Tangosängerin
- Héctor Scandoli (1935–2005), Fußballspieler
- Esther Vilar (* 1935), argentinisch-deutsche Schriftstellerin

#### 1936
- Norma Aleandro (* 1936), Schauspielerin
- Jorge Mario Bergoglio (1936–2025), Papst Franziskus
- Fantasio (1936–2017), Zauberkünstler
- Giora Feidman (* 1936), Klarinettist
- Gerardo Gandini (1936–2013), Komponist
- Haydée Padilla (1936–2022), Schauspielerin
- Alejandra Pizarnik (1936–1972), Dichterin
- Juan Carlos Zorzi (1936–1999), Komponist und Dirigent

#### 1937
- Antonio Angelillo (1937–2018), argentinisch-italienischer Fußballspieler und -trainer
- Tamara Bunke (1937–1967), Kämpferin in der Guerilla-Truppe um Che Guevara in Bolivien
- Roberto Fernández (* 1937), Jazztrompeter
- María Kodama (1937–2023), Autorin, Übersetzerin und Literaturprofessorin
- Marta Lambertini (1937–2019), Komponistin
- Osvaldo Piro (1937–2025), Bandoneonist und Tangokomponist
- Walter Yonsky (1937–2002), Tangosänger und Schauspieler

#### 1938
- Claudio Arturi (* 1938), Fußballspieler
- Néstor Astarita (1938–2024), Jazzmusiker
- Aída Bortnik (1938–2013), Drehbuchautorin und Schriftstellerin
- Donna Caroll (1938–2020), Jazzsängerin und Schauspielerin
- Néstor Fabián (* 1938), Tangosänger und Schauspieler
- Abel Laudonio (1938–2014), Boxer
- Roberto Mancini (1938–2018), Tangosänger, Tangokomponist und Bandleader
- Guillermo Marín (1938–2018), Schauspieler
- Pedro Simionato (* 1938), Radrennfahrer
- Luisa Valenzuela (* 1938), Schriftstellerin und Journalistin

#### 1939
- Jorge Anders (* 1939), Jazzmusiker
- Carmen Argibay (1939–2014), Juristin
- Edgardo Cozarinsky (1939–2024), Autor und Regisseur
- Luisa Futoransky (* 1939), Schriftstellerin
- Eduardo Kusnir (* 1939), Komponist
- Enrique Lear (1939–2011), Tangosänger, -komponist und -dichter
- Raúl Madero (1939–2021), Fußballspieler und Sportmediziner
- Alberto Trillo (* 1939), Radrennfahrer

#### 1940
- Amelita Baltar (* 1940), Tango- und Folksängerin
- Bernardo Kliksberg (* 1940), Wirtschaftswissenschaftler, Mitarbeiter der Vereinten Nationen
- Ivar Lindell (1940–2020), schwedischer Jazzmusiker
- María Teresa Luengo (* 1940), Komponistin und Musikpädagogin
- Silvio Marzolini (1940–2020), Fußballspieler
- Emilio Antonio Maury (1940–1998), Arachnologe
- Rodolfo Mederos (* 1940), Tangomusiker, Bandoneonspieler
- Blanca Mooney (1940–1991), Tangosängerin
- Carlos Paiva (* 1940), Tangosänger und Schauspieler
- Graciela Paraskevaídis (1940–2017), Komponistin
- Hans Jörg Urban (1940–2021), deutscher römisch-katholischer Theologe, Ökumeniker und Professor an Priesterseminar in Paderborn

### 1941–1950

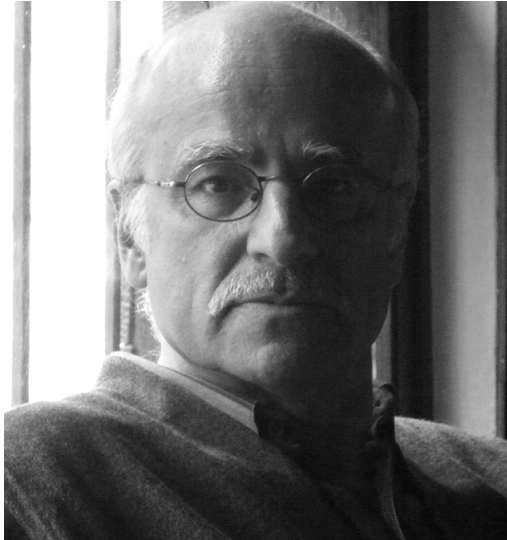
Mariano Etkin
(1943–2016)

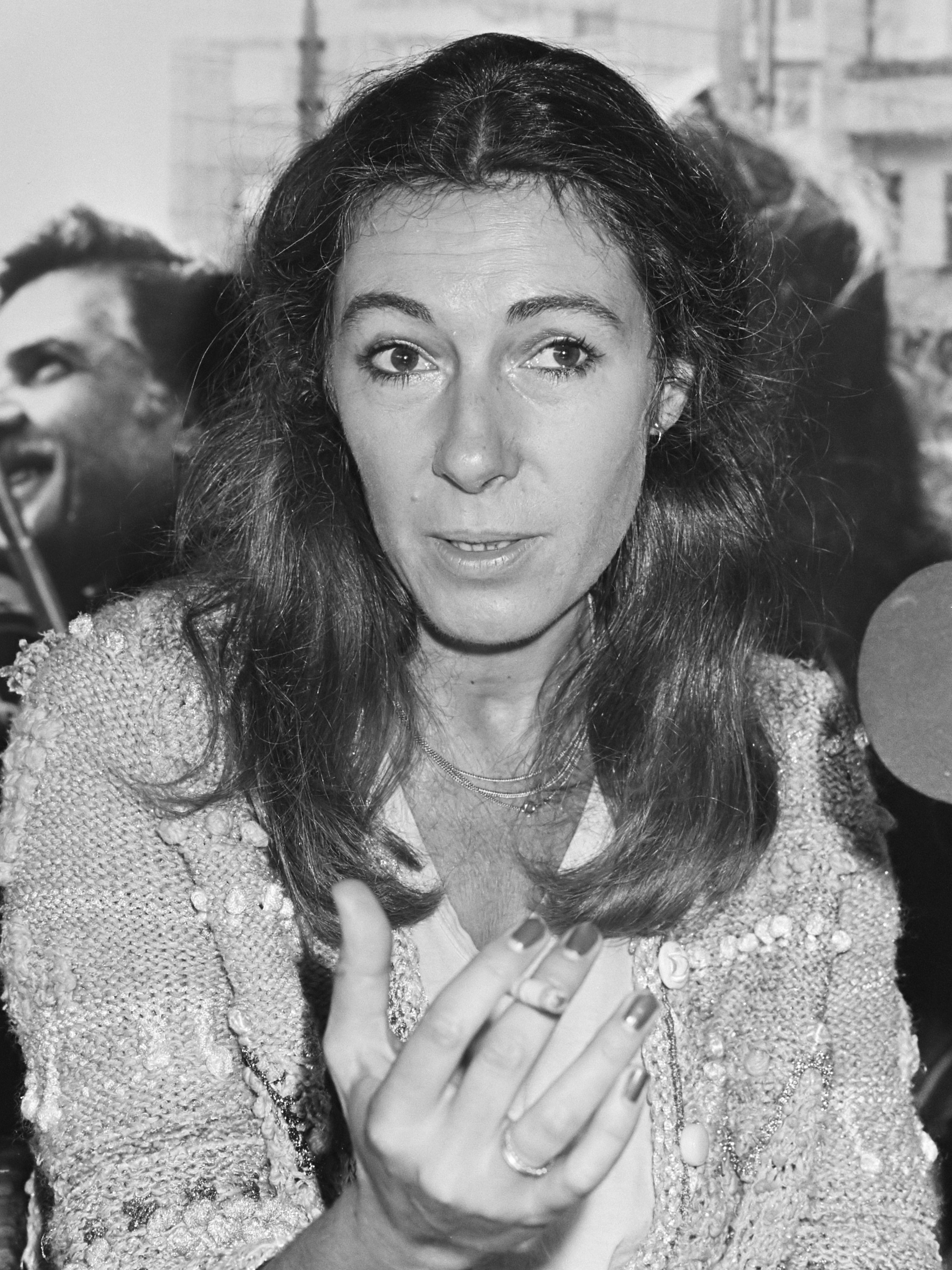
Jeanine Meerapfel
(* 1943)

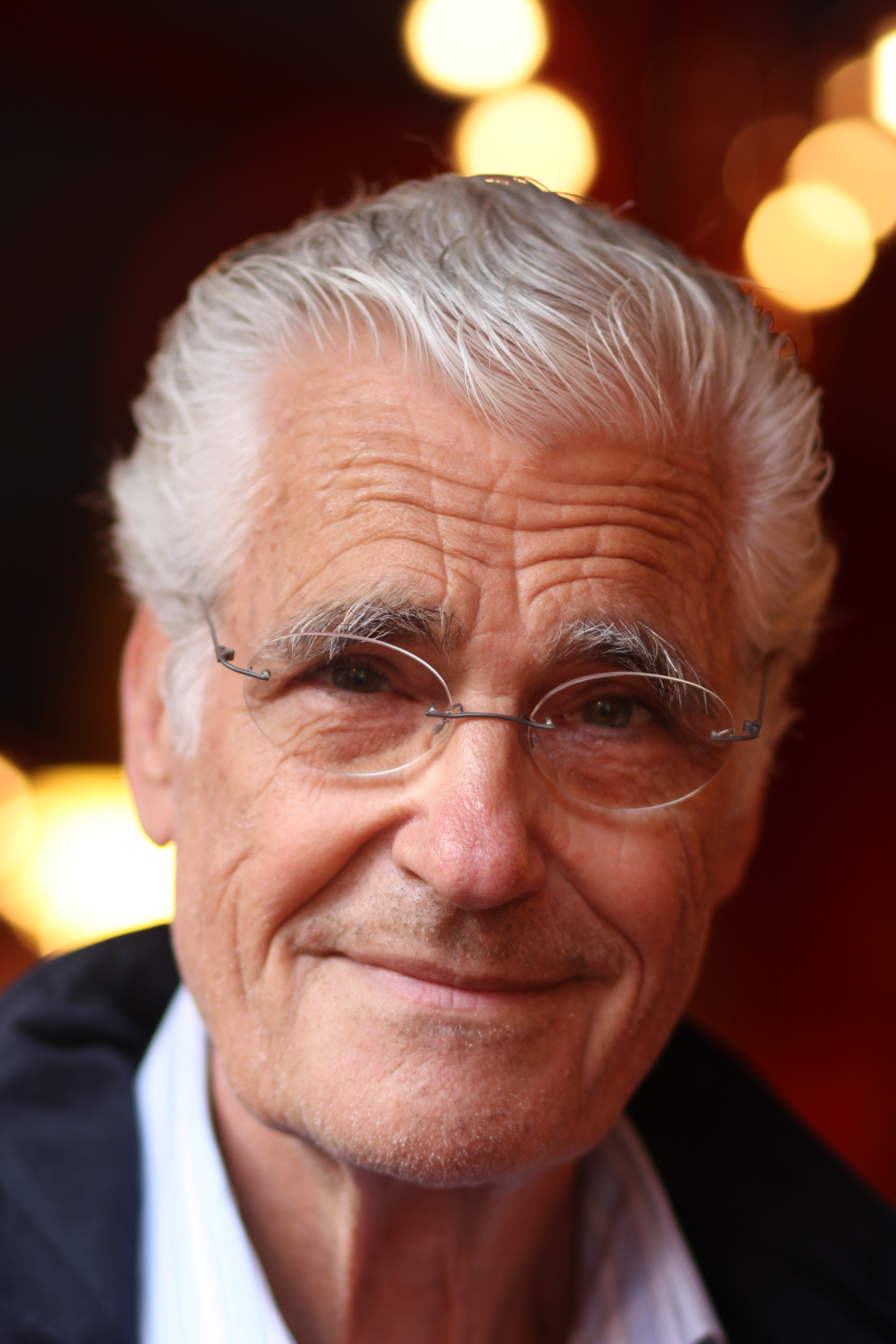
Sky du Mont
(* 1947)

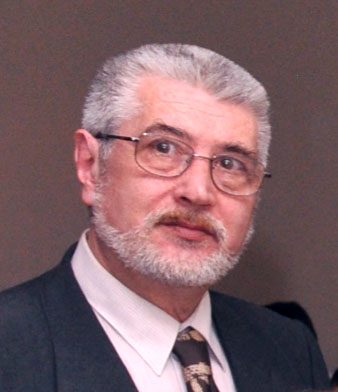
Carlos Gardini
(1948–2017)

#### 1941
- Carlos Roqué Alsina (1941–2023), Komponist
- Martha Argerich (* 1941), Pianistin
- Ana María Báez (* 1941), Wirbeltier-Paläontologin
- Abel Córdoba (* 1941), Tangosänger
- Rodolfo Fogwill (1941–2010), Soziologe und Schriftsteller
- German Frers (* 1941), Yachtkonstrukteur
- Bruno Leonardo Gelber (* 1941), Pianist
- Gabriel Niell (1941–2013), Radrennfahrer
- Ricardo Piglia (1941–2017), Schriftsteller
- Liliana Porter (* 1941), Künstlerin
- Jorge Solari (* 1941), Fußballspieler und -trainer
- Fernando Suárez Paz (1941–2020), Tangomusiker

#### 1942
- Daniel Barenboim (* 1942), israelischer Pianist und Dirigent russischer Abstammung
- Óscar Bonavena (1942–1976), Boxer
- Silvia Braslavsky (* 1942), Chemikerin
- Oscar Cardozo Ocampo (1942–2001), Arrangeur, Pianist und Komponist
- Mario Chaldú (1942–2020), Fußballspieler
- Carlos Cristal (1942–2011), Tangosänger
- Ariel Dorfman (* 1942), chilenischer Autor und Dramatiker
- Eugenia Kalnay (1942–2024), Meteorologin und Hochschullehrerin
- Horacio E. Lona (* 1942), römisch-katholischer Theologe und Ordenspriester
- Huno Marcel (* 1942), Tangosänger
- Antonio Marino (* 1942), römisch-katholischer Geistlicher, emeritierter Bischof von Mar del Plata
- José Antonio Muñoz (* 1942), Comiczeichner
- Eduardo Rovner (1942–2019), Dramaturg, Schriftsteller und Musiker
- Gabriel Sala (* 1942), Choreograph und Tanzpädagoge

#### 1943
- Roberto Ayala (* 1943), argentinischer Tangosänger
- Dante M. Caputo (1943–2018), Politiker
- Mariano Etkin (1943–2016), Komponist und Musikpädagoge
- José Pablo Feinmann (1943–2021), Philosoph und Schriftsteller
- Liliana Heker (* 1943), Journalistin und Schriftstellerin
- Jeanine Meerapfel (* 1943), argentinisch-deutsche Filmregisseurin, Drehbuchautorin und Film-Dozentin
- Horacio Morales (1943–2021), Fußballspieler
- Juan José Mosalini (1943–2022), Bandoneonist und Komponist
- Jorge Pítari (* 1943), Tangokomponist
- Cora Pongracz (1943–2003), Fotografin
- Guillermo Rodríguez-Melgarejo (1943–2021), römisch-katholischer Bischof von San Martín
- Leonardo Sandri (* 1943), Kurienkardinal der Römisch-katholischen Kirche
- Carlos Trillo (1943–2011), Comicautor
- Julio Viera (* 1943), Komponist und Musikpädagoge

#### 1944
- Carlos Roqueiro (* 1944), Radrennfahrer
- Mario Saladino (* 1944), Tangosänger
- Pablo Ziegler (* 1944), Pianist, Komponist und Arrangeur

#### 1946
- Adalberto Cevasco (1946–2025), Jazz- und Fusionmusiker
- Guillermo Galvé (* 1946), Tangosänger
- José Luis Mollaghan (1946–2025), römisch-katholischer Erzbischof
- Luis Puenzo (* 1946), Film-Regisseur und Drehbuchautor

#### 1947
- Sky du Mont (* 1947), deutscher Schauspieler argentinischer Herkunft
- Julio Pane (1947–2024), Tangomusiker
- Oswaldo Piazza (* 1947), Fußballspieler und -trainer
- Mario Aurelio Poli (* 1947), Kardinal-Erzbischof von Buenos Aires
- Rubén Suñé (1947–2019), Fußballspieler
- José Viccario (* 1947), Boxer

#### 1948
- Carlos Álvarez (* 1948), Politiker und Mitbegründer der Mitte-links-Partei Frente País Solidario (FREPASO)
- Ernesto Ariel (* 1948), Tangosänger
- Luis Caffarelli (* 1948), Mathematiker
- Carlos Gardini (1948–2017), Schriftsteller und Übersetzer
- Alberto Manguel (* 1948), kanadischer Schriftsteller
- Mirta Miller (* 1948), Schauspielerin und Model
- Marcos Woinski (* 1948), Schauspieler

#### 1949
- Carlos Bianchi (* 1949), Fußballspieler und -trainer
- José Luis Campana (* 1949), Komponist
- María José Demare (* 1949), Schauspielerin und Tangosängerin
- Jorge Falcón (1949–1987), Tangosänger
- Pedro Gallina (1949–2022), Fußballspieler
- Fernando Carlos Maletti (1949–2022), katholischer Geistlicher, Bischof von Merlo-Moreno
- Óscar Martínez (* 1949), Schauspieler, Autor und Theaterregisseur
- Enrique Wolff (* 1949), Fußball-Nationalspieler
- Alfredo Zecca (1949–2022), katholischer Theologe und Erzbischof von Tucumán

#### 1950
- Osvaldo Batocletti (1950–2019), Fußballspieler
- Óscar Fabbiani (* 1950), argentinisch-chilenischer Fußballspieler
- Jorge Gabriel Fontenla (* 1950), Dirigent, Chorleiter und Musikpädagoge
- Irene Gruss (1950–2018), Lyrikerin
- Ali Seif Nasseri (1950–2012), deutsch-iranischer Maler und Bühnenbildner
- Miguel Ángel Onzari (* 1950), Fußballspieler
- Luis Alberto Spinetta (1950–2012), Rockmusiker und Komponist
- Jorge Taiana (* 1950), Politiker

### 1951–1960

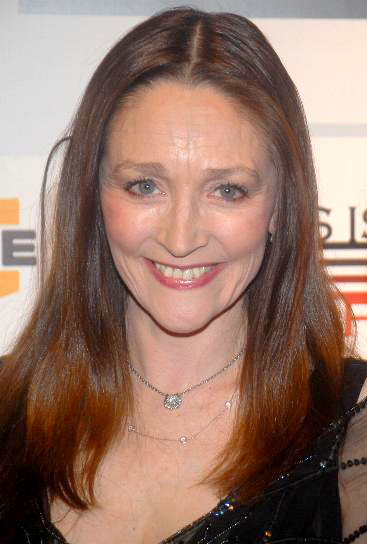
Olivia Hussey
(1951–2024)

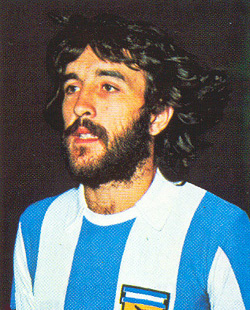
Ricardo Villa
(* 1952)

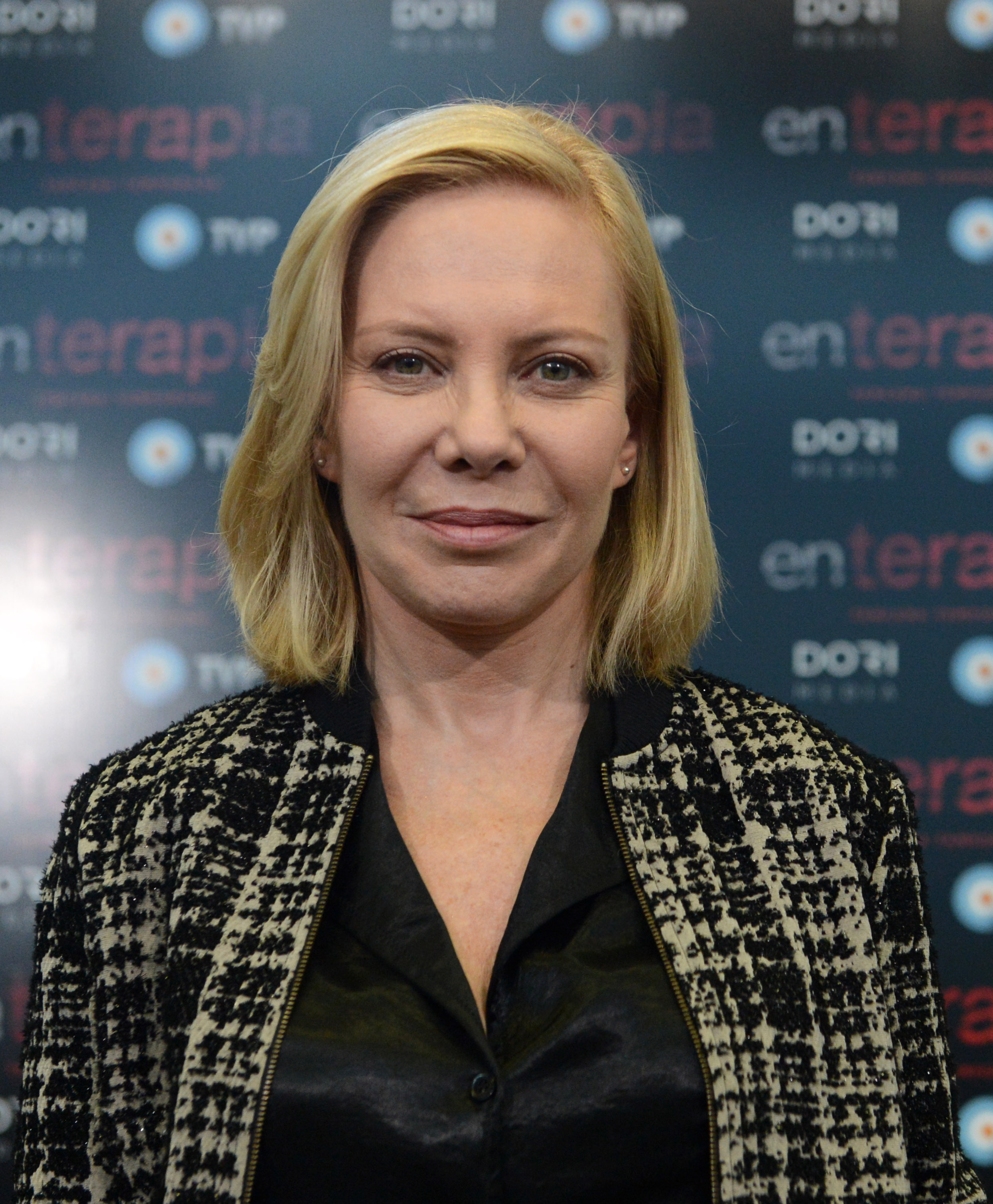
Cecilia Roth
(* 1958)

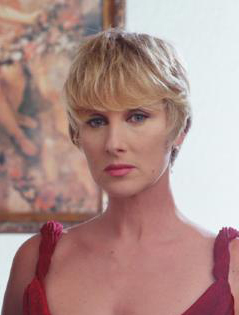
Christian Bach
(1959–2019)

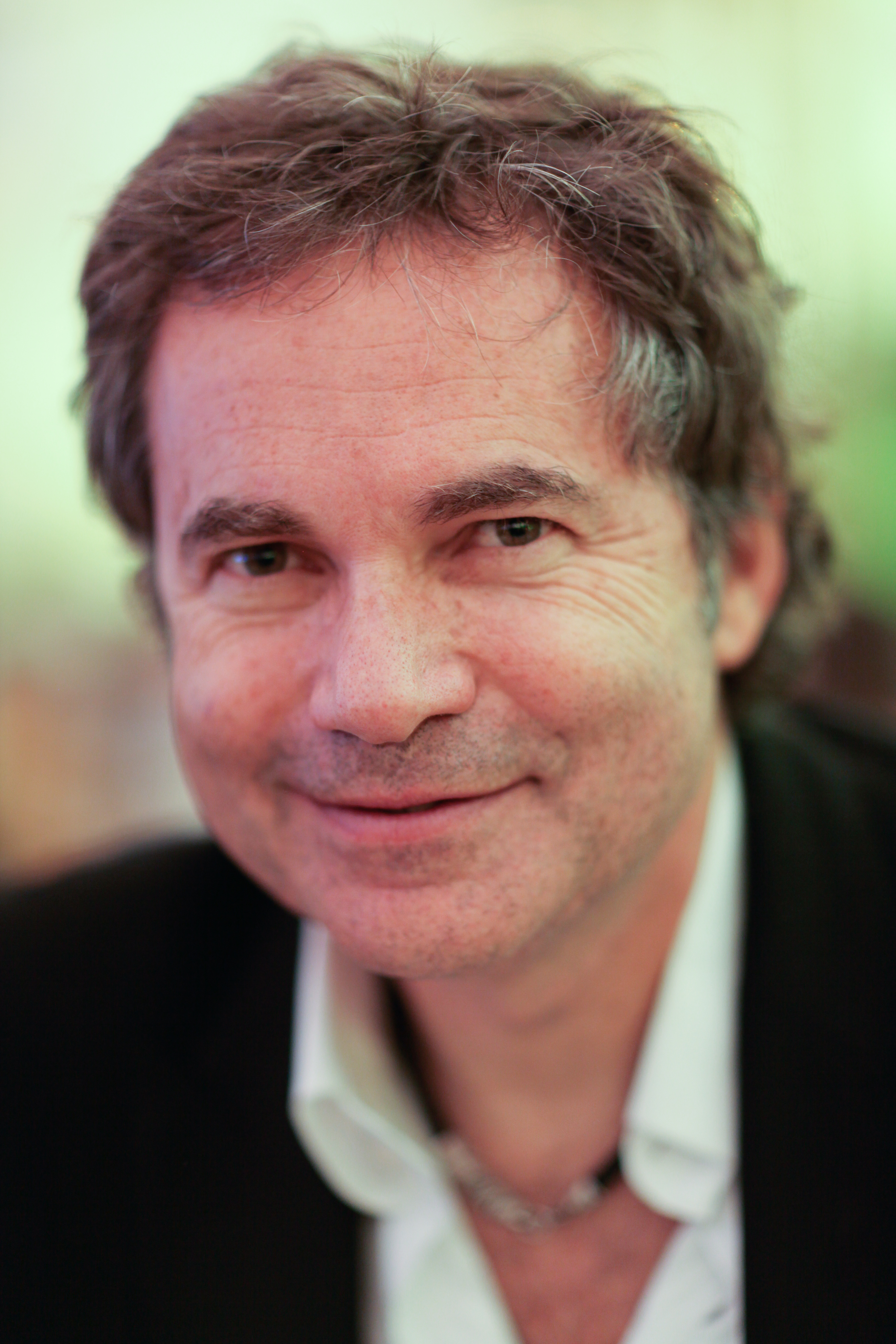
Martín Varsavsky
(* 1960)

#### 1951
- Daniel Branca (1951–2005), Maler und Comic-Zeichner
- Alejandro W. Bunge (* 1951), katholischer Geistlicher und Kurienbeamter
- Thomas Diehl (1951–2017), deutscher Unternehmer und Manager
- Carlos María Franzini (1951–2017), katholischer Geistlicher, Erzbischof von Mendoza
- Charly García (* 1951), Rockmusiker
- Atilio Herrera (* 1951), Fußballspieler
- Olivia Hussey (1951–2024), argentinisch-britische Schauspielerin
- Hugo Porta (* 1951), Rugby-Union-Spieler
- Reina Roffé (* 1951), Schriftstellerin und Journalistin
- Erika Rosenberg-Band (* 1951), deutsche Schriftstellerin, Dolmetscherin, Übersetzerin und Journalistin
- Gustavo Santaolalla (* 1951), Musiker, Musikproduzent, Songschreiber und Filmkomponist
- Rita Laura Segato (* 1951), argentinisch-brasilianische Anthropologin und emeritierte Professorin
- María Lía Zervino (* 1951), Soziologin und Ordensfrau

#### 1952
- Alejandro Dhers (* 1952), Künstler und Fotograf
- David Lebón (* 1952), Rockmusiker
- Miguel Leyes (* 1952), Fußballspieler und -trainer
- Edgardo Moreira (* 1952), Schauspieler
- Raúl Nogués (* 1952), Fußballspieler
- Ricardo Julio „Ricky“ Villa (* 1952), Fußballspieler

#### 1953
- Javier Giménez Noble (* 1953), Komponist
- María Graña (* 1953), Tangosängerin
- Miguel Ángel Guerra (* 1953), Automobilrennfahrer
- Daniel Passarella (* 1953), Fußballspieler
- Michael Rosas Cobian (* 1953), Komponist
- Héctor Timerman (1953–2018), Politiker und Journalist

#### 1954
- Roberto Aussel (* 1954), Gitarrist und Professor für klassische Gitarre
- María Inés Falconi (* 1954), Autorin und Lehrerin
- Emilio Pomàrico (* 1954), Komponist
- Alejandro Sabella (1954–2020), Fußballspieler und -trainer
- Jorge Martín Torres Carbonell (* 1954), Bischof von Gregorio de Laferrère

#### 1955
- Graciela Alperyn (* 1955), argentinisch-deutsche Opern-, Konzert- und Liedersängerin mit der Stimmlage Mezzosopran
- Mariana Avena (1955–2016), Tangosängerin
- Carlos María Domínguez (* 1955), Schriftsteller
- Bernarda Fink (* 1955), klassische Sängerin
- Jorge Eduardo Lozano (* 1955), katholischer Geistlicher, Erzbischof von San Juan de Cuyo
- Sergio Moldavsky (* 1955), klassischer Gitarrist und Musikpädagoge
- Gerardo Werthein (* 1955), Politiker, Diplomat, Tierarzt, Finanzmanager und Sportfunktionär
- Robert Zatorre (* 1955), Neurowissenschaftler

#### 1956
- Sergio Chejfec (1956–2022), Schriftsteller
- Carlos Azpiroz Costa (* 1956), katholischer Ordensgeistlicher, ehemaliger Generalmagister der Dominikaner, Koadjutorerzbischof von Bahía Blanca
- Walter Becker (* 1956), Tango-Musiker, Sänger und Theaterregisseur
- Julio Falcioni (* 1956), Fußballtorwart und -trainer
- Gabriel Senanes (* 1956), Komponist

#### 1957
- Claudio Alsuyet (* 1957), Komponist
- Ricardo de Armas (* 1957), Komponist und Cellist
- Daniel Bozzani (* 1957), Komponist und Dirigent
- Pablo Centrone (* 1957), argentinisch-italienischer Fußballspieler und -trainer
- Ricardo Dal Farra (* 1957), Komponist
- Daniel Freiberg (* 1957), Jazzmusiker
- Omar Labruna (* 1957), Fußballspieler und -trainer
- Jorge Liderman (1957–2008), US-amerikanischer Komponist
- Maximo Munzi (1957–2014), Kameramann
- Gabriel Valverde (* 1957), Komponist

#### 1958
- Duilio Dobrin (* 1958), Dirigent und Pianist
- Guillermo Fernández (* 1958), Tangosänger und -komponist
- Martin Matalon (* 1958), Komponist
- Fernando Morel (* 1958), Rugbyspieler
- Patricia Pisani (* 1958), Künstlerin
- Gabriel Rivano (* 1958), Tangomusiker und Komponist
- Rubén Omar Romano (* 1958), Fußballtrainer
- Cecilia Roth (* 1958), Schauspielerin
- Gabriel Travaglini (* 1958), Rugbyspieler
- Luis Urbanč (* 1958), katholischer Geistlicher, Bischof von Catamarca

#### 1959
- Miguel Ángel D’Annibale (1959–2020), römisch-katholischer Geistlicher, Bischof von San Martín
- Pedro Aznar (* 1959), Rock- und Fusionmusiker
- Adela Christian Bach (1959–2019), Schauspielerin und Fernsehproduzentin
- José María Baliña (* 1959), römisch-katholischer Weihbischof in Chascomús
- Alejandro Pablo Benna (* 1959), römisch-katholischer Geistlicher, Bischof von Morón
- Juan José Campanella (* 1959), Filmregisseur und Drehbuchautor
- Jorge Domínguez (1959–2023), Fußballspieler
- María Teresa Dova (* 1959), Physikerin
- Ana Belén Elgoyhen (* 1959), Biochemikerin und Molekularbiologin
- Guillo Espel (* 1959), Komponist und Gitarrist
- Miguel Galluzzi (* 1959), Designer
- Alejandro Daniel Giorgi (* 1959), römisch-katholischer Bischof
- Pablo Helman (* 1959), Visual-Effects-Artist
- Santiago Olivera (* 1959), katholischer Geistlicher, Militärbischof von Argentinien
- María Socas (1959–2024), Schauspielerin
- Liliana Vitale (* 1959), Komponistin, Sängerin und Pianistin

#### 1960
- Pat Binder (* 1960), Installationskünstlerin
- Carlos Carmona (* 1960), Komponist, Gitarrist und Dirigent
- Santiago Espel (* 1960), Schriftsteller
- Adrián Iaies (* 1960), Pianist und Komponist
- Manfredo Kraemer (* 1960), deutsch-argentinischer Violinist und Dirigent
- Viviana Martínez-Tosar (* 1960), Künstlerin
- Marcelo Fabián Mazzitelli (* 1960), römisch-katholischer Geistlicher, Weihbischof in Mendoza
- Martín Mele (* 1960), Künstler
- Dominic Miller (* 1960), Gitarrist
- Oscar Eduardo Miñarro (* 1960), katholischer Geistlicher, Weihbischof in Merlo-Moreno
- Claudia Piñeiro (* 1960), Journalistin und Schriftstellerin
- Alejandro Iglesias Rossi (* 1960), Komponist
- Quique Sinesi (* 1960), Gitarrist
- Martín Varsavsky (* 1960), Unternehmer

### 1961–1970

#### 1961
- Pablo Aguirre (* 1961), Komponist und Pianist
- Daniel Borrillo (* 1961), Rechtswissenschaftler
- Andrés Calamaro (* 1961), Musiker und Komponist
- Diego Cash (* 1961), Rugbyspieler
- Marcelo Daniel Colombo (* 1961), katholischer Geistlicher, Bischof von La Rioja
- Alejandra Flechner (* 1961), Schauspielerin
- Gilda (1961–1996), Popsängerin
- Rafael Grossi (* 1961), Diplomat
- Guillermo Kuitca (* 1961), Künstler
- Santiago Lange (* 1961), Segler
- Pedro Lanza (* 1961), Rugbyspieler
- Carlos Libedinsky (* 1961), Musiker, Komponist und Produzent
- Juana Molina (* 1961), Singer-Songwriterin
- Fabian Nicieza (* 1961), US-amerikanischer Comicautor
- Marcelo Peralta (1961–2020), Jazzmusiker
- Marcos Pirán (* 1961), römisch-katholischer Geistlicher, Weihbischof in Holguín
- José Luis Gerardo Ponce de León (* 1961), römisch-katholischer Geistlicher, Bischof von Manzini
- Martín Redrado (* 1961), Wirtschaftswissenschaftler und Politiker
- Carlos Stella (* 1961), Komponist
- Rirkrit Tiravanija (* 1961), thailändischer Künstler
- Alejandro Vila (* 1961), Dirigent, Pianist und Fagottist
- Lito Vitale (* 1961), Rockmusiker und Komponist
- Saul Zaks (* 1961), Dirigent und Musikpädagoge

#### 1962
- Luis Altieri (* 1962), Maler, Grafiker und Yogi
- Roberto Bardéz (1962–2010), deutscher Journalist und Schriftsteller
- Sergio Batista (* 1962), Fußballspieler und -trainer
- Guillermo Caride (* 1962), römisch-katholischer Geistlicher, Bischof von San Isidro
- Silvina Chediek (* 1962), Journalistin und Fernsehmoderatorin
- Sergio Díaz (* 1962), Fußballspieler
- Enrique Eguía Seguí (* 1962), römisch-katholischer Geistlicher, Prälat von Deán Funes
- Marcelo Figueras (* 1962), Schriftsteller und Drehbuchautor
- Silvia Fómina (* 1962), Komponistin
- Lito Fontana (* 1962), Posaunist
- Pablo A. Goloboff (* 1962), Forscher
- Carlos Gustavo de Luca (* 1962), Fußballspieler und Kriegsveteran
- Gustavo Luza (* 1962), Tennisspieler
- Maitena (* 1962), Comiczeichnerin
- Roberto Masciarelli (* 1962), Fußballspieler
- Gustavo Nielsen (* 1962), Architekt und Schriftsteller
- Pablo Ricardi (* 1962), Schachspieler
- Néstor Rolán (* 1962), Tangosänger
- Santiago Santero (* 1962), Komponist, Dirigent und Musikpädagoge
- Guillermo Verdecchia (* 1962), kanadischer Theaterschriftsteller und Theaterschauspieler
- Martín Yangüela (* 1962), Rugbyspieler

#### 1963

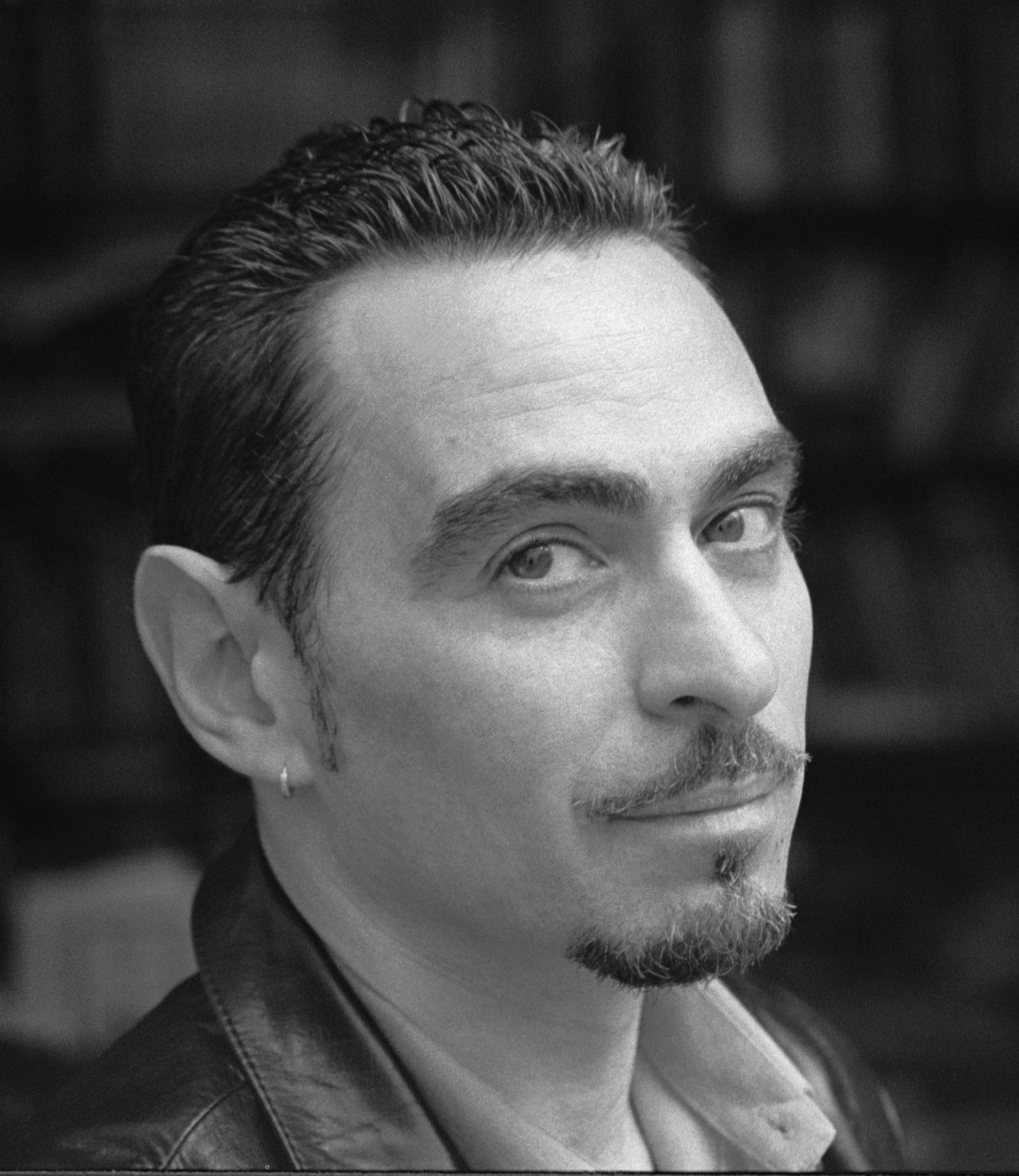
Federico Andahazi
(* 1963)

- Mariano Akerman (* 1963), Maler und Kunsthistoriker
- Marcelo Alexandre (* 1963), Bahnradsportler und Radsporttrainer
- Federico Andahazi (* 1963), Autor und Psychologe
- Juan Carlos Ares (* 1963), römisch-katholischer Geistlicher, Bischof von San Carlos de Bariloche
- Ciruelo Cabral (* 1963), Illustrator, Maler und Autor
- Flavia Company (* 1963), spanisch-katalanische Schriftstellerin, Übersetzerin und Literaturkritikerin
- Diego Cuesta Silva (* 1963), Rugbyspieler
- Carla Degenhardt (* 1963), argentinisch-österreichische Künstlerin
- Alan Faena (* 1963), Hotelier und Immobilienentwickler
- Rodrigo Fresán (* 1963), Journalist und Schriftsteller
- Carlos Rodrigues Gesualdi (* 1963), Kinderbuchautor
- Sergio Goycochea (* 1963), Fußballspieler
- Juan Lanza (* 1963), Rugbyspieler
- Claudia Levy (* 1963), Tangosängerin und -komponistin
- Alberto Nisman (1963–2015), Jurist und Staatsanwalt
- Gaspar Noé (* 1963), französischer Regisseur, Drehbuchautor, Kameramann und Filmproduzent
- Fabián Panisello (* 1963), Komponist und Dirigent
- Jorge Pullin (* 1963), Physiker
- Miguel Rothschild (* 1963), Künstler
- Pablo de Santis (* 1963), Schriftsteller
- Oscar Domingo Sarlinga (* 1963), katholischer Geistlicher, emeritierter Bischof von Zárate-Campana
- Darío Volonté (* 1963), Operntenor
- Juan Lucas Young (* 1963), Architekt

#### 1964
- Nicolás Baisi (* 1964), römisch-katholischer Geistlicher, Bischof von Puerto Iguazú
- Eduardo Berti (* 1964), Schriftsteller, Übersetzer, Musikjournalist und Drehbuchautor
- Wolfgang Frank (1964–2012), deutscher Regisseur
- Alfredo Häberli (* 1964), argentinisch-schweizerischer Designer
- Ricardo Havenstein (* 1964), Gitarrist
- Marcela Iacub (* 1964), argentinisch-französische Autorin
- Martín Jaite (* 1964), Tennisspieler
- Guillermo Lema (* 1964), Schriftsteller
- Celeste Saulo (* 1964), Meteorologin und Hochschullehrerin
- Fabiana Udenio (* 1964), Schauspielerin
- Mirta Wons (* 1964), Schauspielerin

#### 1965

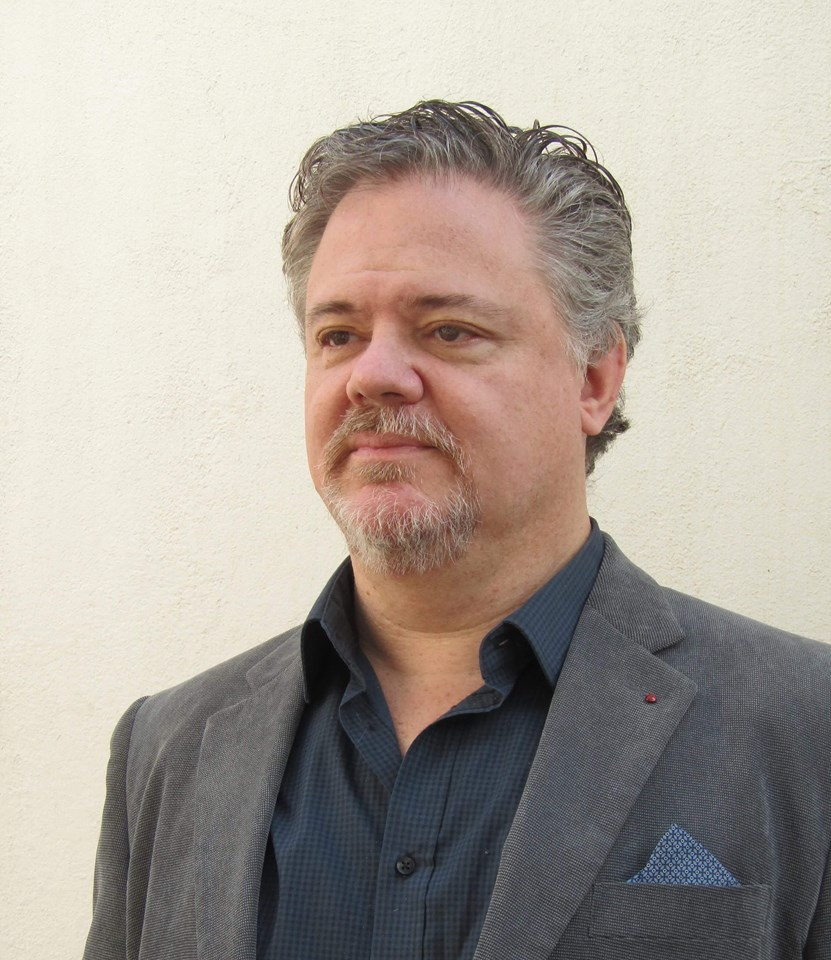
Martín Palmeri
(* 1965)

- Gustavo Acosta (1965–2024), Fußballspieler
- Fabián Casas (* 1965), Autor und Journalist
- Emilce Cuda (* 1965), Theologin, Wirtschafts- und Politikwissenschaftlerin, Hochschullehrerin sowie Kurienbeamtin des Heiligen Stuhls
- Marcio Doctor (* 1965), Jazzmusiker
- Fabio Gómez (* 1965), Rugbyspieler
- Griselda González (* 1965), spanische Langstreckenläuferin argentinischer Herkunft
- Luis Islas (* 1965), Fußballspieler
- Silvina Landsmann (* 1965), israelische Dokumentarfilmerin
- Carlos Mayor (* 1965), Fußballspieler und -trainer
- Daniel Messina (* 1965), Schlagzeuger und Komponist
- Pablo Molina (1965–2023), Reggaemusiker
- Roxana Morán (* 1965), Tangosängerin
- Fidel Nadal (* 1965), Reggae-Sänger, ehemaliger Frontmann der Band Todos Tus Muertos
- Martín Palmeri (* 1965), Komponist und Dirigent
- Nestor Omar Piccoli (* 1965), Fußballspieler und -trainer
- Alejandra Riera (* 1965), Künstlerin
- Horacio Rodríguez Larreta (* 1965), Politiker, Bürgermeister von Buenos Aires
- Fabián Turnes (* 1965), Rugbyspieler
- Diego Urcola (* 1965), Jazzmusiker
- Sergio Fabián Vázquez (* 1965), Fußballspieler

#### 1966
- Juan Alvariño (* 1966), Fußballspieler
- Magdalena Birkner (* 1966), Skirennläuferin
- Lidia Borda (* 1966), Tangosängerin
- Ramiro Civita (* 1966), Kameramann
- Alejandro Hoffman (* 1966), Schachspieler
- Katharina Krenkel (* 1966), deutsche Grafikerin und Bildhauerin
- Néstor Lorenzo (* 1966), Fußballspieler
- Sandra Luna (* 1966), Tangosängerin
- María Onetto (1966–2023), Theater-, Film- und Fernsehschauspielerin
- Horacio de la Peña (* 1966), Tennisspieler
- Juan Diego Solanas (* 1966), Regisseur, Produzent, Drehbuchautor und Kameramann
- Juan María Solare (* 1966), Pianist und Komponist
- Nestor Subiat (* 1966), Schweizer Fußballspieler
- Carlos Javier Weber (* 1966), Volleyballspieler und -trainer

#### 1967
- Pablo Albano (* 1967), Tennisspieler
- Gustavo Artacho (* 1967), Radrennfahrer
- Julio Bocca (* 1967), Balletttänzer
- Marcelo Espina (* 1967), Fußballspieler
- Mónica Fechino (* 1967), Windsurferin
- Martín Kohan (* 1967), Schriftsteller

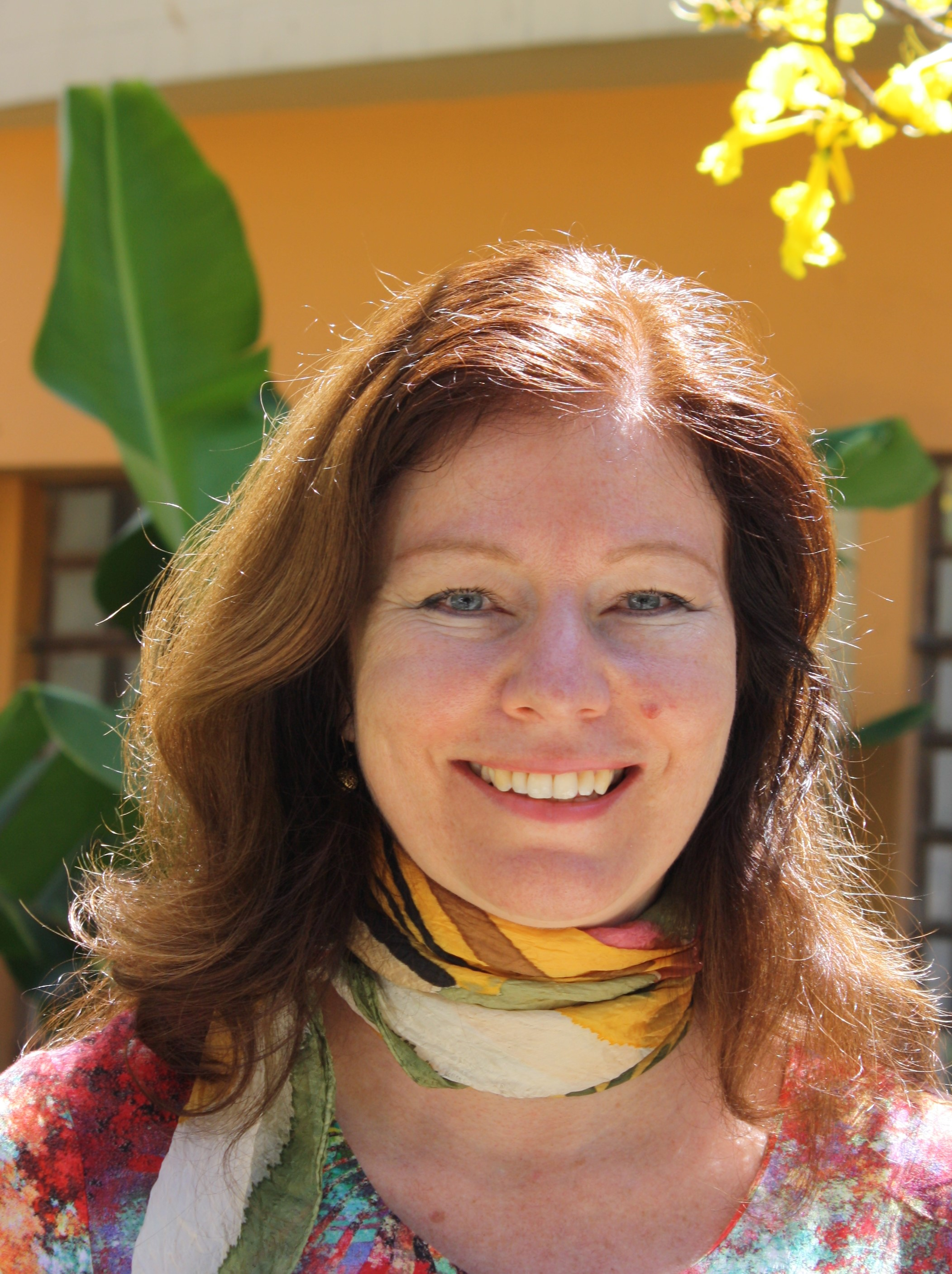
Ana María Rabe
(* 1967)

- Gustavo Matosas (* 1967), uruguayischer Fußballspieler und -trainer
- Christian Miniussi (* 1967), Tennisspieler
- Sergio Olguín (* 1967), Schriftsteller
- Rodrigo Pulpeiro (* 1967), Kameramann und Regisseur
- Ana María Rabe (* 1967), Philosophin und Hochschullehrerin
- Eduardo Gonzalo Redondo Castanera (* 1967), katholischer Geistlicher, Weihbischof in Quilmes
- Marcela Ríos (* 1967), Sängerin
- Eduardo Sacheri (* 1967), Historiker und Schriftsteller
- Sebastián Salvat (* 1967), Rugbyspieler
- Damián Tabarovsky (* 1967), Schriftsteller, Übersetzer, Verleger und Kolumnist verschiedener Tageszeitungen
- Gustavo Victoria (* 1967), deutscher evangelischer Theologe

#### 1968

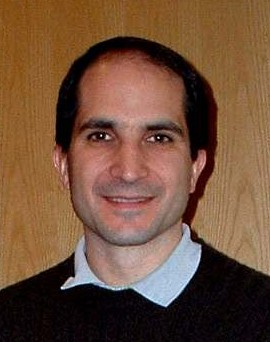
Juan Maldacena
(* 1968)

- Javier Baena (* 1968), Fußballspieler und -trainer
- Inés de Castro (* 1968), argentinisch-deutsche Archäologin, Ethnologin und Museumsleiterin
- Marcial Di Fonzo Bo (* 1968), französisch-argentinischer Schauspieler und Bühnenregisseur
- Néstor Fabbri (* 1968), Fußballspieler
- Fabián González Balsa (* 1968), römisch-katholischer Geistlicher und Weihbischof in Río Gallegos
- Walter Kolm (* 1968), Geschäftsmann in der Musikindustrie
- Juan Maldacena (* 1968), argentinisch-italienisch-US-amerikanischer theoretischer Physiker und Stringtheoretiker
- Paula Markovitch (* 1968), mexikanisch-argentinische Drehbuchautorin und Filmregisseurin
- Alexandros Terzian (* 1968), argentinisch-griechischer Sprinter

#### 1969
- Cecilia Bailliet (* 1969), Rechtswissenschaftlerin
- Carlos Bechtholdt (* 1969), Fußballspieler
- Guillermo Klein (* 1969), Jazzmusiker und Bigband-Leader
- Axel Krygier (* 1969), Musiker und Komponist
- Fernán Mirás (* 1969), Schauspieler
- Daniel Orsanic (* 1969), Tennisspieler
- Ulyses F. J. Pardiñas (* 1969), Mammaloge und Paläontologe
- Rodrigo Ratier (* 1969), Pianist und Leiter der Rodrigo Ratier Quintett
- Guillermo Pérez Roldán (* 1969), Tennisspieler
- Fernando Redondo (* 1969), Fußballspieler
- Alejandra Seeber (* 1969), Malerin
- Augusto Zampini-Davies (* 1969), römisch-katholischer Priester, Sozialethiker, Sekretär des Dikasteriums für die ganzheitliche Entwicklung des Menschen

#### 1970
- Héctor Adomaitis (* 1970), Fußballspieler

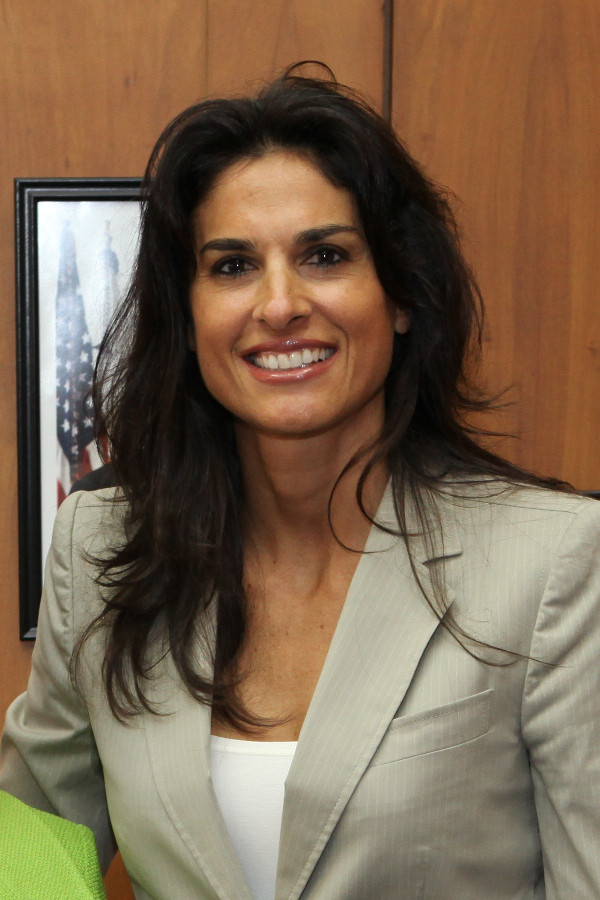
Gabriela Sabatini
(* 1970)

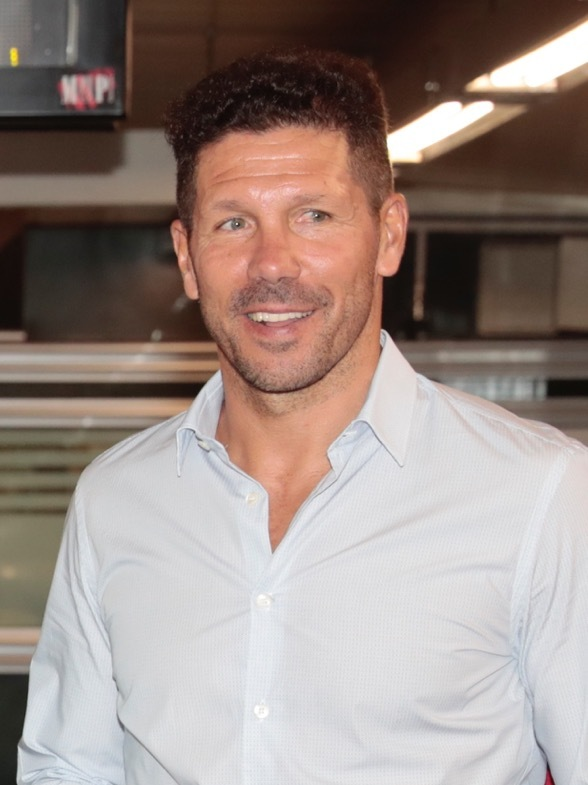
Diego Simeone
(* 1970)

- Ernesto Alterio (* 1970), Film- und Theaterschauspieler
- Claudia Amura (* 1970), Schachspielerin
- Leonardo Astrada (* 1970), Fußballspieler
- Juan José Borrelli (* 1970), Fußballspieler und -trainer
- Pablo Cameselle (* 1970), spanisch-argentinischer Opernsänger (Tenor)
- Marcello Carracedo (* 1970), Fußballspieler
- Marcelo Domínguez (* 1970), Boxer
- Lorena Di Florio (* 1970), Pianistin
- José Gallardo (* 1970), Pianist
- Julián Gil (* 1970), Theater-, Film- und Fernsehschauspieler
- Alejandro Glaría (* 1970), Fußballspieler
- Bautista Heguy (* 1970), Polospieler
- Luis Lobo (* 1970), Tennisspieler und -trainer
- Ricardo Alejandro Luna (* 1970), Dirigent, Komponist, Chorleiter, Arrangeur und Sänger mit der Stimmlage Bariton
- Pedro Mairal (* 1970), Schriftsteller
- Gabriel Markus (* 1970), Tennisspieler
- Antonio Mohamed (* 1970), Fußballspieler
- Javier Milei (* 1970), Ökonom, Autor und Politiker; Präsident Argentiniens
- Gabriela Sabatini (* 1970), Tennisspielerin
- José Salema (* 1970), Beachvolleyballspieler
- Muriel Santa Ana (* 1970), Schauspielerin und Sängerin
- Leonardo Sbaraglia (* 1970), Schauspieler
- Diego Simeone (* 1970), Fußballspieler und -trainer
- Rafael Spregelburd (* 1970), Dramatiker, Regisseur und Übersetzer
- Virginia Verónica (* 1970), Tangosängerin

### 1971–1980

#### 1971

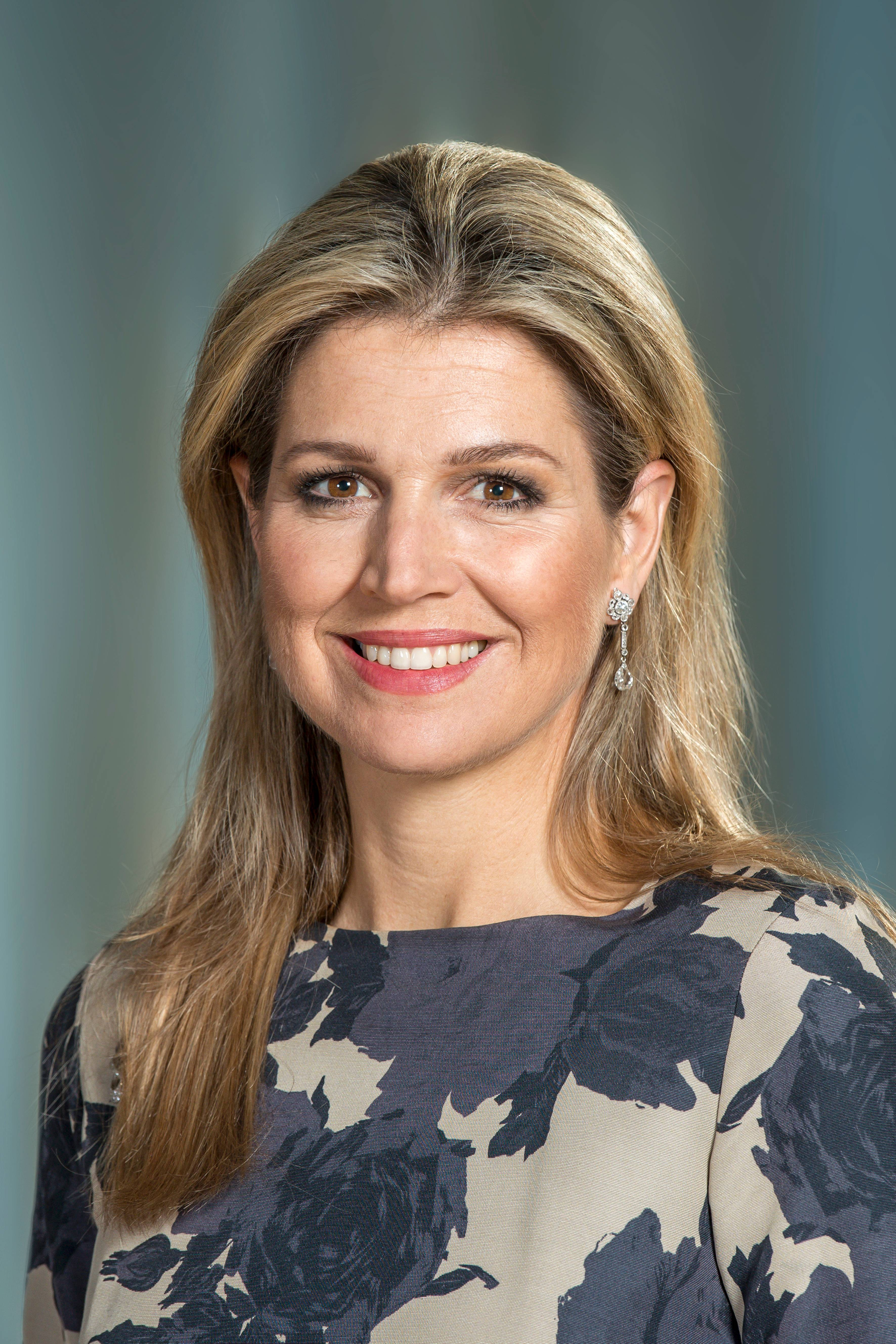
Máxima der Niederlande
(* 1971)

- Mauricio Annunziata (* 1971), Komponist und Pianist
- Patricio Di Palma (* 1971), Auto-Rennfahrer
- Marcos Galperín (* 1971), Unternehmer
- María Garisoain (* 1971), Ruderin
- King África (* 1971), Sänger
- Juan Kouyoumdjian (* 1971), Konstrukteur von Regatta- und Fahrtenyachten
- Darío Lecman (* 1971), Gewichtheber
- Máxima der Niederlande (* 1971), Prinzessin der Niederlande (hier geboren als Máxima Zorreguieta Cerruti)
- Fernando Meligeni (* 1971), Tennisspieler
- Florencia Ortiz (* 1971), Schauspielerin und Sängerin
- Dario Rubén Quintana (* 1971), römisch-katholischer Ordensgeistlicher, Prälat von Cafayate
- Diego Torres (* 1971), Schauspieler und Sänger
- Diego Valerga (* 1971), Schachspieler
- Gabriel Vallejo (* 1971), Komponist, Gitarrist und Pianist
- Matias Zaldarriaga (* 1971), Astrophysiker
- Pablo Zibes (* 1971), Schauspieler und Pantomime

#### 1972
- Sergio Bustos (* 1972), Fußballspieler

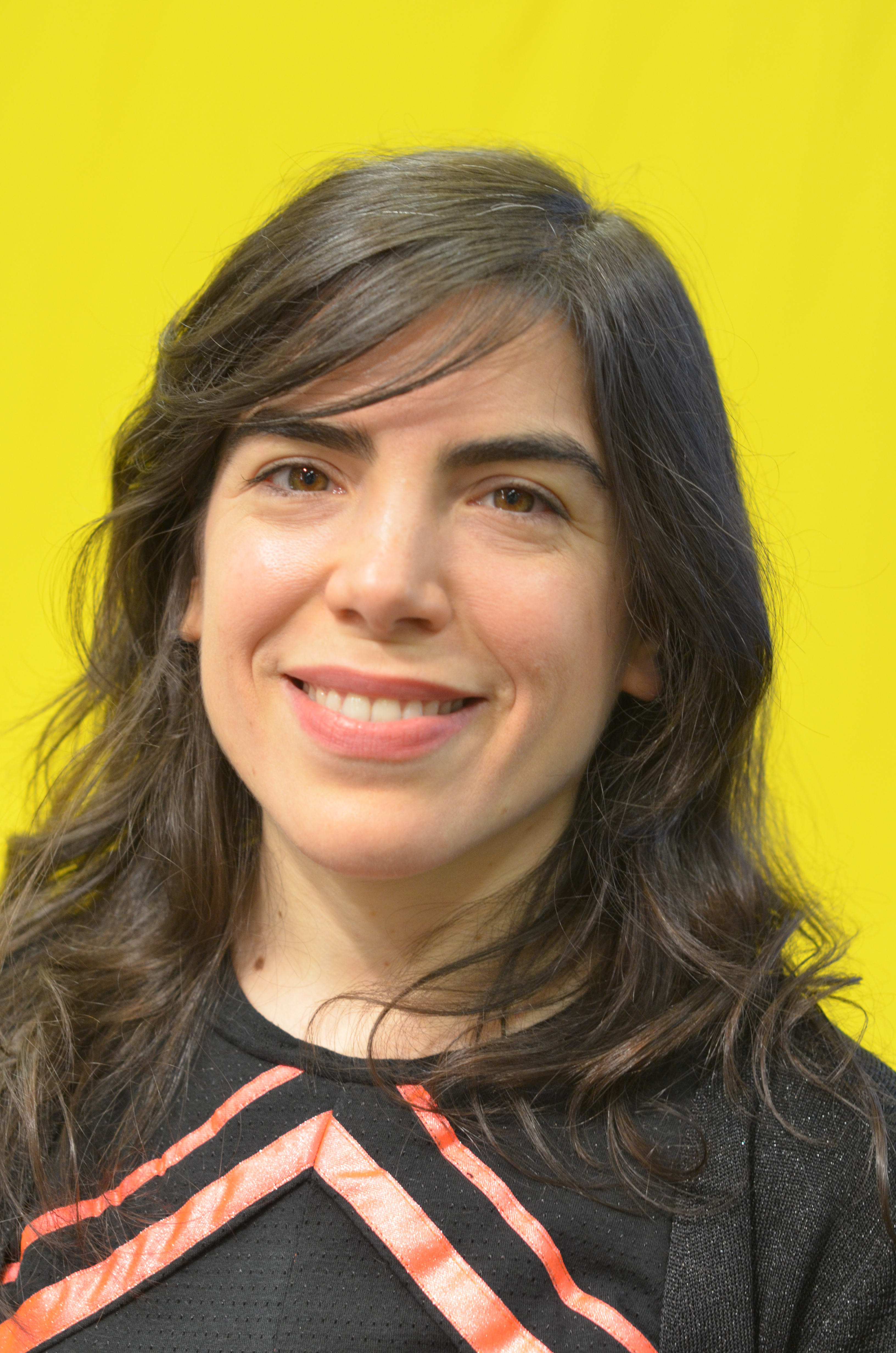
Isol
(* 1972)

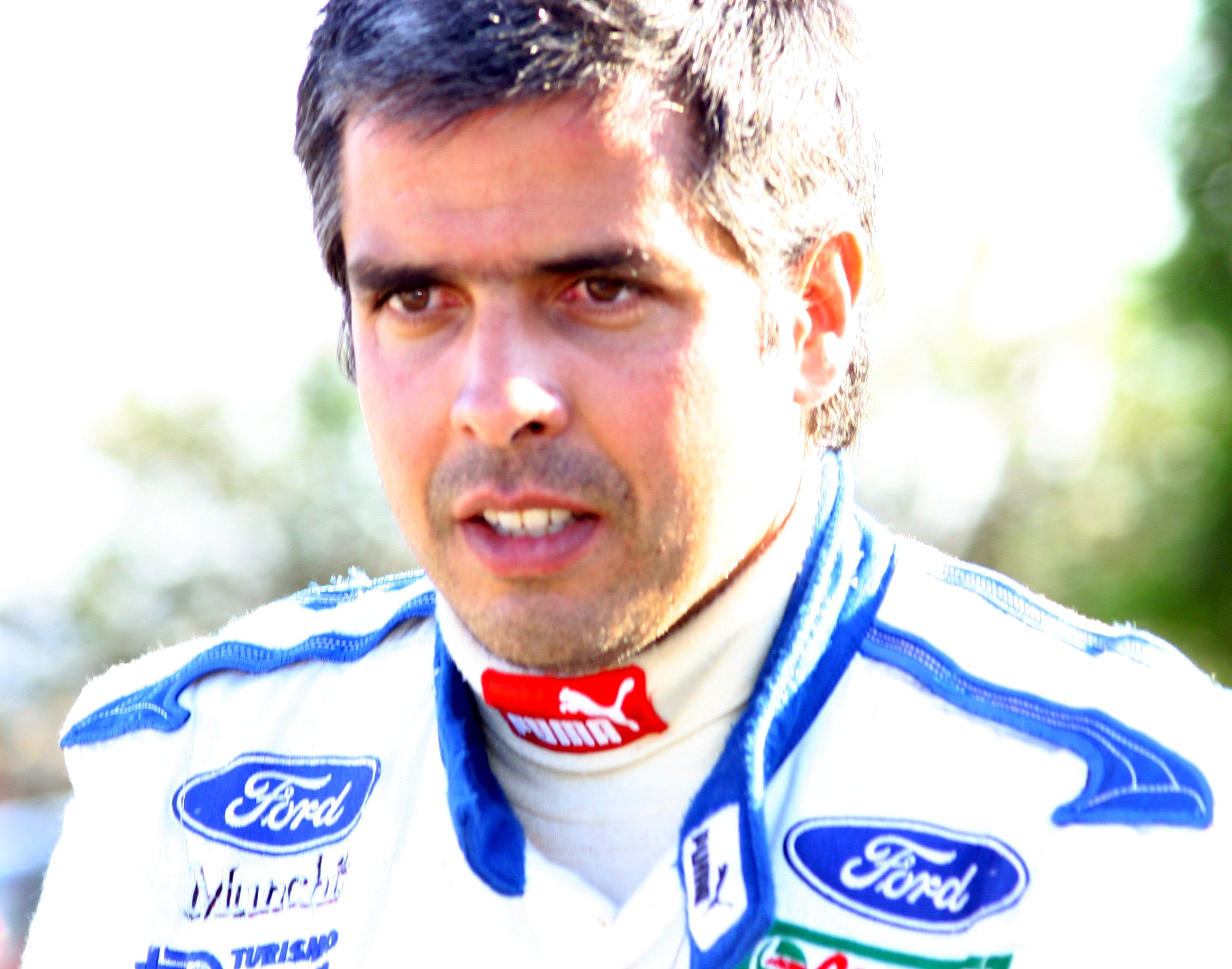
Luís Pérez Companc
(* 1972)

- Diego Cocca (* 1972), Fußballspieler und -trainer
- Sebastián Donadío (* 1972), Bahnradsportler
- Oliver Fiechter (* 1972), Schweizer Wirtschaftsphilosoph
- Hernán Gumy (* 1972), Tennisspieler
- Isol (* 1972), Illustratorin, Kinderbuchautorin und Sängerin
- Carlos Alberto Juárez (* 1972), argentinisch-ecuadorianischer Fußballspieler
- Carolina Mariani (* 1972), Judoka
- Sergio Massa (* 1972), Politiker
- Sebastián Modarelli (* 1972), Komponist und Organist
- Rodrigo Moreno (* 1972), Filmregisseur und Drehbuchautor
- Rodrigo Pastore (* 1972), Basketballtrainer
- Luís Pérez Companc (* 1972), Automobilrennfahrer und Unternehmer
- Juan Manuel Serramalera (* 1972), Volleyballspieler und -trainer
- Natalia Smirnoff (* 1972), Filmregisseurin
- Davor Stier (* 1972), kroatischer Diplomat und Politiker (HDZ)

#### 1973

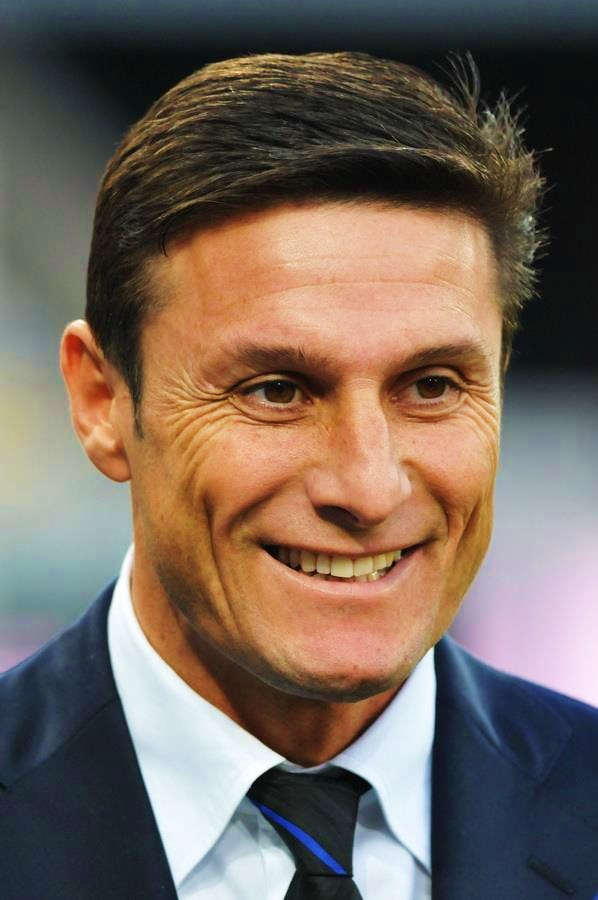
Javier Zanetti
(* 1973)

- Pablo Aguilar (* 1973), Schauspieler und Drehbuchautor
- Magdalena Aicega (* 1973), Hockeyspielerin
- Marcos Baggiani (* 1973), Jazz- und Improvisationsmusiker
- Raúl Horacio Balbi (* 1973), Boxer
- Christian Bassedas (* 1973), Fußballspieler, Manager und Trainer
- Daniel Burman (* 1973), Filmregisseur
- Gustavo Oscar Carrara (* 1973), Erzbischof von La Plata
- Mariana Enríquez (* 1973), Schriftstellerin
- Leo Fernández (* 1973), Pokerspieler
- Ingrid Fliter (* 1973), Pianistin
- María José Gaidano (* 1973), Tennisspielerin
- Alejandra García (* 1973), Stabhochspringerin
- Eric Gull (* 1973), Handballspieler
- Mariano Hood (* 1973), Tennisspieler
- Ernesto Jodos (* 1973), Jazzmusiker
- Federico Jusid (* 1973), Komponist
- Andrés Muschietti (* 1973), Filmregisseur, Drehbuchautor und Schauspieler
- Santiago Otheguy (* 1973), argentinisch-französischer Filmregisseur
- Ariel Panzer (* 1973), Handballspieler
- Ariel Rotter (* 1973), Drehbuchautor und Filmregisseur
- Nicolas Schmerkin (* 1973), Filmproduzent
- Patricio Sturlese (* 1973), Schriftsteller
- Javier Tucat Moreno (* 1973), Musiker
- Javier Zanetti (* 1973), Fußballspieler

#### 1974
- Lisandro Abadie (* 1974), Bassbariton
- Salvador Alonso (* 1974), Schachspieler
- Malena Alterio (* 1974), Schauspieler
- Federico Aubele (* 1974), Musiker

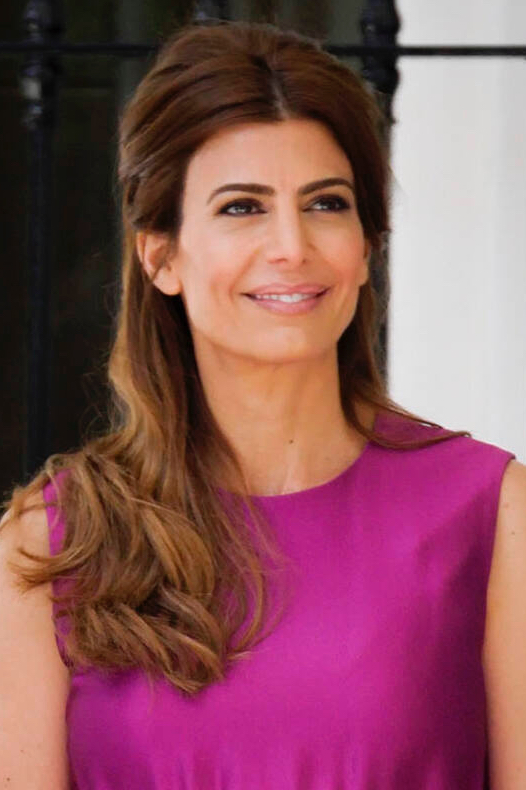
Juliana Awada
(* 1974)

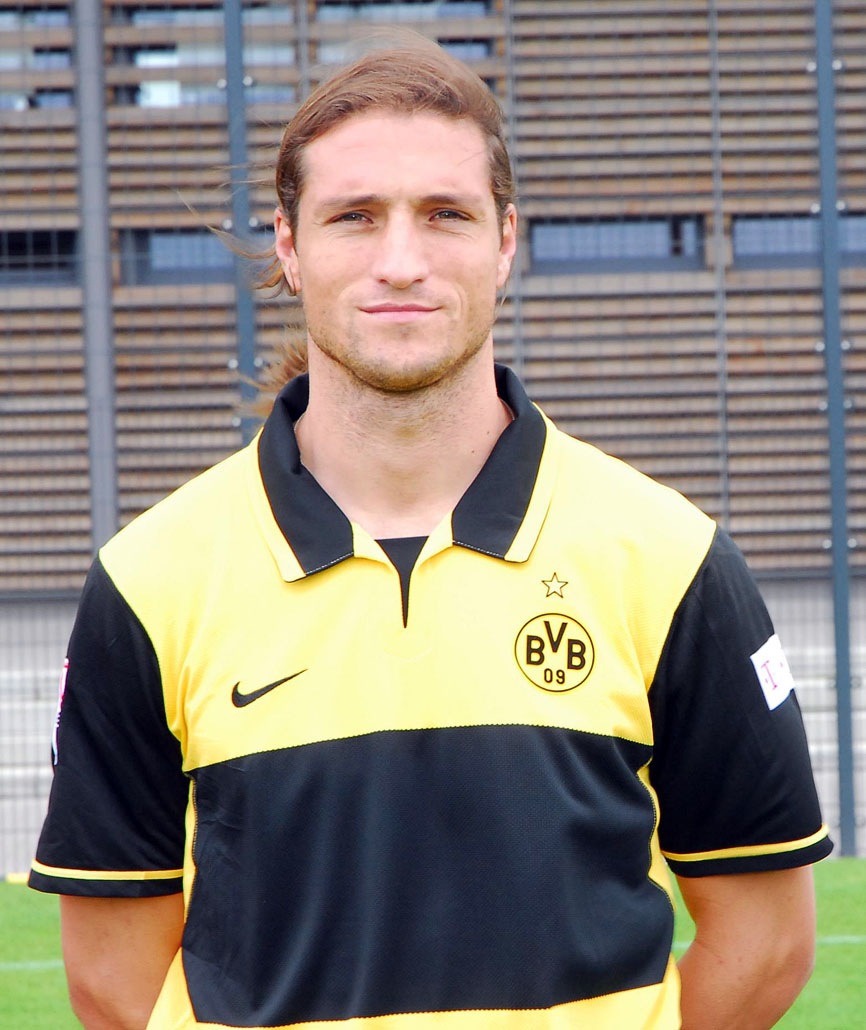
Diego Klimowicz
(* 1974)

- Juliana Awada (* 1974), argentinische Textilunternehmerin libanesischer Herkunft
- Mónica Ayos (* 1974), Schauspielerin
- Mariano Baracetti (* 1974), Beachvolleyballspieler
- Adrián Biniez (* 1974), Filmregisseur und Drehbuchautor
- María Botto (* 1974), Schauspielerin
- Natasha Braier (* 1974), Kamerafrau
- Walter Coronda (* 1974), Jazzgitarrist
- José Luis Díaz (* 1974), Fußballspieler
- Gastón Etlis (* 1974), Tennisspieler
- Christian Giménez (* 1974), argentinisch-italienischer Fußballspieler
- Sergio Gioino (* 1974), argentinisch-chilenischer Fußballspieler
- Germán Glessner (* 1974), Skeletonpilot
- Lucas Arnold Ker (* 1974), Tennisspieler
- Diego Fernando Klimowicz (* 1974), Fußballspieler mit spanischem Pass
- Ivan Knez (* 1974), argentinisch-schweizerischer Fußballspieler
- Federico Lechner (* 1974), Jazz- und Tangomusiker
- Patricio Muente (* 1974), slowenischer Springreiter
- Miguel Novillo Astrada (* 1974), Polospieler
- Florencia Peña (* 1974), Schauspielerin, Humoristin und Fernsehmoderatorin
- Alejo Pérez (* 1974), Dirigent
- Agustín Pichot (* 1974), Rugby-Union-Spieler
- Mariano Spagnolo (* 1974), Tenor
- Paola Vukojicic (* 1974), Hockeyspielerin

#### 1975

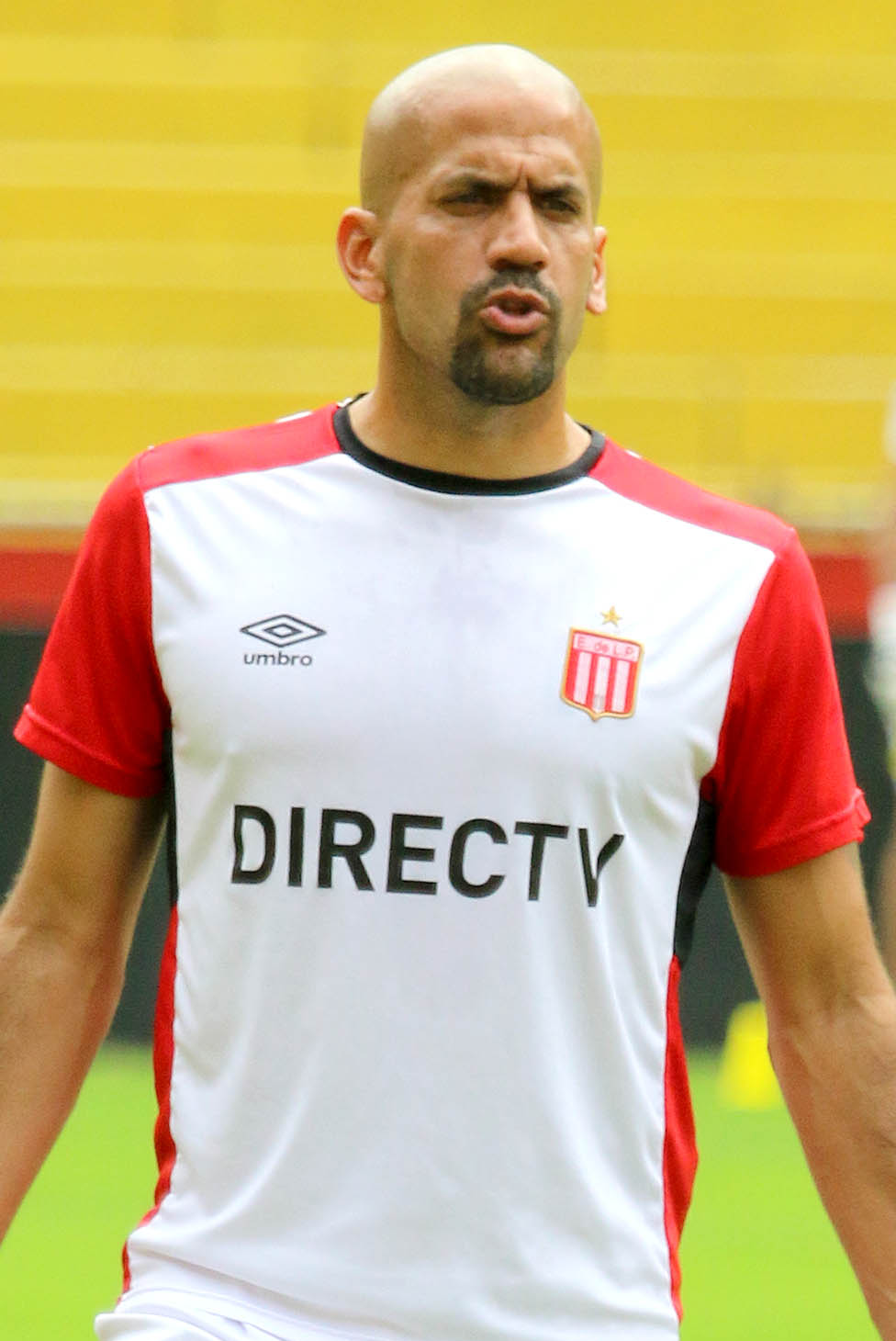
Juan Sebastián Verón
(* 1975)

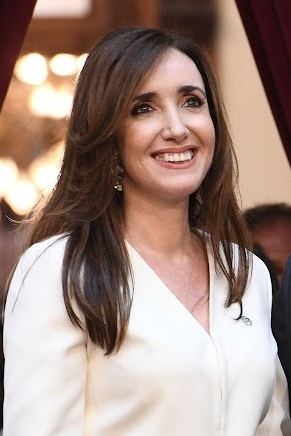
Victoria Villarruel
(* 1975)

- Jorge Artigas (* 1975), argentinisch-uruguayischer Fußballspieler und -trainer
- Juan Diego Botto (* 1975), Schauspieler
- Javier Conte (* 1975), Segler
- Federico Finchelstein (* 1975), Historiker
- María Gainza (* 1975), Schriftstellerin
- Paloma Herrera (* 1975), Balletttänzerin
- Martín Lorenzini (* 1975), Schachspieler
- Ariel Magnus (* 1975), Schriftsteller und Übersetzer
- Mercedes Margalot (* 1975), Hockeyspielerin
- Matías Médici (* 1975), Radrennfahrer
- Mauricio Pineda (* 1975), Fußballspieler
- Sebastián Prieto (* 1975), Tennisspieler
- Pablo Ruiz (* 1975), Sänger und Schauspieler
- Roberto Carlos Sosa (* 1975), Fußballprofi
- Hugo Spangenberg (* 1975), Schachgroßmeister
- Franco Squillari (* 1975), Tennisspieler
- Juan Sebastián Verón (* 1975), Fußballspieler
- Victoria Villarruel (* 1975), Juristin und Politikerin; Vizepräsidentin Argentiniens

#### 1976
- Anasol (* 1976), Sängerin
- Germán Arangio (* 1976), Fußballspieler

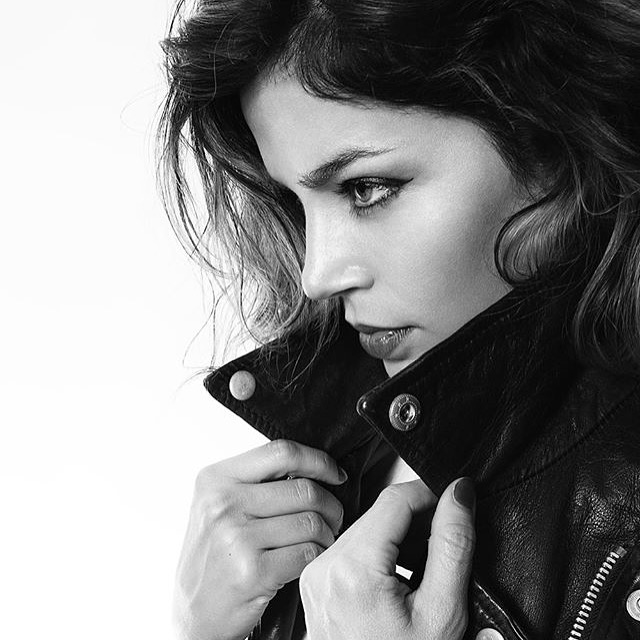
Anasol
(* 1976)

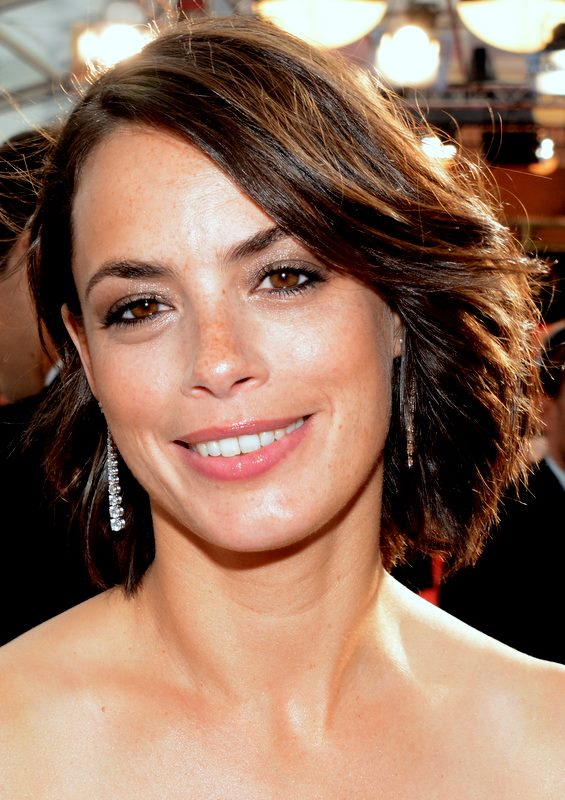
Bérénice Bejo
(* 1976)

- Lola Arias (* 1976), Schriftstellerin, Musikerin, Schauspielerin und Regisseurin
- Bérénice Bejo (* 1976), französische Schauspielerin
- Armando Borrajo (1976–2010), Radrennfahrer
- Félix Bruzzone (* 1976), Schriftsteller
- Mariana Díaz-Oliva (* 1976), Tennisspielerin
- Darío Fabbro (* 1976), Fußballspieler
- Juan de la Fuente (* 1976), Segler
- Mariana González Oliva (* 1976), Hockeyspielerin
- Mónica Silvana González (* 1976), spanisch-argentinische Politikerin
- Antonio Hodgers (* 1976), Schweizer Politiker (Grüne)
- Martina Klein Korin (* 1976), argentinisch-spanisches Model, Schauspielerin und Humoristin
- Laura Montalvo (* 1976), Tennisspielerin
- Erica Isabel Pazur (* 1976), Schauspielerin und Theaterpädagogin
- Lucía Puenzo (* 1976), Autorin und Regisseurin
- Rodrigo Riep (* 1976), Fußballspieler
- Cecilia Rognoni (* 1976), Hockeyspielerin
- Mika Rottenberg (* 1976), Installations- und Videokünstlerin
- Sabrina Sabrok (* 1976), Schauspielerin und Sängerin
- Andrés Schneiter (* 1976), Tennisspieler
- Rodrigo de la Serna (* 1976), Schauspieler
- Juan Pablo Sorín (* 1976), Fußballspieler
- Solange Witteveen (* 1976), Hochspringerin

#### 1977
- Francisco Aguirre (* 1977), Fußballspieler

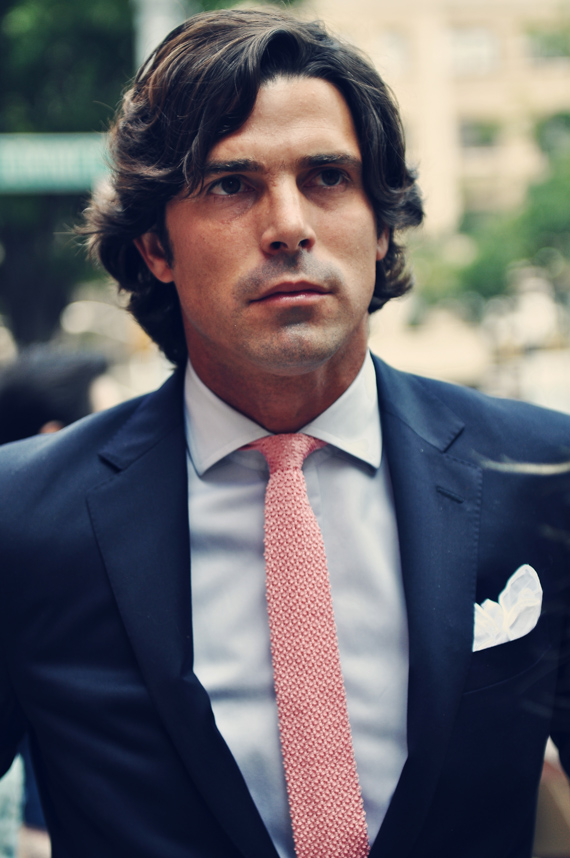
Ignacio Figueras
(* 1977)

- Marco Berger (* 1977), Regisseur und Drehbuchautor
- Federico Besasso (* 1977), Handballspieler
- Demian Cabaud (* 1977), Jazzmusiker
- Guillermo Cañas (* 1977), Tennisspieler
- Julieta Cardinali (* 1977), Schauspielerin
- Guillermo Celano (* 1977), Jazzmusiker
- Juan Carlos Cisneros (* 1977), Fußballspieler
- Felipe Contepomi (* 1977), Rugbyspieler
- Nicolás Diez (* 1977), Fußballspieler und -trainer
- Jonathan Erlich (* 1977), israelischer Tennisspieler
- Guillermo Faivovich (* 1977), Künstler
- Ignacio Figueras (* 1977), Polospieler
- Martín Alberto García (* 1977), Tennisspieler
- Daniel Giménez (* 1977), Fußballspieler
- Francisco Gabriel Guerrero (* 1977), Fußballspieler
- Ariana Harwicz (* 1977), Schriftstellerin
- Iván Heyn (1977–2011), Politiker
- Juan Ignacio Liébana (* 1977), römisch-katholischer Bischof von Chascomús
- Víctor Hugo Lorenzón (* 1977), Fußballspieler
- Gabriel Merlino (* 1977), Bandoneonist
- Victoria Morán (* 1977), Tangosängerin
- Andrés Neuman (* 1977), argentinisch-spanischer Schriftsteller, Dichter, Übersetzer und Essayist
- María de la Paz Hernández (* 1977), Hockeyspielerin
- Mariano Andrés Pernía (* 1977), argentinisch-spanischer Fußballspieler
- Diego Placente (* 1977), Fußballspieler
- Diego Raimondi (* 1977), argentinisch-italienischer Fußballspieler und -trainer
- Rodrigo Roncero (* 1977), Rugbyspieler

#### 1978

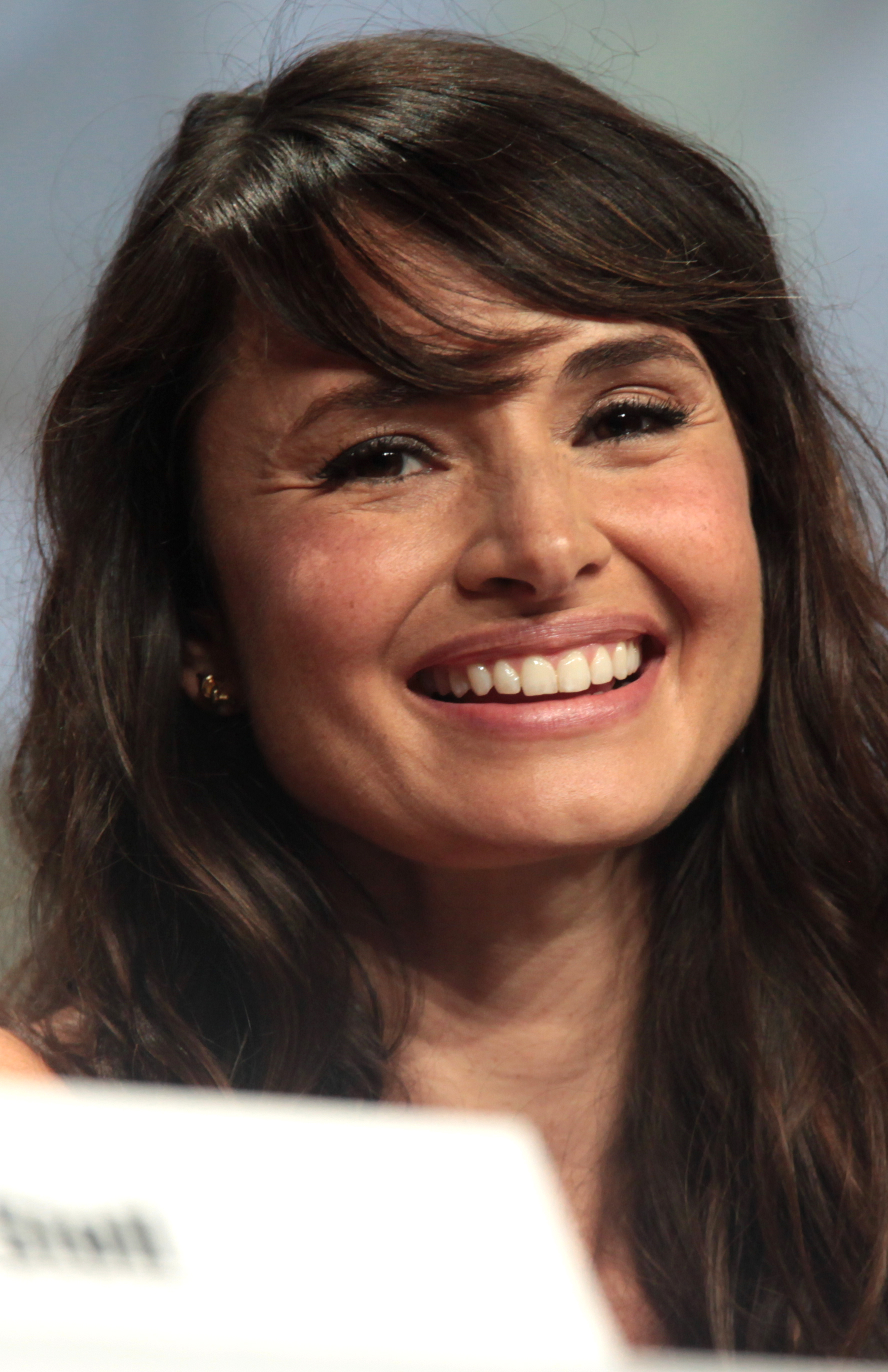
Mía Maestro
(* 1978)

- Pedro Bernardo Cannavó (* 1978), römisch-katholischer Geistlicher, Weihbischof in Buenos Aires
- Gastón Gaudio (* 1978), Profi-Tennisspieler
- Mía Maestro (* 1978), Schauspielerin und Sängerin
- Alejandro Daniel Pardo (* 1978), römisch-katholischer Geistlicher, Weihbischof in Buenos Aires
- Mariano Puerta (* 1978), Tennisspieler
- Sebastián Ariel Romero (* 1978), Fußballspieler
- Samanta Schweblin (* 1978), Schriftstellerin
- Griselda Siciliani (* 1978), Schauspielerin
- Gastón Solnicki (* 1978), Filmregisseur
- Esteban Tuero (* 1978), Automobilrennfahrer
- Daniel Zaccanti (* 1978), argentinisch-italienischer Fußballspieler

#### 1979
- Ezequiel Alejo Carboni (* 1979), Fußballspieler
- Juan Ignacio Chela (* 1979), Tennisspieler
- Federico Dannemann (* 1979), Jazzmusiker
- Juan Pablo Di Pace (* 1979), Schauspieler und Model
- Natalia González Figueroa (* 1979), Pianistin
- Emilio Insolera (* 1979), italienischer Schauspieler
- Carlos Lannes (* 1979), Skilangläufer
- Daniel Montenegro (* 1979), argentinisch-italienischer Fußballspieler
- Leonardo Nam (* 1979), argentinisch-australischer Schauspieler
- Marianela Pereyra (* 1979), argentinisch-amerikanische Schauspielerin und Moderatorin
- Sergio Roitman (* 1979), Tennisspieler
- Julián Speroni (* 1979), Fußballspieler
- Diego Veronelli (* 1979), Tennisspieler und -trainer

#### 1980
- Leonardo Abálsamo (* 1980), Fußballspieler

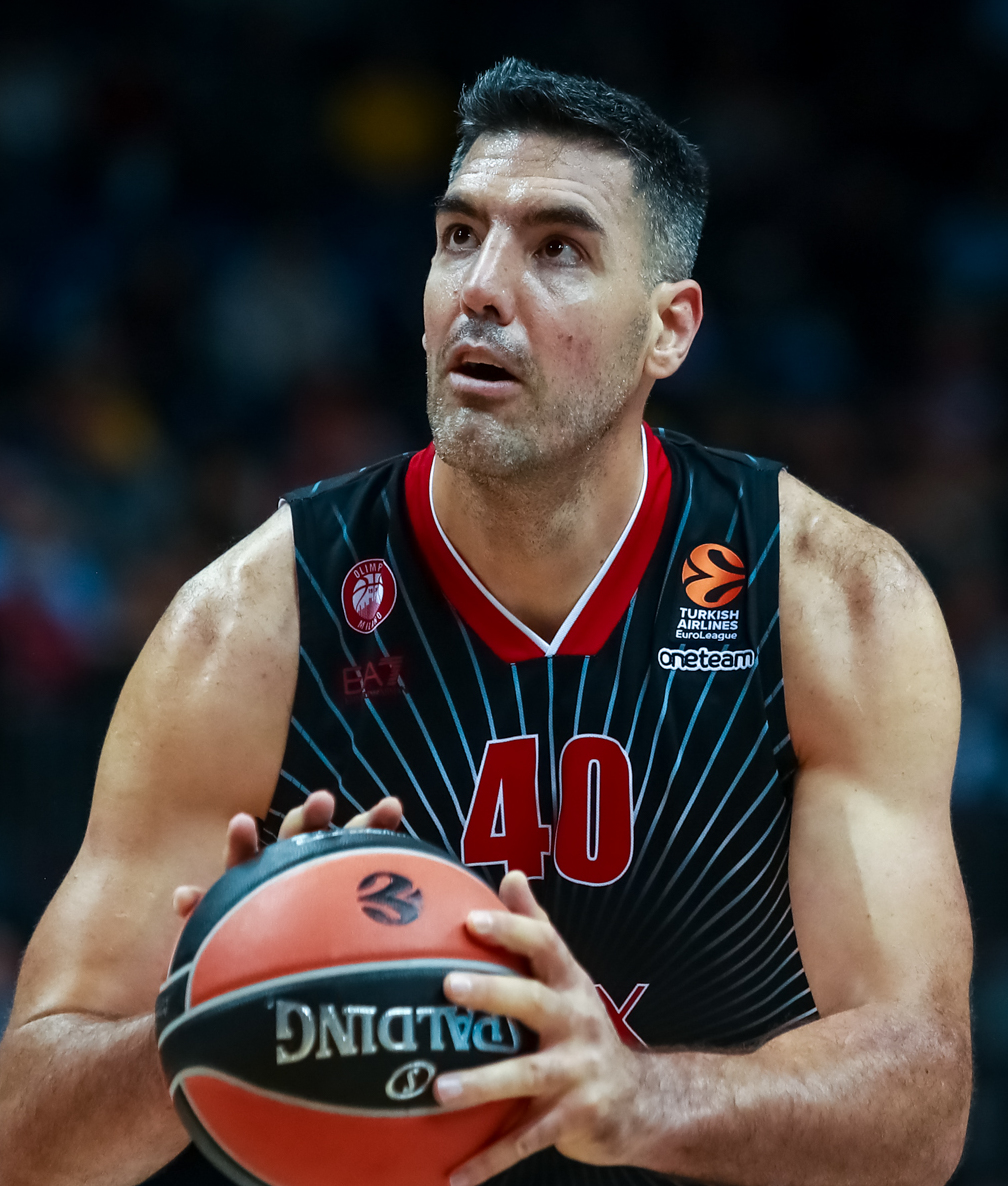
Luis Scola
(* 1980)

- Nahuel Arrarte (* 1980), australisch-osttimorischer Fußballspieler und -trainer
- Carolina Bazán (* 1980), chilenische Köchin
- Mariano Biasin (* 1980), Filmregisseur und Drehbuchautor
- Claudia Burkart (* 1980), Hockeyspielerin
- Nicolás Chiesa (* 1980), argentinisch-italienischer Fußballspieler und -trainer
- Villa Diamante (* 1980), Bastard-Pop-Produzent und DJ
- Federico Insúa (* 1980), Fußballspieler
- Santiago Mitre (* 1980), Filmemacher
- Luis Ortega (* 1980), Filmregisseur und Drehbuchautor
- Santiago Saitta (* 1980), Komponist und Musikpädagoge
- Luis Scola (* 1980), Basketballspieler
- Shablo (* 1980), argentinisch-italienischer DJ und Musikproduzent
- Tomas Tenconi (* 1980), italienischer Tennisspieler
- Matias Tosi-Socolov (* 1980), Opernsänger (Bassbariton)
- Clara Villoslada (* 1980), spanische Snowboarderin

### 1981–1990

#### 1981
- Martín Bianchi (* 1981), Skilangläufer
- Diego Cristin (* 1981), Tennisspieler

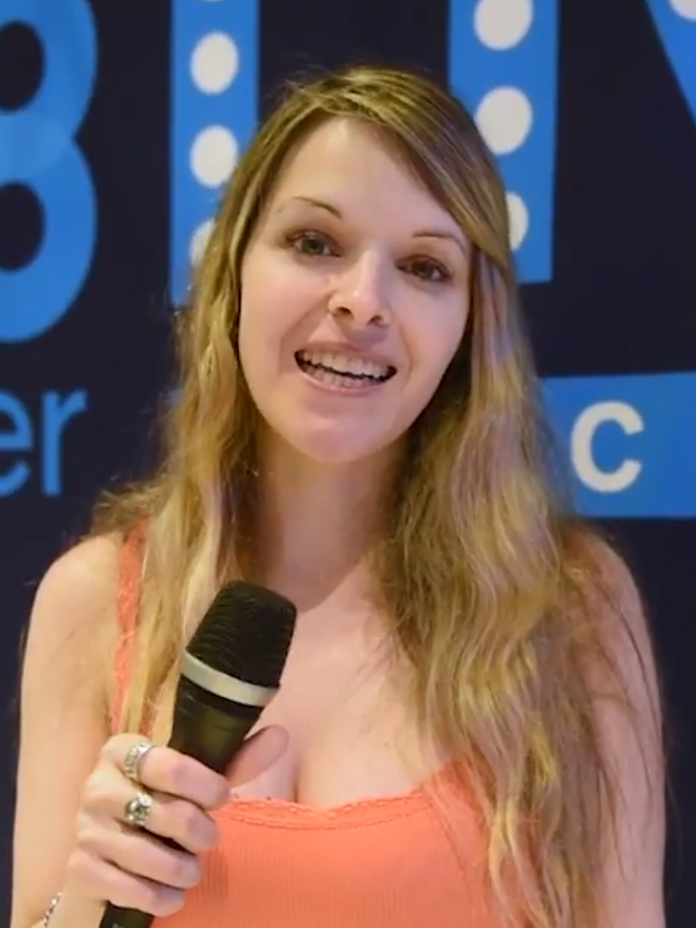
Maria Lamprópulos
(* 1981)

- Andrés D’Alessandro (* 1981), Fußballspieler, Olympiasieger 2004
- Alejandro Damián Domínguez (* 1981), Fußballspieler
- Rubén Felgaer (* 1981), Schachgroßmeister
- Juan Martín Fernández Lobbe (* 1981), Rugbyspieler
- Alexander Gier (* 1981), deutscher Schauspieler
- Alexis González (* 1981), Volleyballspieler
- Luis González (* 1981), Fußballspieler
- Juan Pablo Guzmán (* 1981), Tennisspieler
- Maria Lamprópulos (* 1981), argentinisch-griechische Pokerspielerin
- Darío Lopilato (* 1981), Schauspieler
- Clemente Rodríguez (* 1981), Fußballspieler
- Leandro Atílio Romagnoli (* 1981), Fußballspieler
- Jonathan Santana Ghere (* 1981), paraguayisch-argentinischer Fußballspieler
- Leandro Daniel Somoza (* 1981), Fußballspieler
- Mariano Uglessich (* 1981), Fußballspieler

#### 1982
- Nacho Barbero (* 1982), Pokerspieler
- Leticia Brunati (* 1982), Handballtrainerin
- Juan Pablo Brzezicki (* 1982), Tennisspieler
- Adrian Caceres (* 1982), argentinisch-australischer Fußballspieler
- Mariano Chiacchiarini (* 1982), Dirigent
- Mariano Donda (* 1982), Fußballspieler
- Jonathan Fabbro (* 1982), argentinisch-paraguayischer Fußballspieler
- Juan Martín Hernández (* 1982), Rugbyspieler
- Cristian Daniel Ledesma (* 1982), Fußballspieler
- Pablo Mac Donough (* 1982), Polospieler
- Victoria Maurette (* 1982), Schauspielerin und Sängerin
- Nicolás Medina (* 1982), Fußballspieler
- Pablo Migliore (* 1982), Fußballspieler
- Maria Cecilia Muñoz (* 1982), Querflötistin
- Gonzalo Pieres (* 1982), Polospieler
- Nicolas Roldan (* 1982), US-amerikanischer Polospieler
- Rocío Sánchez Moccia (* 1982), Hockeyspielerin
- Matías Carlos Schulz (* 1982), Handballspieler
- Ignacio Serricchio (* 1982), Schauspieler
- Cristian Villagrán (* 1982), schweizerisch-argentinischer Tennisspieler

#### 1983

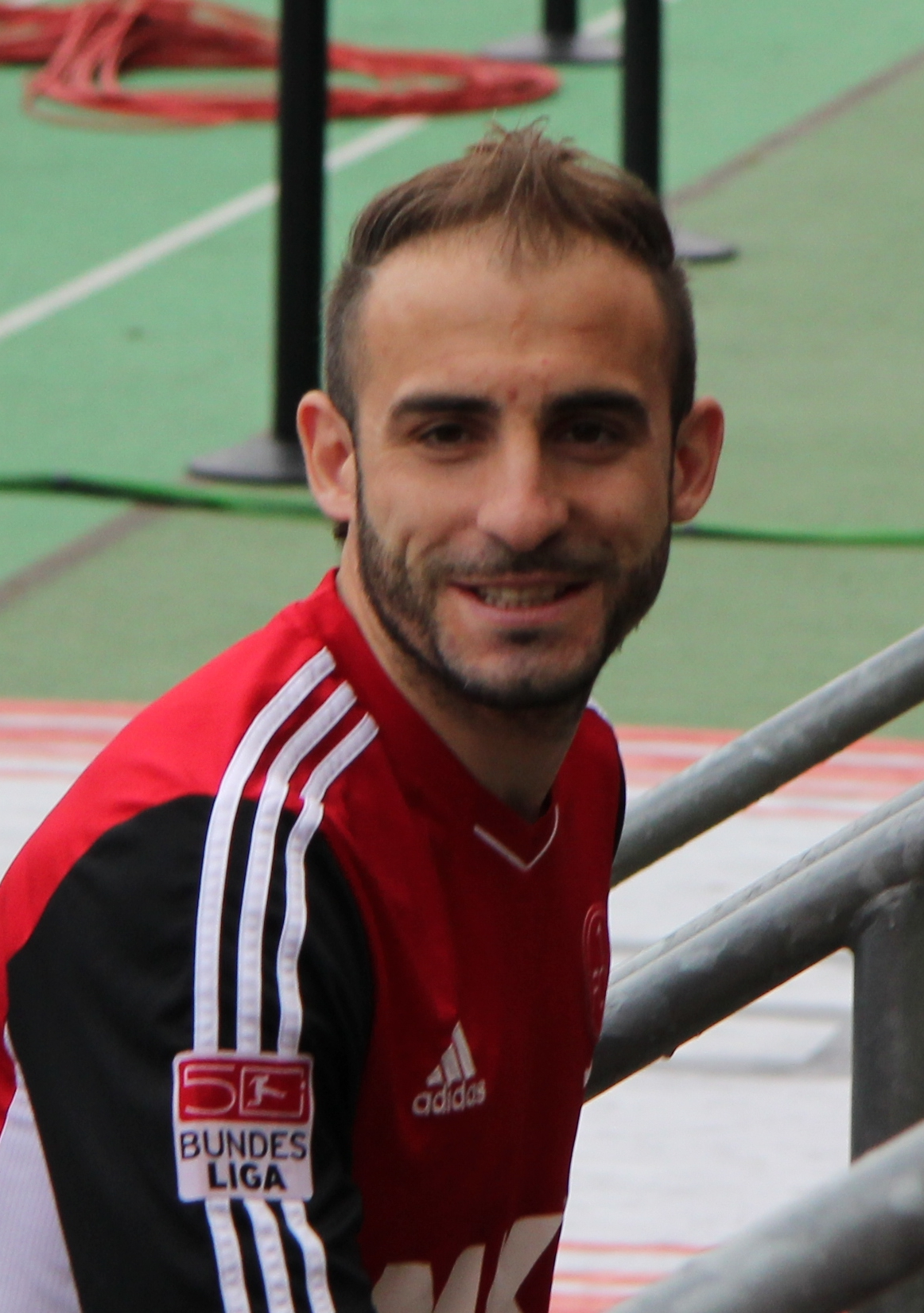
Javier Pinola
(* 1983)

- Diego Alcalá (* 1983), Schauspieler und Moderator
- María Alché (* 1983), Schauspielerin, Filmproduzentin, Filmregisseurin und Drehbuchautorin
- Mariano Andújar (* 1983), Fußballtorhüter
- Sebastián Arranz (* 1983), Puppenspieler und Theaterschauspieler
- Florencia Bertotti (* 1983), Schauspielerin, Sängerin und Komponistin
- Ivana Eliges (* 1983), Handballspielerin
- Juan Pablo Garat (* 1983), Fußballspieler
- Silvia Herrera (* 1983), Biathletin
- Mariano Izco (* 1983), Fußballspieler
- Lisandro López (* 1983), Fußballspieler
- Javier Pinola (* 1983), Fußballspieler
- Maximiliano Richeze (* 1983), Radrennfahrer

#### 1984
- Hernán Barcos (* 1984), Fußballspieler

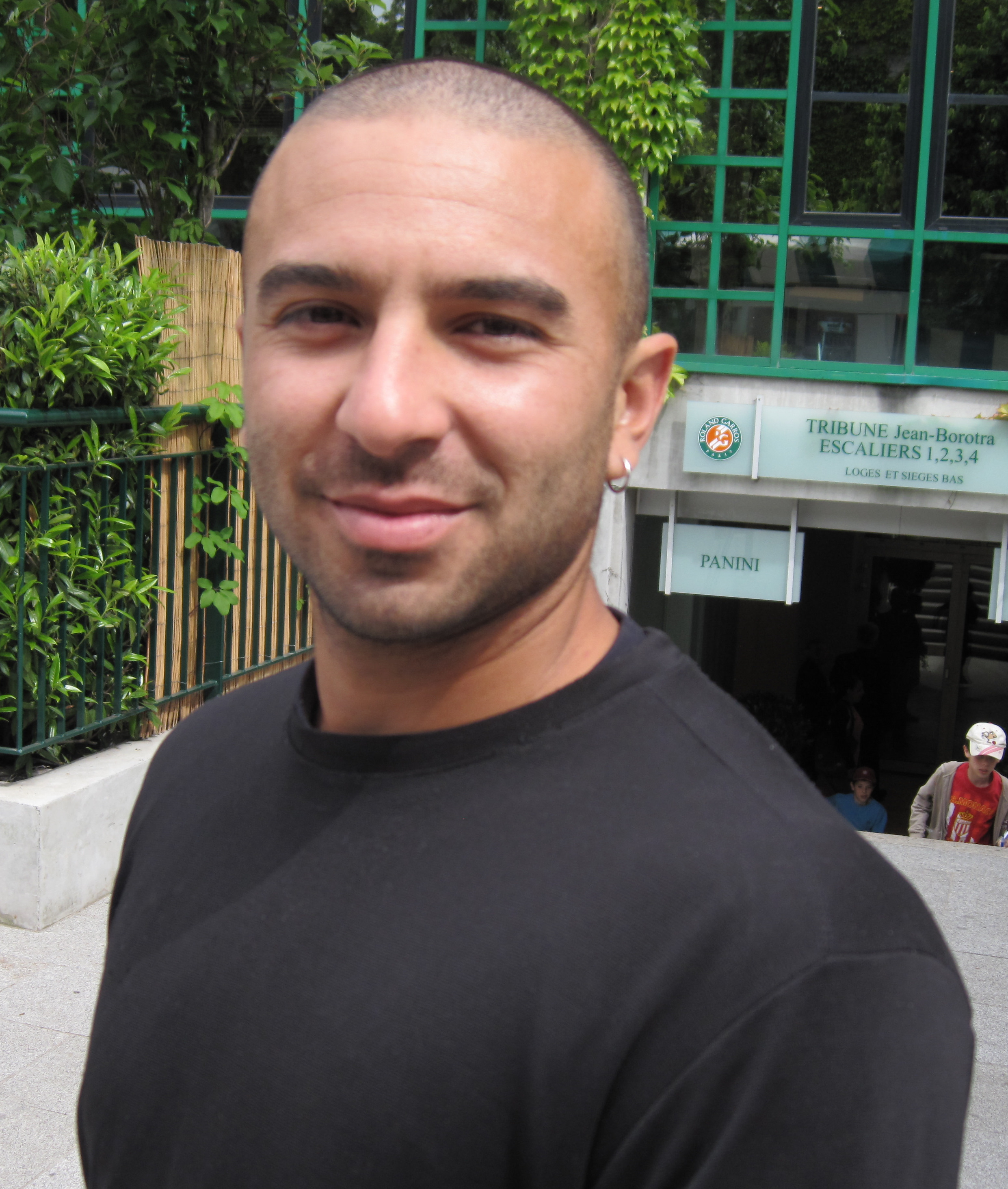
Brian Dabul
(* 1984)

- Camila Bordonaba (* 1984), Schauspielerin und Sängerin
- Jonathan Bottinelli (* 1984), Fußballspieler
- Brian Dabul (* 1984), Tennisspieler
- Jennifer Dahlgren (* 1984), Leichtathletin
- Federico Martín Higuaín (* 1984), Fußballspieler
- Maxi López (* 1984), Fußballspieler
- Rosario Luchetti (* 1984), Hockeyspielerin
- Catalina Molina (* 1984), österreichisch-argentinische Filmregisseurin und Drehbuchautorin
- Silvana Olivera (* 1984), Volleyballspielerin
- Nicolás Pareja (* 1984), Fußballspieler
- Damián Quintero (* 1984), spanischer Karateka
- Carla Rebecchi (* 1984), Hockeyspielerin
- Belén Rodríguez (* 1984), Moderatorin und Model
- Gonzalo Rodríguez (* 1984), Fußballspieler
- Carlos Tévez (* 1984), Fußballspieler

#### 1985
- Mauro Boselli (* 1985), Fußballspieler

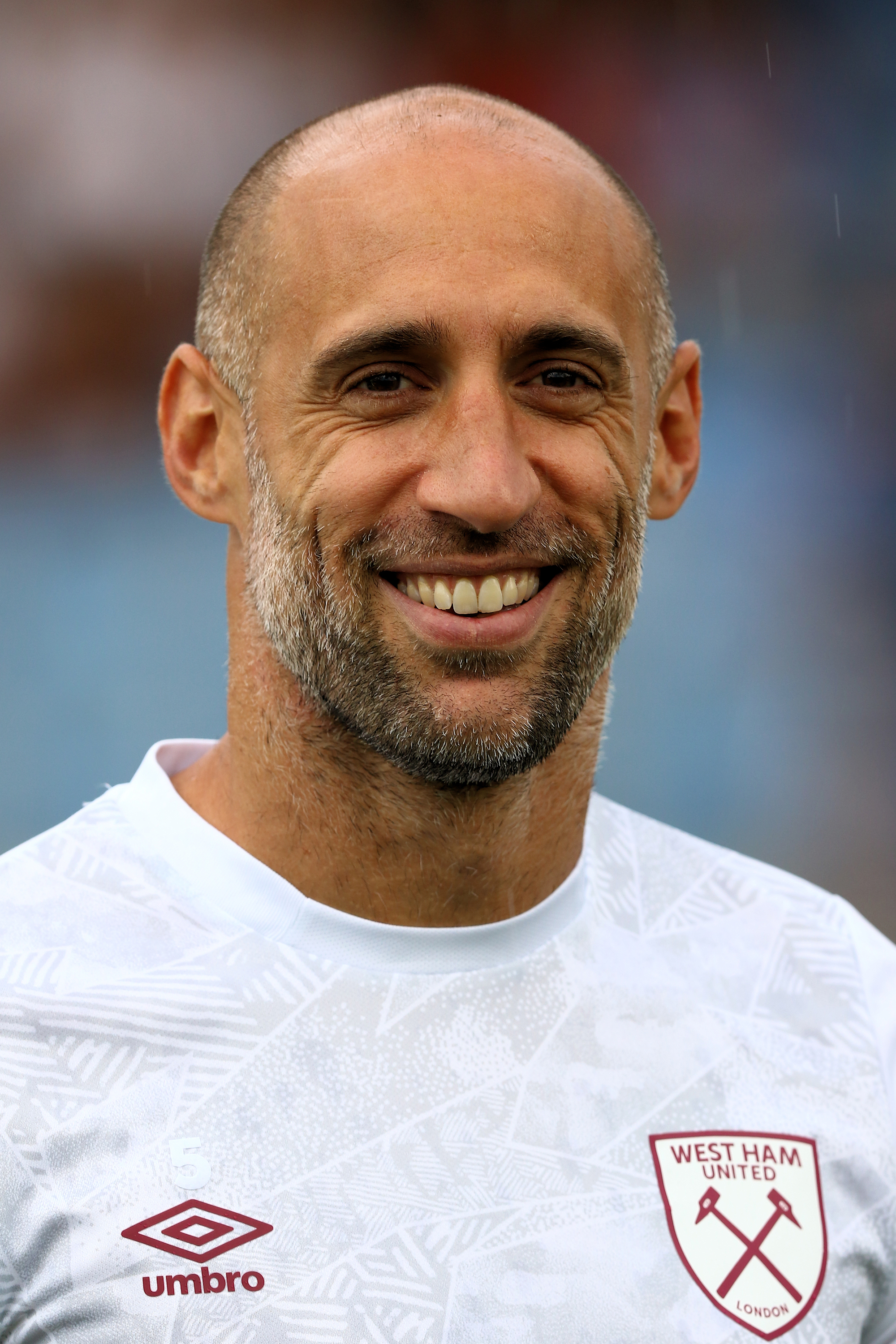
Pablo Zabaleta
(* 1985)

- Luz Cipriota (* 1985), Schauspielerin, Model und Gymnastin
- Gisela Dulko (* 1985), Tennisspielerin
- Matías Formica (* ≈1985), Jazzmusiker
- Laura Fortunato (* 1985), Fußballschiedsrichterin
- Esteban Guerrieri (* 1985), Automobilrennfahrer
- Giselle Kañevsky (* 1985), Hockeyspielerin
- Juan Martín López (* 1985), Hockeyspieler
- Juan Ignacio Marcarie (* 1985), Fußballspieler
- Facundo Martínez (* 1985), Fußballspieler
- Gastón Merlo (* 1985), argentinisch-vietnamesischer Fußballspieler
- Nicolás Navarro (* 1985), Fußballtorhüter
- Lucas Rossi (* 1985), Hockeyspieler
- Belén Succi (* 1985), Hockeyspielerin
- Bautista Ortiz de Urbina (* 1985), Polospieler
- Luciano Vázquez (* 1985), Fußballspieler
- Demis Volpi (* 1985), deutsch-argentinischer Choreograph und Opernregisseur
- Pablo Zabaleta (* 1985), Fußballspieler

#### 1986

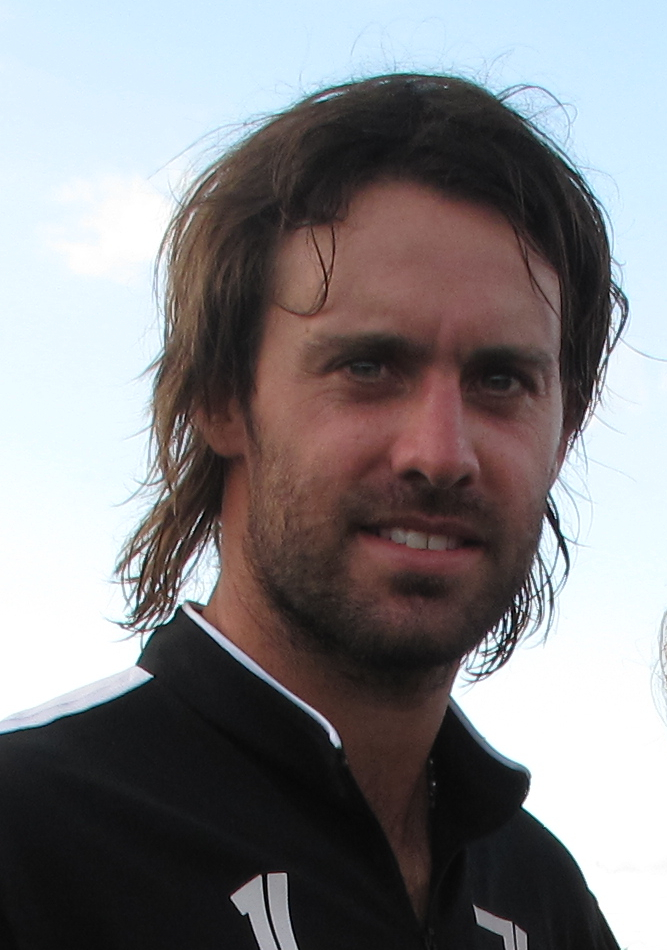
Facundo Pieres
(* 1986)

- Daniela Aguzzi (* 1986), Handballspielerin
- Pablo Alberto Bengolea (* 1986), Volleyballspieler
- Matías Fernández (* 1986), chilenischer Fußballspieler
- Sebastián Leto (* 1986), Fußballspieler
- Celeste Meccia (* 1986), Handballspielerin
- Fernando Muslera (* 1986), uruguayischer Fußballtorhüter
- Pablo Daniel Osvaldo (* 1986), italienisch-argentinischer Fußballspieler
- Gabriel Paletta (* 1986), italienisch-argentinischer Fußballspieler
- Maximiliano Pérez (* 1986), uruguayischer Fußballspieler
- Facundo Pieres (* 1986), Polospieler
- Ricardo Risatti (* 1986), Automobilrennfahrer
- Facundo Rodríguez (* 1986), Fußballschiedsrichterassistent
- Matías Rodríguez (* 1986), Fußballspieler
- Mariela Scarone (* 1986), Hockeyspielerin
- Lucas Vila (* 1986), Hockeyspieler

#### 1987

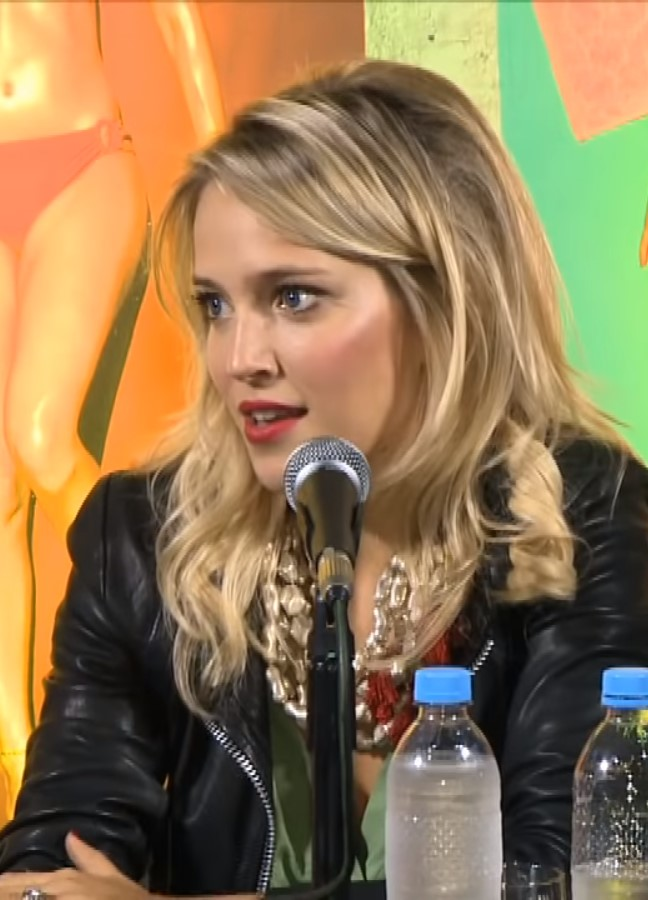
Luisana Lopilato
(* 1987)

- Emilia Attias (* 1987), Schauspielerin, Model, Sängerin, DJ und Fernsehmoderatorin
- Jimena Barón (* 1987), Schauspielerin und Sängerin
- Raúl Bobadilla (* 1987), Fußballspieler
- Ariel Cabral (* 1987), Fußballspieler
- Gonzalo Castellani (* 1987), Fußballspieler
- Melina Cozzi (* 1987), argentinisch-italienische Handballspielerin
- Martin Ariel Doldan (* 1987), italienischer Handballspieler
- Agustín Farías (* 1987), Fußballspieler
- Federico Fazio (* 1987), Fußballspieler
- Nahuel Häfliger (* 1987), Schweizer Schauspieler
- María Irigoyen (* 1987), Tennisspielerin
- Maximiliano Kirszner (* 1987), Jazzmusiker
- Luisana Lopilato (* 1987), Schauspielerin, Sängerin und Model
- Dalma Maradona (* 1987), Schauspielerin; Tochter des Fußballspielers Diego Maradona
- Alejandro Martinuccio (* 1987), Fußballspieler
- Daniela Sruoga (* 1987), Hockeyspielerin
- Mariano Néstor Torres (* 1987), Fußballspieler
- Miguel Walsh (* 1987), Mathematiker

#### 1988
- Sergio Leonel Agüero (* 1988), Fußballspieler
- Ricardo Álvarez (* 1988), Fußballspieler

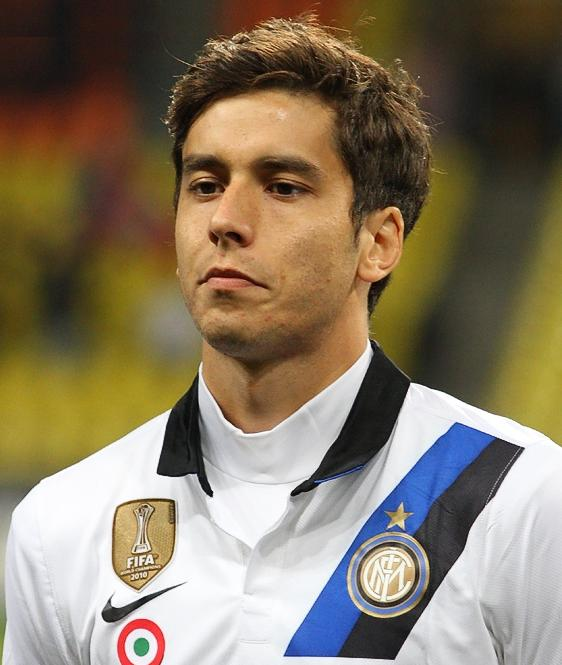
Ricardo Álvarez
(* 1988)

- Iris Becher (* 1988), deutsche Schauspielerin
- Leonel Corro (* 1988), Fußballspieler
- Ben Cura (* 1988), britischer Film- und Theaterschauspieler, Filmemacher und Musiker
- Papu Gómez (* 1988), Fußballspieler
- Santiago Leibson (* 1988), Jazzmusiker
- Andrés Molteni (* 1988), Tennisspieler
- Nicolás Otamendi (* 1988), Fußballspieler
- Nicolás Politzer (* 1988), Jazzmusiker
- Alexander Szymanowski (* 1988), Fußballspieler
- Emanuel Vargas (1988), argentinisch-chilenischer Fußballspieler
- Federico Matías Vieyra (* 1988), Handballspieler

#### 1989

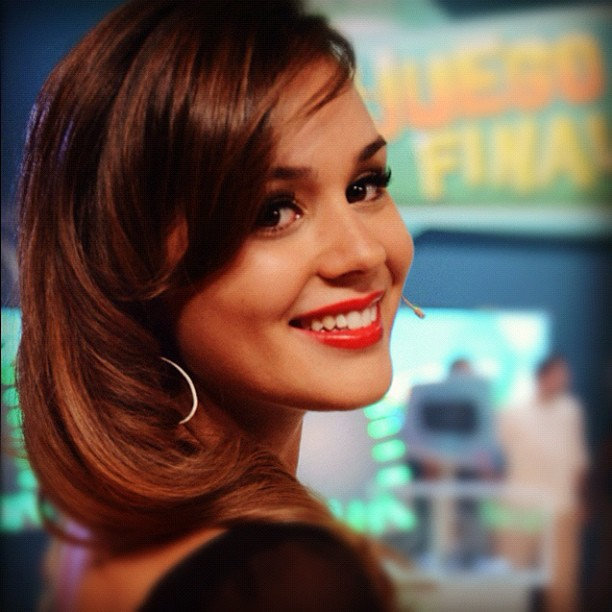
Valeria Baroni
(* 1989)

- Valeria Baroni (* 1989), Schauspielerin, Sängerin und Tänzerin
- Daniela Bessia (* 1989), argentinisch-italienische Schauspielerin
- Nicolas Bruno (* 1989), Volleyballspieler
- Héctor Canteros (* 1989), Fußballspieler
- Brian Castaño (* 1989), Boxer im Halbmittelgewicht
- Belén Chavanne (* 1989), Filmschauspielerin und Model
- Gabriela Chávez (* 1989), Fußballspielerin
- Tomás Cubelli (* 1989), Rugby-Union-Spieler
- Chino Darín (* 1989), Serien- und Filmschauspieler
- Emiliano Insúa (* 1989), Fußballspieler
- Ángel Luna (* 1989), Fußballspieler
- Guillermo Martínez (* 1989), Filmregisseur
- Cristian Poglajen (* 1989), Volleyballspieler
- Jésica Presas (* 1989), Handballspielerin
- Matías Rojas (* 1989), Fußballspieler
- Ezequiel Schelotto (* 1989), italienisch-argentinischer Fußballspieler
- Diego Simonet (* 1989), Handballspieler
- Amalia Ulman (* 1989), Künstlerin
- Pablo Vainstein (* 1989), Handballspieler
- Rodrigo Velilla (* 1989), Schauspieler, Sänger und Tänzer
- Valentin Verga (* 1989), niederländischer Hockeyspieler

#### 1990
- Julio Aguilar (* 1990), Fußballspieler
- Jorge Francisco Birkner Ketelhohn (* 1990), Skirennläufer
- Tatiana Búa (* 1990), Tennisspielerin
- Artur Logunov (* 1990), ukrainischer Schauspieler, Sänger und Tänzer
- Camila Nebbia (* ≈1990), Jazz- und Improvisationsmusikerin
- Guido Pizarro (* 1990), Fußballspieler
- Sol Rodriguez (* 1990), argentinisch-uruguayische Filmschauspielerin und Model
- Lucas Ruiz Díaz (* 1990), Fußballspieler
- Juan Sánchez Miño (* 1990), Fußballspieler
- Marianela Szymanowski (* 1990), polnisch-argentinische Fußballspielerin
- Tei Shi (* 1990), Sängerin
- Josefina Sruoga (* 1990), Hockeyspielerin
- Nicolás Uriarte (* 1990), Volleyballspieler
- Nicolás Vélez (* 1990), Fußballspieler

### 1991–2000

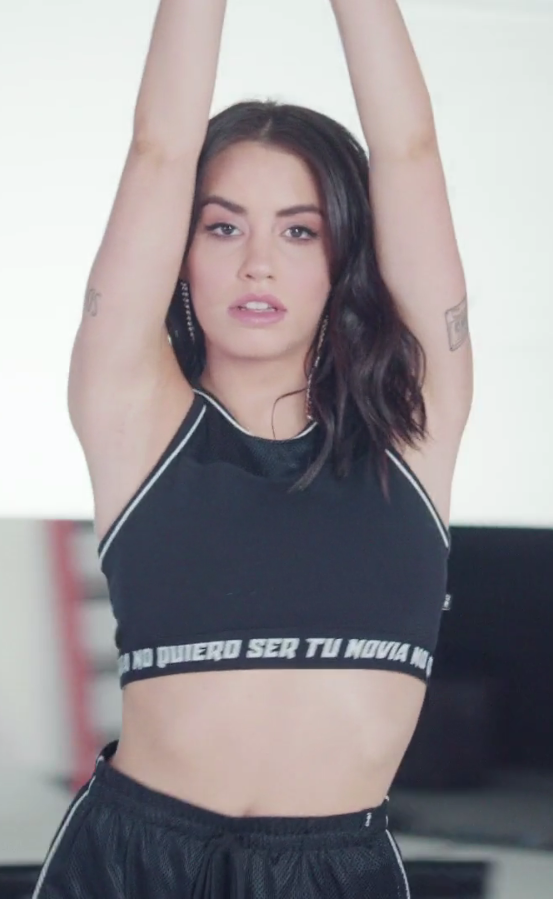
Mariana Espósito
(* 1991)

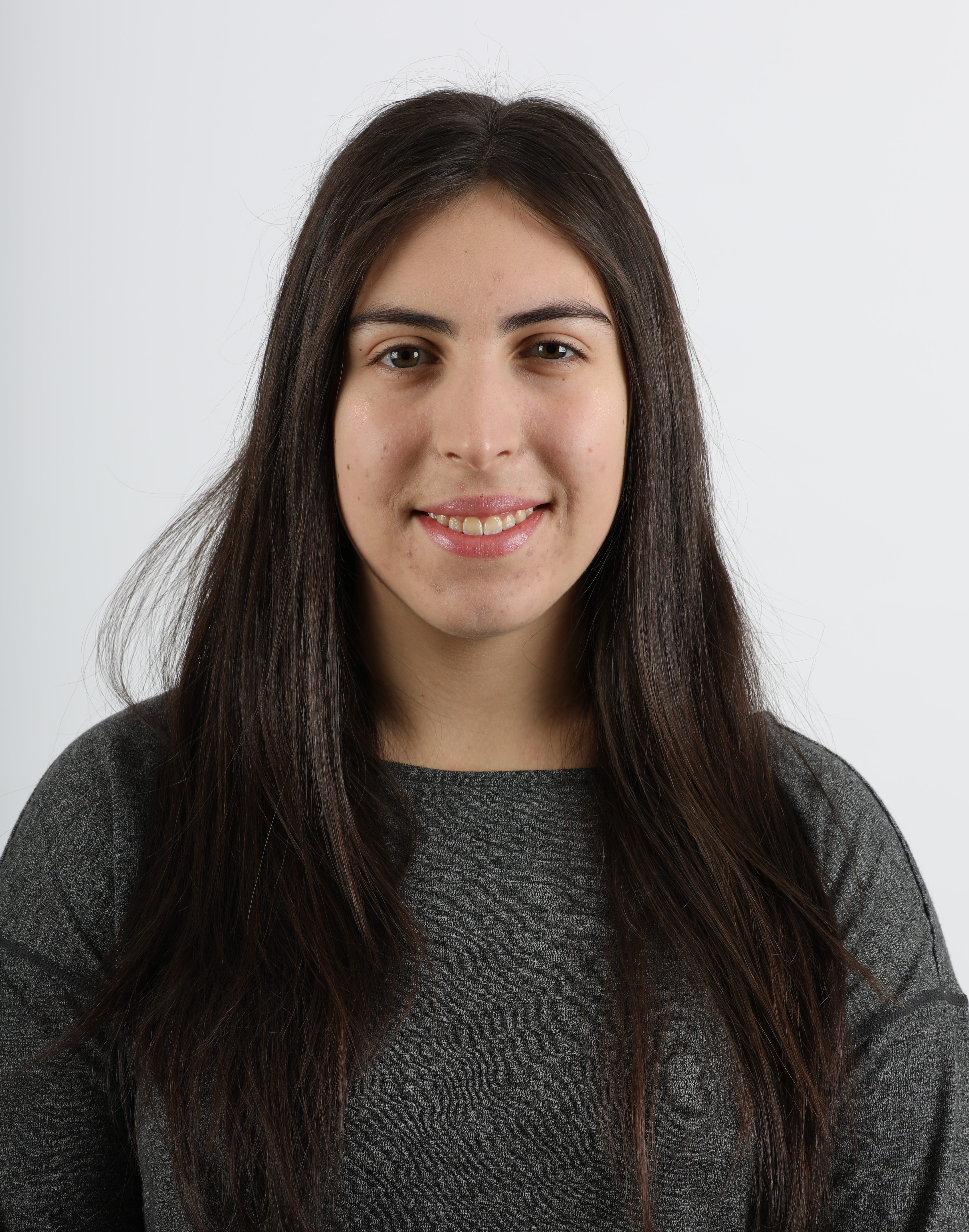
Verónica María Ravenna
(* 1998)

#### 1991
- Guido Andreozzi (* 1991), Tennisspieler
- Diego Bielkiewicz (* 1991), Fußballspieler
- Matías Defederico (* 1991), Fußballspieler
- Mariana Espósito (* 1991), Sängerin, Schauspielerin und Model
- Juan Pablo Gómez (* 1991), Fußballspieler
- Victoria Granatto (* 1991), Hockeyspielerin
- Emanuel Insúa (* 1991), Fußballspieler
- Joaquín Menini (* 1991), Hockeyspieler
- Daniel Messina (* 1991), Fußballspieler
- Candelaria Molfese (* 1991), Schauspielerin, Youtuberin, Tänzerin und Sängerin
- Matías Pisano (* 1991), Fußballspieler
- Facu Regalía (* 1991), argentinisch-spanischer Automobilrennfahrer
- Lucas Tamareo (* 1991), uruguayischer Fußballspieler

#### 1992
- Sergio Araujo (* 1992), Fußballspieler
- Erik Lamela (* 1992), Fußballspieler
- Facundo Mena (* 1992), Tennisspieler
- Fermín Merlo (* 1992), Jazzmusiker
- Gonzalo Peillat (* 1992), Hockeyspieler
- Diego Schwartzman (* 1992), Tennisspieler
- Pablo Simonet (* 1992), Handballspieler
- María Eugenia Suárez (* 1992), Schauspielerin, Sängerin und Model
- Nicolás Tagliafico (* 1992), Fußballspieler

#### 1993
- Salomé Báncora (* 1993), Skirennläuferin
- Franco Bechtholdt (* 1993), Fußballspieler
- Jonathan Calleri (* 1993), Fußballspieler
- Ricardo Centurión (* 1993), Fußballspieler
- Cristian Guanca (* 1993), Fußballspieler
- Florencia Habif (* 1993), Hockeyspielerin
- Juan Iturbe (* 1993), Fußballspieler
- Tomás Lipovsek Puches (* 1993), Tennisspieler
- Pablo Matera (* 1993), Rugby-Union-Spieler
- Julián Montoya (* 1993), Rugby-Union-Spieler

#### 1994
- Camila Gómez Ares (* 1994), Fußballspielerin
- Hernán Casanova (* 1994), Tennisspieler
- Matías Franco Descotte (* 1994), Tennisspieler
- Agustín Ledesma (* 1994), Rollstuhltennisspieler
- Eric Lichtenstein (* 1994), Automobilrennfahrer
- Mateo Majdalani (* 1994), Segler
- Georgina Rodríguez (* 1994), argentinisch-spanisches Model
- Sofia Salvo (* 1994), Jazz- und Improvisationsmusikerin
- Héctor Villalba (* 1994), Fußballspieler

#### 1995
- Agostina Alonso (* 1995), Hockeyspielerin
- Emiliano Amor (* 1995), argentinisch-syischer Fußballspieler
- JC Aragone (* 1995), US-amerikanischer Tennisspieler
- Santiago Danani (* 1995), Volleyballspieler
- Julián Fernández (* 1995), Fußballspieler
- María José Granatto (* 1995), Hockeyspielerin
- Fedra Luna (* 1995), Langstreckenläuferin
- Guido Messina (* 1995), Schauspieler und Sänger
- Agustina Mirotta (* 1995), Handballspielerin
- Bautista Saubidet Birkner (* 1995), Windsurfer

#### 1996
- Norberto Briasco (* 1996), argentinisch-armenischer Fußballspieler
- Agustina Gorzelany (* 1996), Hockeyspielerin
- Mariano Kestelboim (* 1996), Tennisspieler
- Carolina Kopelioff (* 1996), Schauspielerin und Sängerin
- Guillermina Naya (* 1996), Tennisspielerin
- Lucas Martínez Quarta (* 1996), Fußballspieler

#### 1997
- Juan Pablo Ficovich (* 1997), Tennisspieler
- Kevin Mac Allister (* 1997), Fußballspieler
- Nicolás Bono (* 1997), Handballspieler
- Martina Stoessel (* 1997), Schauspielerin, Sängerin, Tänzerin, Model
- Federico Varela (* 1997), Fußballspieler
- Valentina Zenere (* 1997), Schauspielerin, Sängerin und Model

#### 1998
- Usue Maitane Arconada (* 1998), US-amerikanische Tennisspielerin
- Francisco Cerúndolo (* 1998), Tennisspieler
- Lorenzo Ferro (* 1998), Filmschauspieler
- Verónica María Ravenna (* 1998), argentinisch-kanadische Rennrodlerin
- Tomás Ross (* 1998), Schauspieler
- Francisco Cruz Saubidet Birkner (* 1998), Windsurfer

#### 1999
- Nazareno Bazán (* 1999), Fußballspieler
- Delfina Brea (* 1999), Padelspielerin
- Ignacio Carou (* 1999), argentinisch-uruguayischer Tennisspieler
- Malena Cavo (* 1999), Handballspielerin
- Michael Duek (* 1999), Pokerspieler
- Mauro Luna Diale (* 1999), Fußballspieler
- Santiago Rodríguez Taverna (* 1999), Tennisspieler
- Camilo Ugo Carabelli (* 1999), Tennisspieler

#### 2000
- Ignacio Aliseda (* 2000), Fußballspieler
- Sebastián Báez (* 2000), Tennisspieler
- Caterina Benedetti (* 2000), Beachhandballspielerin
- Carolina Bono (* 2000), Handballspielerin
- Facundo Díaz Acosta (* 2000), Tennisspieler
- Benjamín Garré (* 2000), Fußballspieler
- Mateo Klimowicz (* 2000), argentinisch-deutscher Fußballspieler
- Zoe Turnes (* 2000), Beachhandballspielerin

## 21. Jahrhundert
- Thiago Almada (* 2001), Fußballspieler
- Juan Manuel Cerúndolo (* 2001), Tennisspieler
- Fiorella Corimberto (* 2001), Handballspielerin
- Micaela Corimberto (* 2001), Handballspielerin
- Santiago Giménez (* 2001), mexikanischer Fußballspieler
- Santiago Hezze (* 2001), argentinisch-polnischer Fußballspieler syrischer Abstammung
- Gonzalo Luján (* 2001), argentinisch-spanischer Fußballspieler
- Valerio Aboian (* 2002), Tennisspieler
- Alex Barrena (* 2002), Tennisspieler
- Juan Bautista Torres (* 2002), Tennisspieler
- Román Andrés Burruchaga (* 2002), Tennisspieler
- Sofía Cairó (* 2002), Hockeyspielerin
- Tiziano Gravier (* 2002), Skirennläufer
- Franco Colapinto (* 2003), Automobilrennfahrer
- Máximo Perrone (* 2003), Fußballspieler
- Valentín Barco (* 2004), Fußballspieler
- Lara Casas (* 2004), Hockeyspielerin
- Valentín Carboni (* 2005), argentinisch-italienischer Fußballspieler
- Juana Castellaro (* 2005), Hockeyspielerin

## Geburtsjahr unbekannt
- Ariel Amaya (* im 20. Jahrhundert), Fußballspieler
- Alejandro Beraldi (* im 20. Jahrhundert), Geiger, Dirigent und Musikpädagoge
- Marina Blumenthal (* im 20. Jahrhundert), Theaterschauspielerin, Moderatorin, Produzentin und Model
- María Susana Cipolletti (* im 20. Jahrhundert), Ethnologin und Anthropologin
- Omar Cyrulnik (* im 20. Jahrhundert), Gitarrist und Musikpädagoge
- Sergio Feferovich (* im 20. Jahrhundert), Dirigent und Musikpädagoge
- Cecilia Gauna (* im 20. Jahrhundert), Sängerin und Komponistin
- Susana Kasakoff (* im 20. Jahrhundert), Pianistin
- Adriana López-Arbarello (* im 20. Jahrhundert), Wirbeltierbiologin und -paläontologin
- Susanna Moncayo (* im 20. Jahrhundert), Mezzosopranistin
- Martín Oro (* im 20. Jahrhundert), argentinisch-schweizerischer Sänger und Countertenor
- Alejandro Schaikis (* im 20. Jahrhundert), Violinist
- Irene Schloss (* im 20. Jahrhundert), Meeresbiologin und Antarktisforscherin
- Pablo Valetti (* vor 1991), französischer Violinist und Dirigent
- Irina Werning (* im 20. Jahrhundert), Fotografin
- Sebastián Zubieta (* im 20. Jahrhundert), Komponist und Musikpädagoge